# Gemäldegalerie (Berlín)

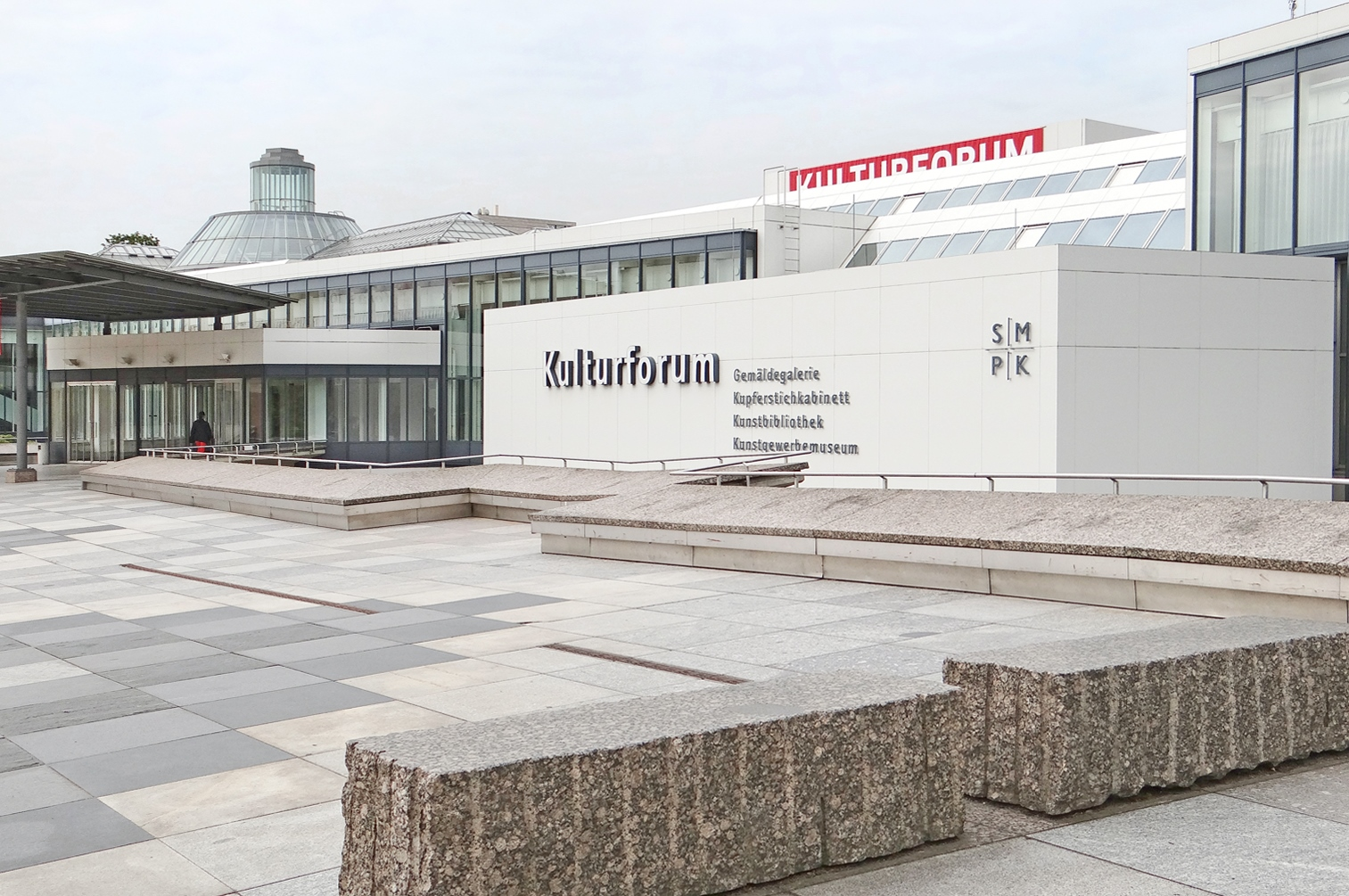
Vista exterior de la Gemäldegalerie de Berlín

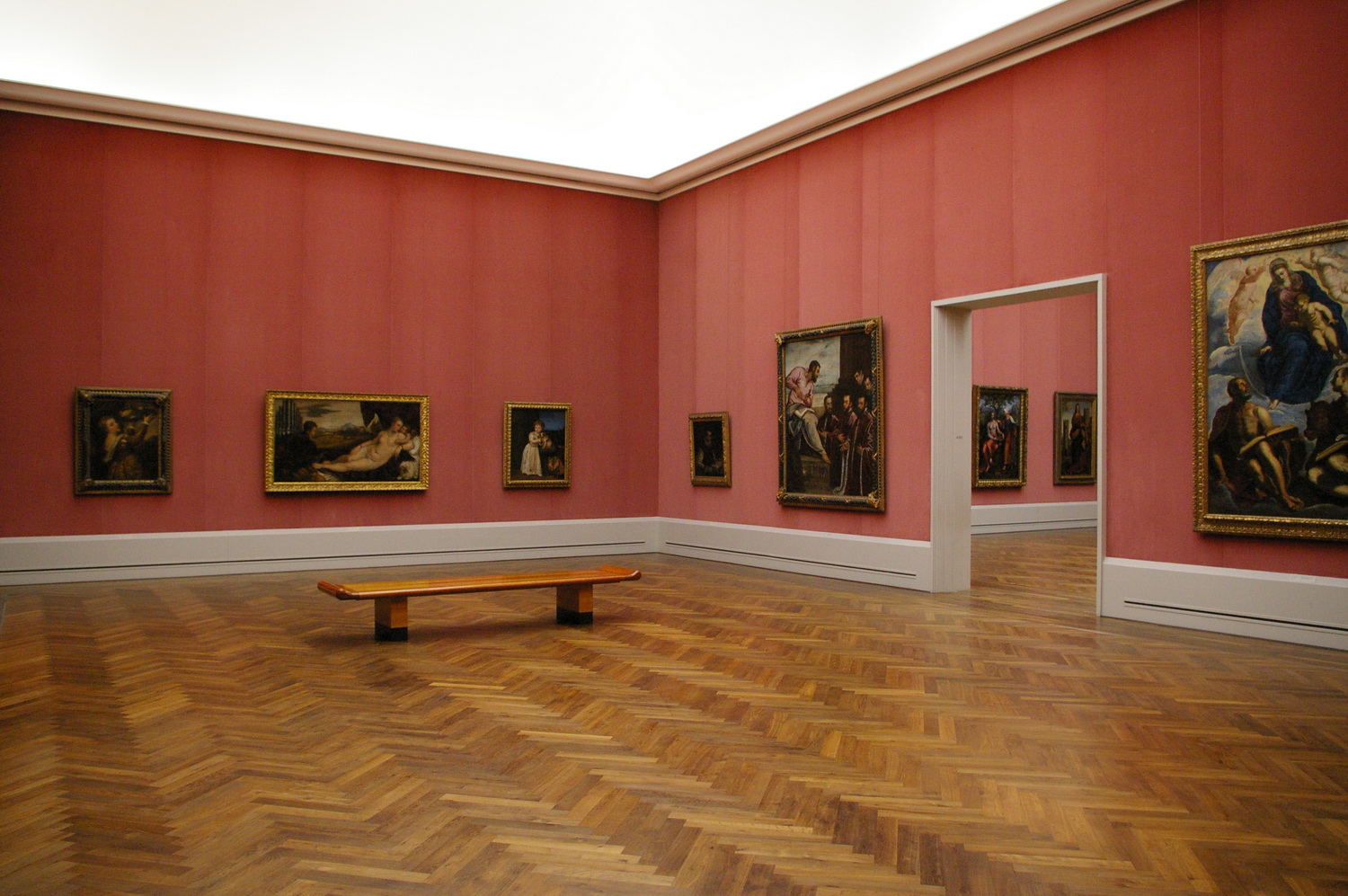
Vista interior

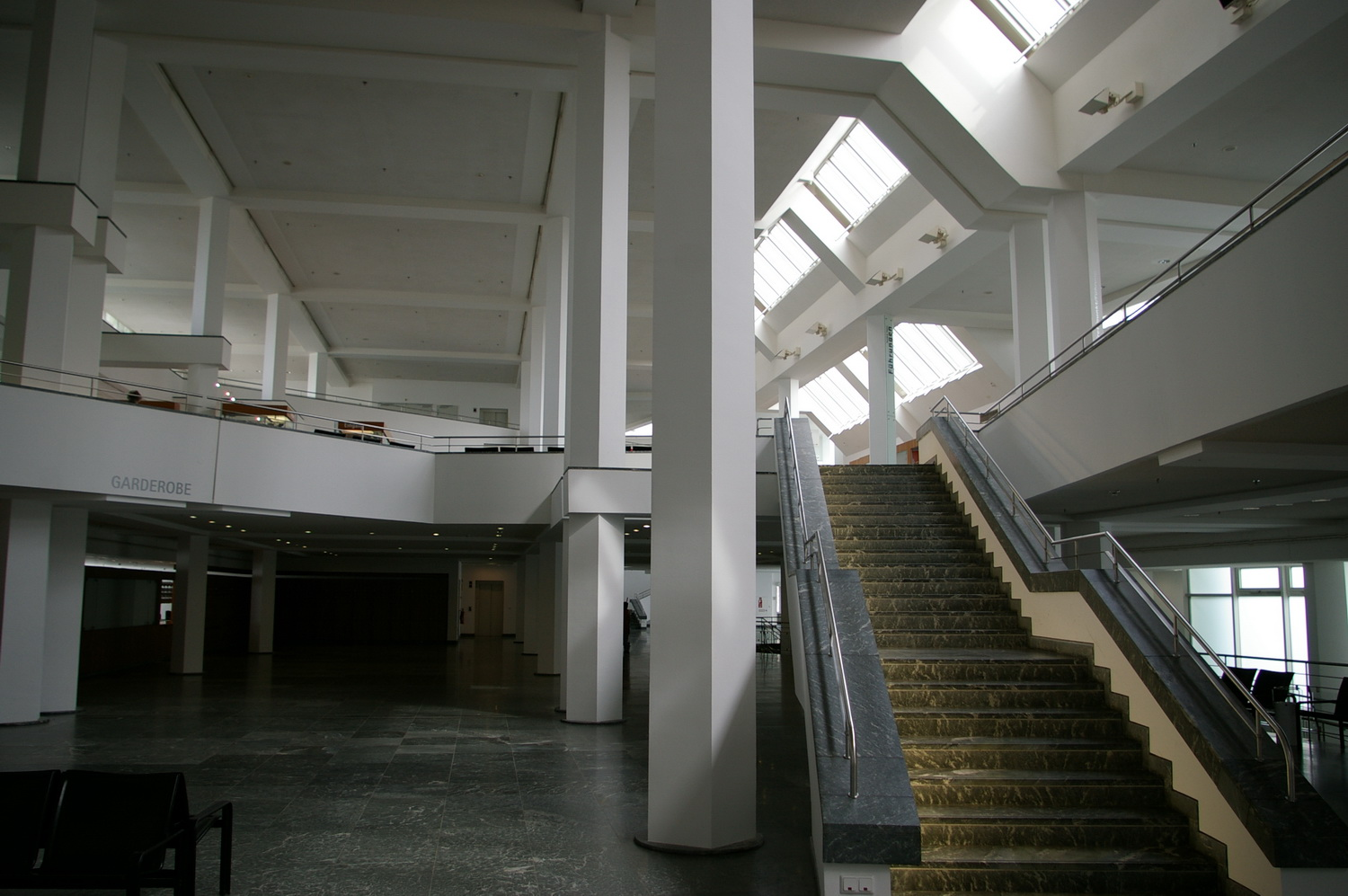
L'entrada del museu

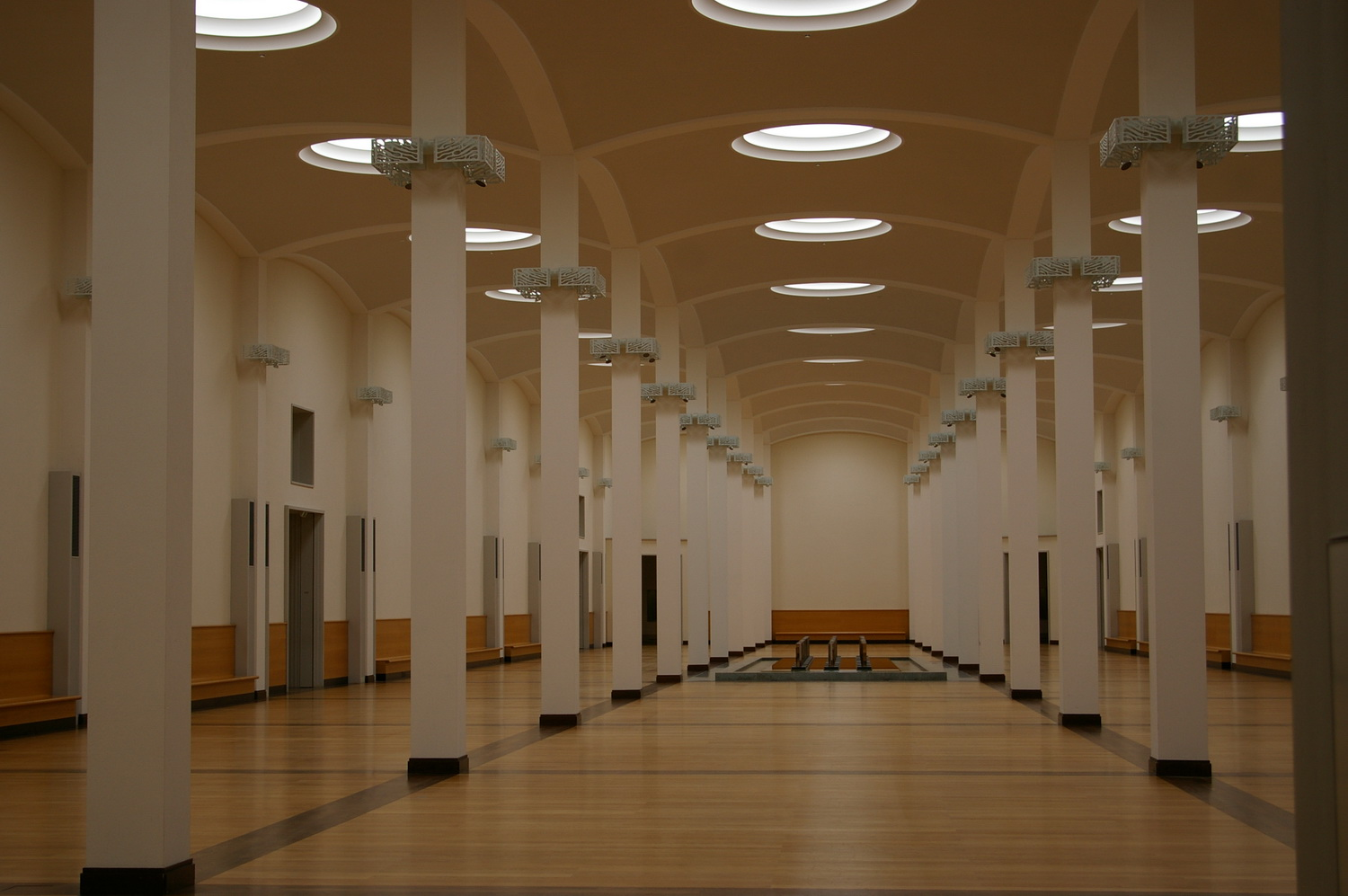
El gran hall

La Gemäldegalerie o pinacoteca de Berlín és un dels Museus Nacionals de Berlín situat dins el complex museïstic del Kulturforum obert el 1998. És un dels més importants museus del món de pintura europea del segle xiii al xviii tant per la dimensió com per la qualitat de les col·leccions, que comprenen obres mestres d'artistes com Albrecht Dürer, Lucas Cranach el Vell, Rafael Sanzio, Ticià, Caravaggio, Peter Paul Rubens, Rembrandt o Johannes Vermeer.

## Història
La Galeria va obrir les portes el 1830, dins l'Altes Museum concebut per Karl Friedrich Schinkel. Estava concebut perquè el visitant hi pogués trobar, amb estricte respecte de la història de l'art, obres excepcionals, però també una visió completa i instructiva dels quadres exposats.
L'impuls de la Galeria es deu principalment al suport del rei Frederic Guillem III de Prússia, qui va comprar el 1815, a París, un conjunt de 157 pintures de l'antiga col·lecció Giustiniani i així va portar a Berlín obres majors del començament de l'època barroca italiana. Fou el 1821 quan van ser comprats altres 3.000 quadres de la col·lecció Edward Solly. Edward Solly tenia una preferència marcada per la pintura italiana, de la qual va col·leccionar no només obres clàssiques, sinó també èpoques anteriors. Les compres no van ser exposades en el seu conjunt al museu, sinó que van ser objecte d'una selecció molt rigorosa per part de la comissió encarregada de la disposició del museu, que estava dirigit per Gustav Friedrich Waagen. Les adquisicions individuals ulteriors i els quadres escollits del patrimoni reial, es varen fer amb l'objectiu de donar una visió general de la història de l'art. En el moment de la seva inauguració, la col·lecció de la Galeria comptava 1.198 quadres, dels quals només una quarta part provenia del patrimoni reial.
Gustav Friedrich Waagen va ser el primer conservador de la Galeria. Durant els anys en què va ocupar aquest lloc, va fer importants adquisicions malgrat comptar amb un pressupost modest. Amb la iniciativa de Wilhelm von Bode (1845-1929), que va entrar al servei del museu el 1872, totes les col·leccions van ser contínuament enriquides, i la Galeria va obtenir un renom mundial. A semblança de Gustav Friedrich Waagen, Wilhelm von Bode era no només un historiador d'art emèrit sinó també un excel·lent organitzador, qui va saber, amb molta energia i discerniment, explotar la notícia situació en l'àmbit de la política cultural.
En resposta a l'adveniment del Tercer Reich i a l'elevació de Berlín al rang de capital, el museu va rebre la missió de servir d'aparador a aquesta nova potència. Els diners van afluir. Amb les seves adquisicions, Bode va assegurar el renom de la Galeria, no només enriquint la col·lecció existent, sinó també posant en valor nous àmbits i desenvolupant els punts forts, sobretot els fons de quadres de Rubens i de Rembrandt.
El ràpid desenvolupament de la Galeria va fer necessari la construcció d'un nou edifici de major dimensió. El 1904, el Museu Bode imaginat per Ernst von Ihne, va obrir les portes a la punta nord de l'Illa dels Museus. El trasllat a aquest edifici, seguit el 1930 pel del Deutsche Museum anteriorment allotjat a l'ala nord del Museu de Pèrgam, va ser la millor època que la Galeria ha conegut fins ara. Amb la seva col·lecció de 3.600 quadres, aquesta havia assolit un increïble grau de completesa. Aquest magnífic recorregut va ser temporalment interromput per la Primera Guerra Mundial i, de manera més llarga, per la Segona. El 1945, la col·lecció, que havia estat prèviament evacuada, va ser dispersada i experimentà importants pèrdues. L'escissió política del país i de la ciutat el 1948 va comportar finalment al seu repartiment entre l'est i l'oest, repartiment que havia de durar mig segle.

## Presentació
Les obres provenint del museu de Dahlem, on havien trobat asil, i del Kàiser Friedrich-Museum - rebatejat Museu Bode el 1956 -, estan reunides des de 1998 al nou edifici. Concebuda segons els plans de Heinz Hilmer i Christoph Sattler, l'arquitectura de l'edifici subratlla la importància de la col·lecció.
Des del punt de vista de la història de l'art, l'ordenació rigorosa dels quadres iniciada per Gustav Friedrich Waagen a l'Altes Museum i recuperat per Wilhelm von Bode al Kàiser Friedrich-Museum ha estat conservada. Per tal de posar plenament en valor les diferents obres d'art, la idea d'una presentació sobre diversos nivells, per obtenir un efecte de conjunt, ha estat abandonada. Els quadres són simplement enganxats uns al costat dels altres i se segueixen de vegades de manera asimètrica per posar en valor certes obres. Aquesta organització particularment sòbria no desperta tanmateix cap sentiment de monotonia tant les sales que se segueixen ofereixen de les proporcions i de les perspectives diferents. Una gran densitat de quadres podia perjudicar aquest ritme subtil.
Una selecció molt estricta era, per tant, necessària, i sols 1.150 quadres han trobat plaça a la galeria principal. Ni tan sols abans, no era possible exposar més pintures si se sumen els 400 quadres que s'acumulaven al pis superior del Bodemuseum i les 700 obres del museu de Dahlem, totalment sobrecarregats. La Gemäldegalerie disposa ara del major edifici de tota la seva història. Una dimensió no obstant això insuficient per exposar la col·lecció en el seu conjunt, ja que compta una mica més de 3.000 quadres des que els dos fons han estat reunits.

## Iconografia

### El Renaixement als països d'Europa del Nord

#### França, Flandes i Països Baixos

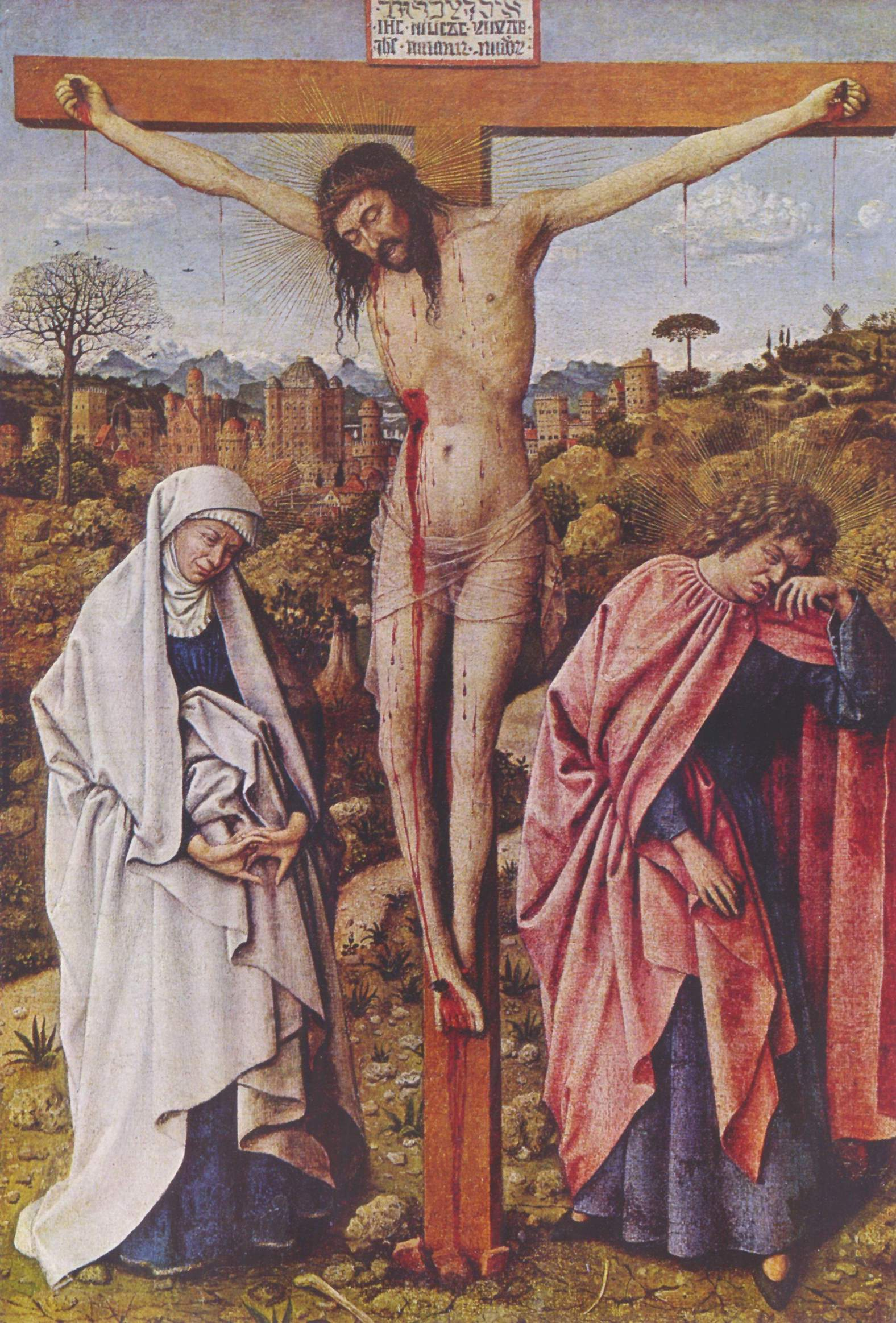
Jan van Eyck (v. 1390- 1441), Crist a la creu
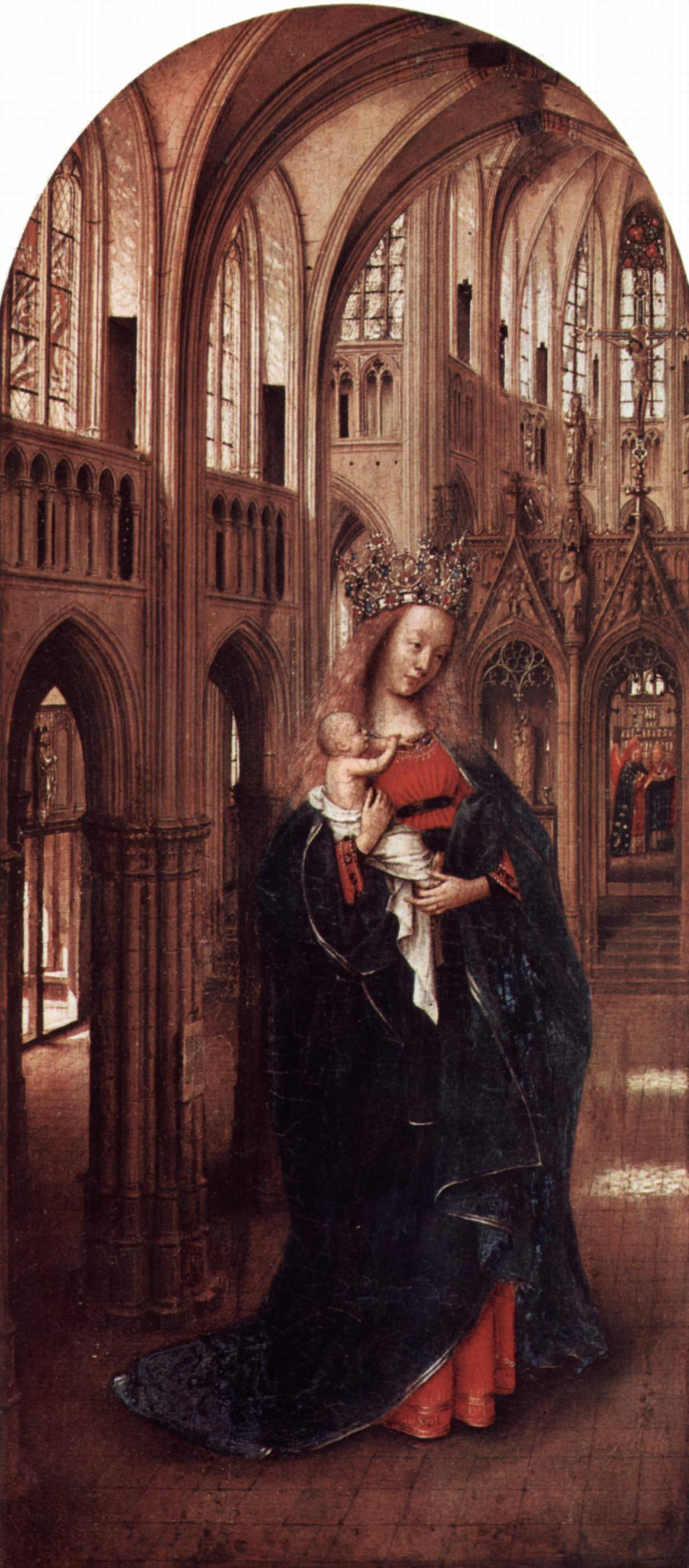
Jan van Eyck (v. 1390- 1441), La Verge en una església.
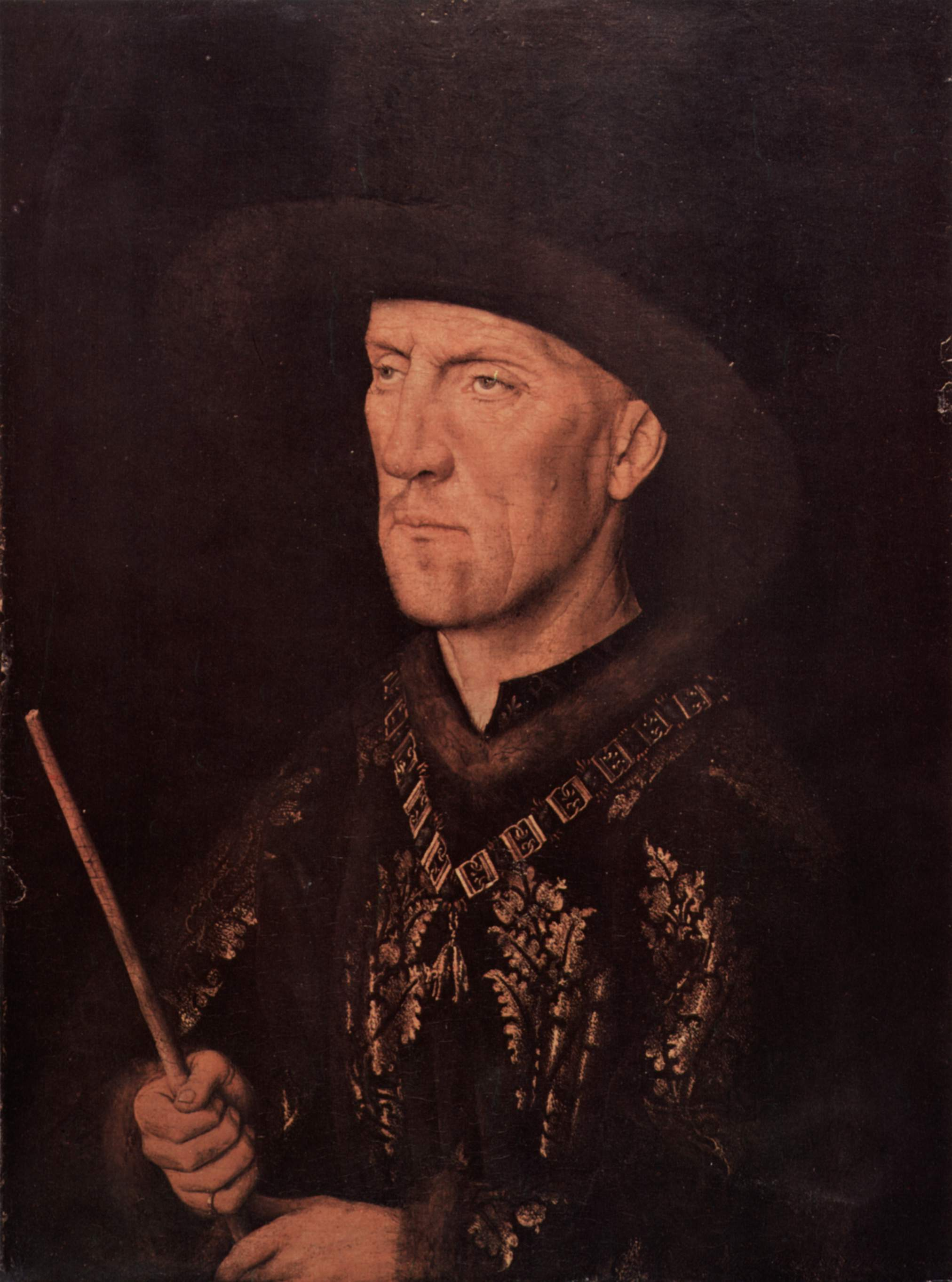
Jan van Eyck (v. 1390- 1441), Retrat de Baudouin de Lannoy
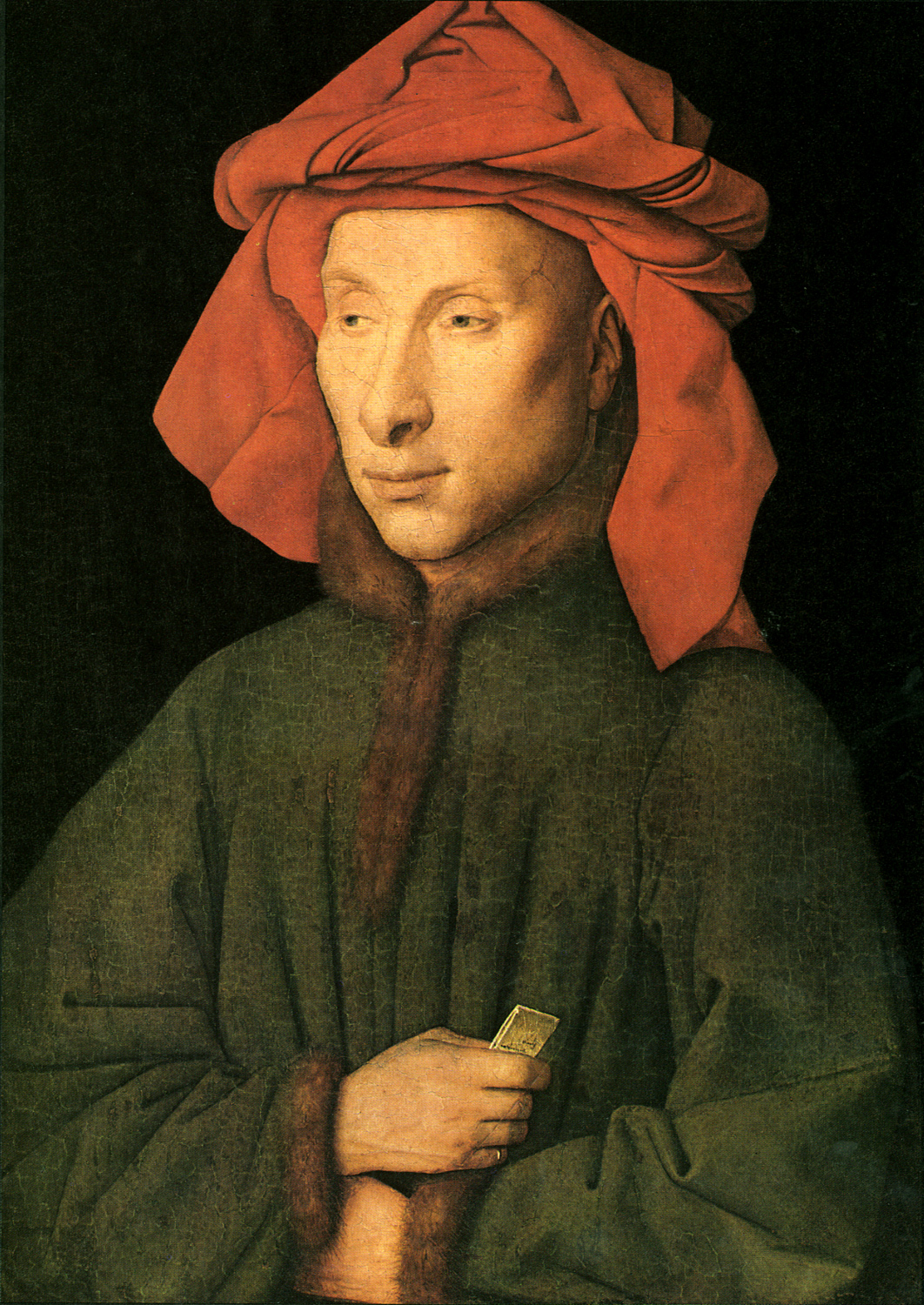
Jan van Eyck (v. 1390- 1441), Retrat de Giovanni Arnolfini
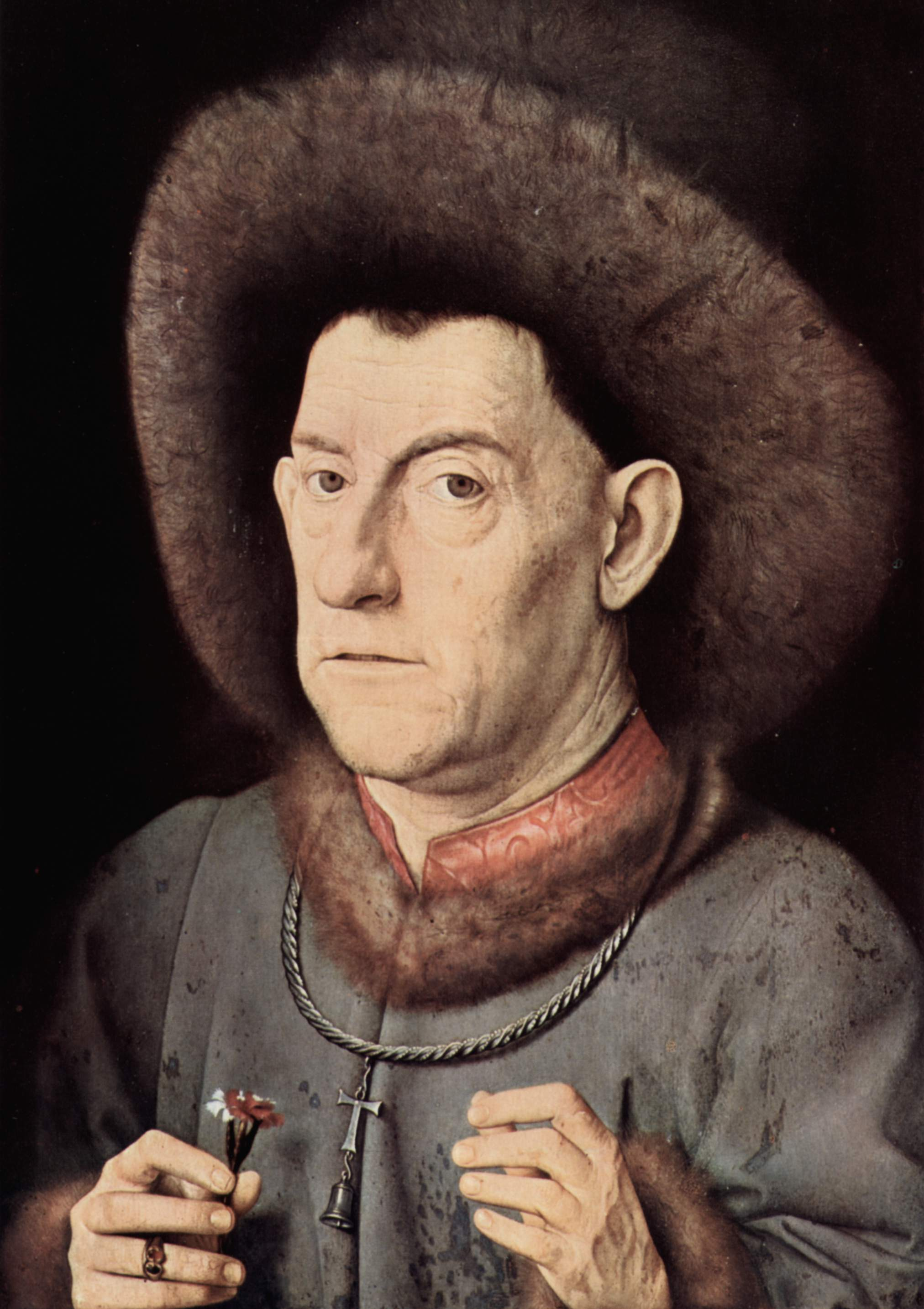
Jan van Eyck (v. 1390- 1441), L'home dels clavells
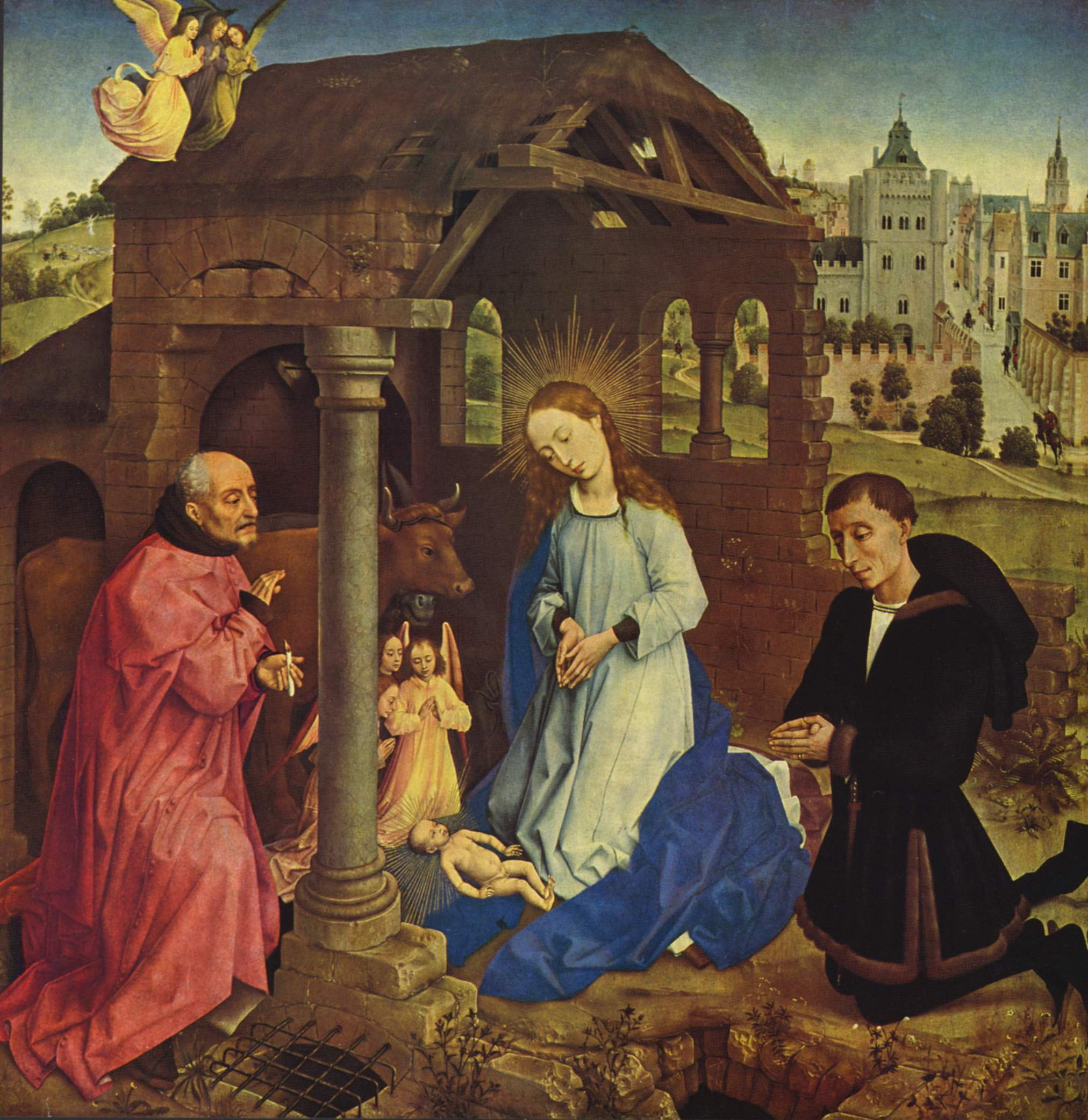
Roger van der Weyden (v. 1400- 1464), Naixement de Crist
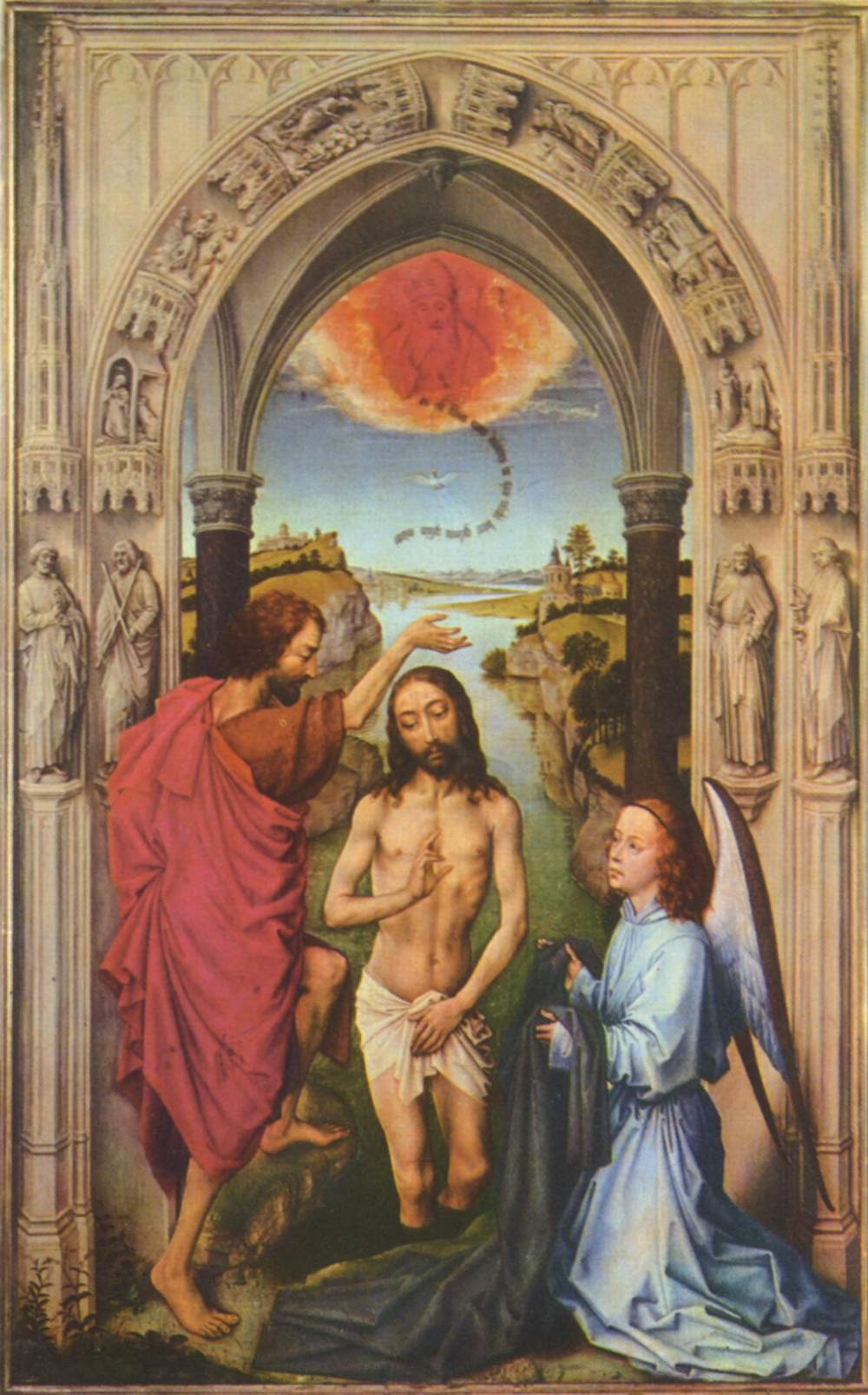
Roger van der Weyden (v. 1400- 1464), Altar de sant Joan-Baptiste: bateig del Crist
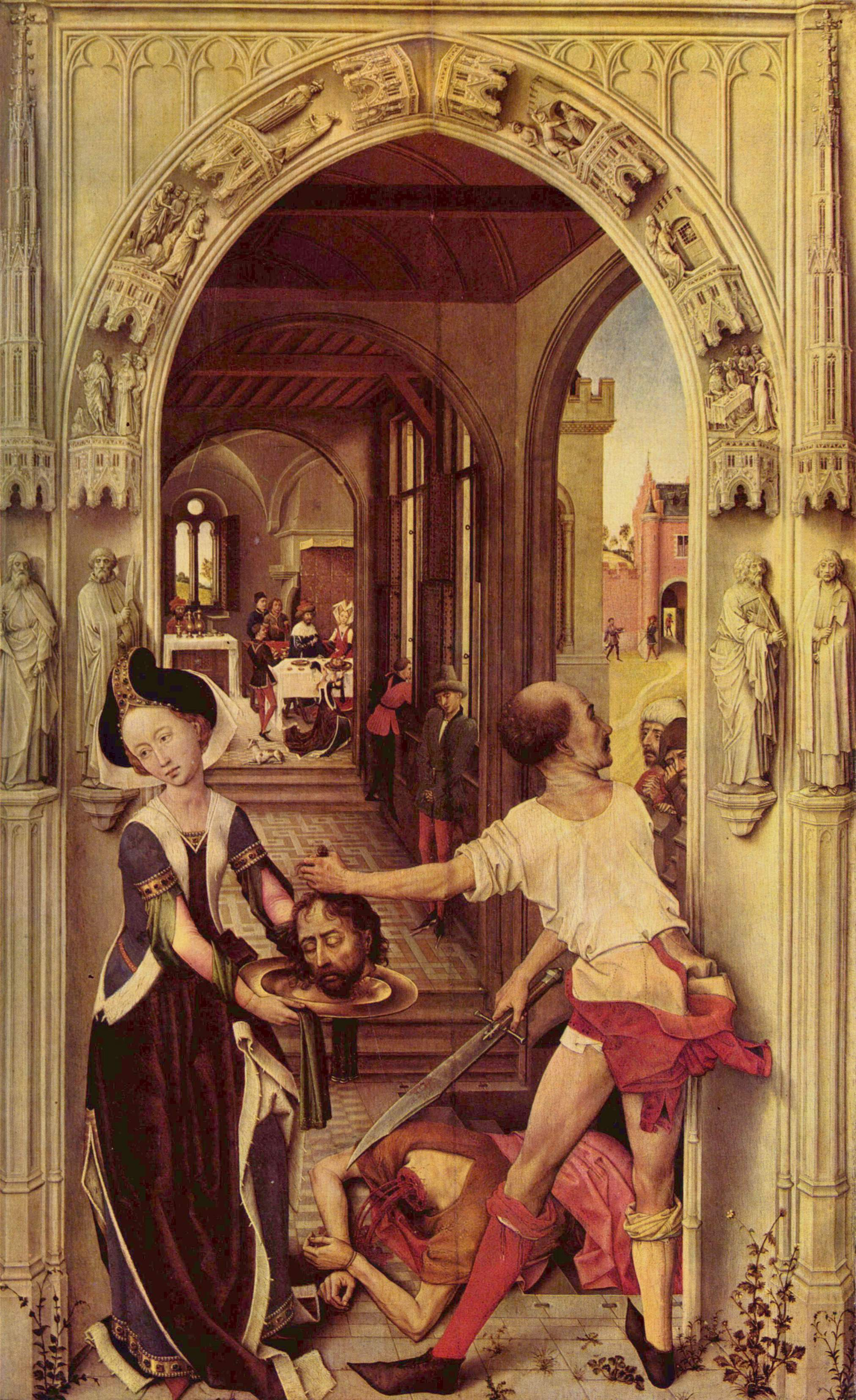
Roger van der Weyden (v. 1400- 1464), Altar de sant Jean-Baptiste: degollament
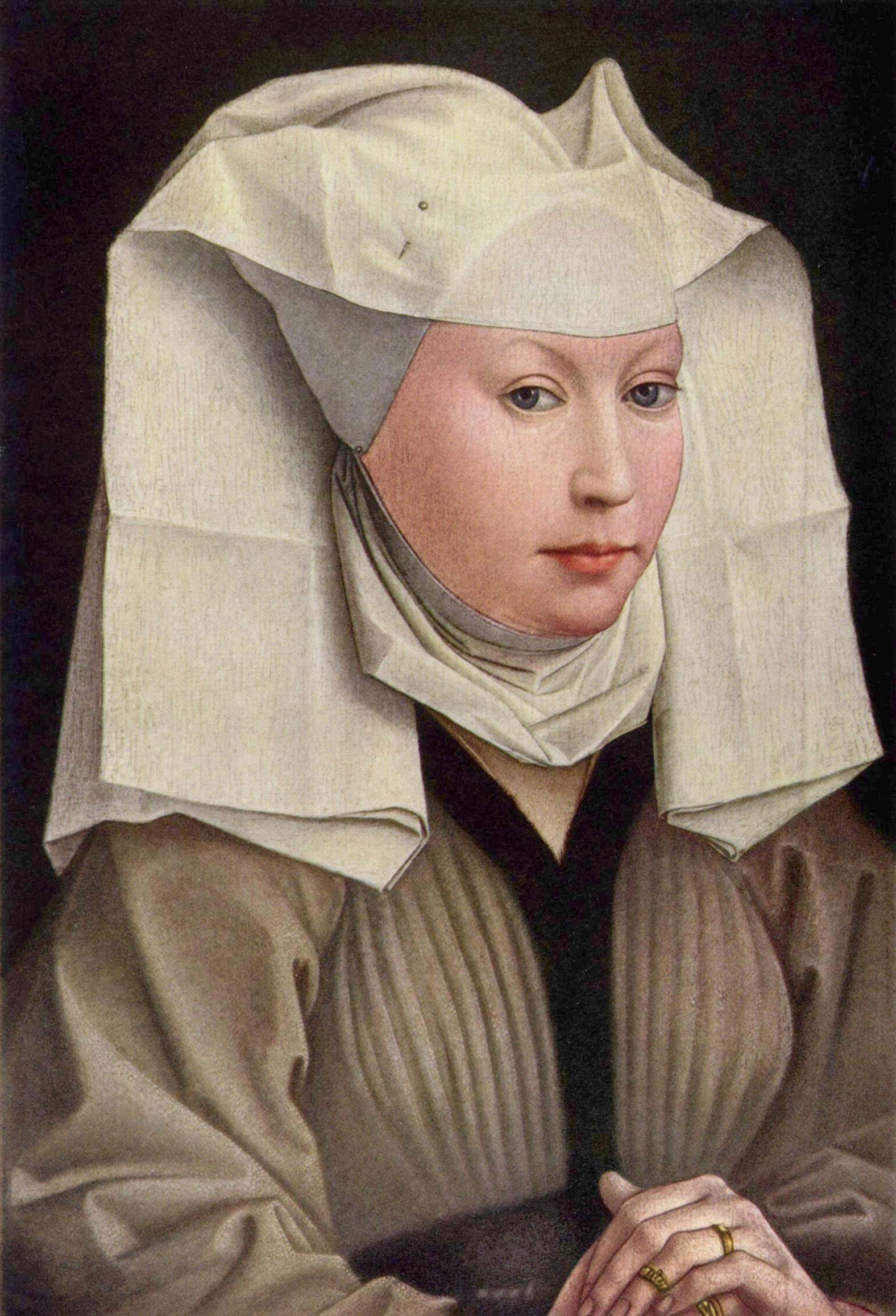
Roger van der Weyden (v. 1400- 1464), Retrat de dona jove
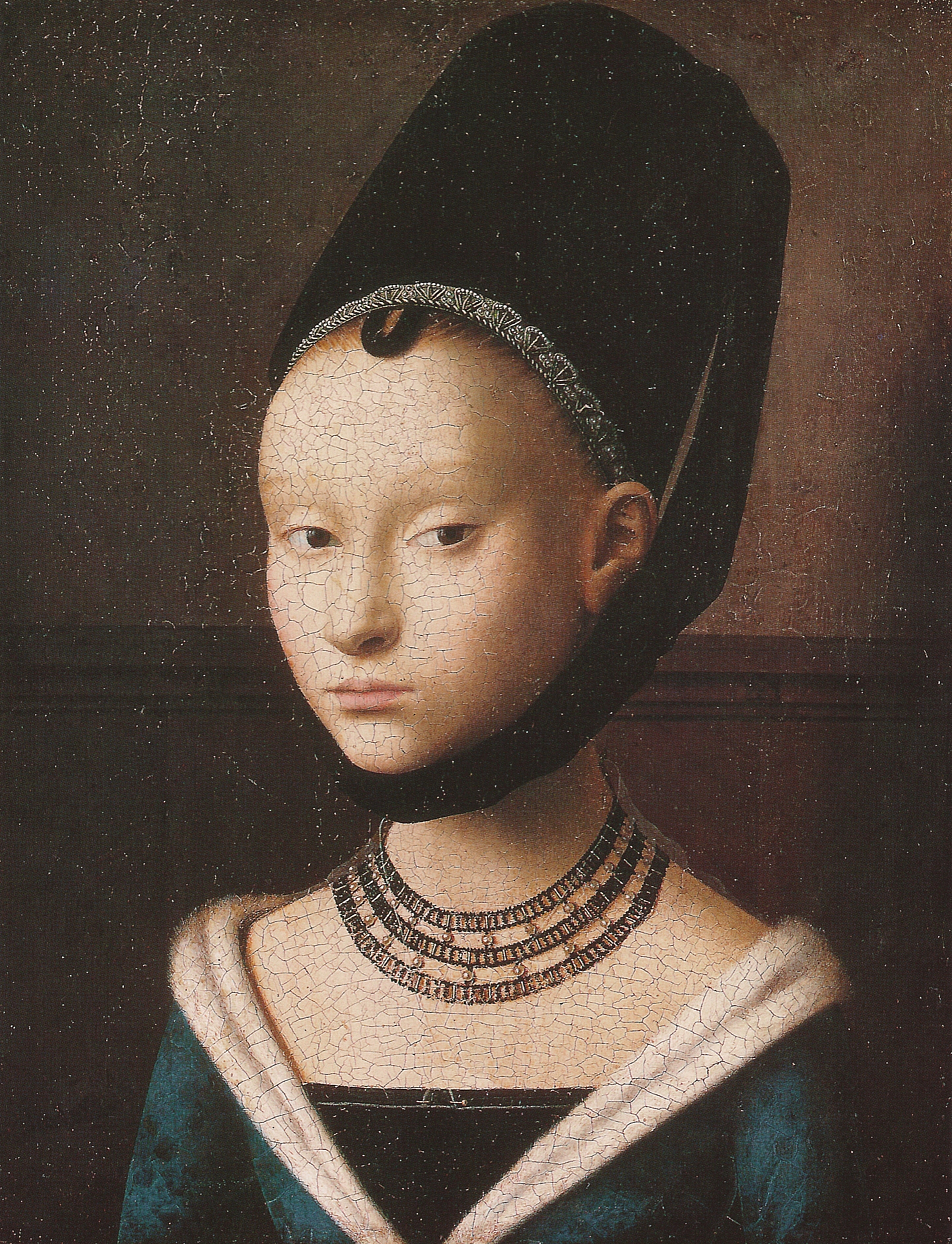
Petrus Christus (v. 1410-v. 1473), Retrat de dona jove
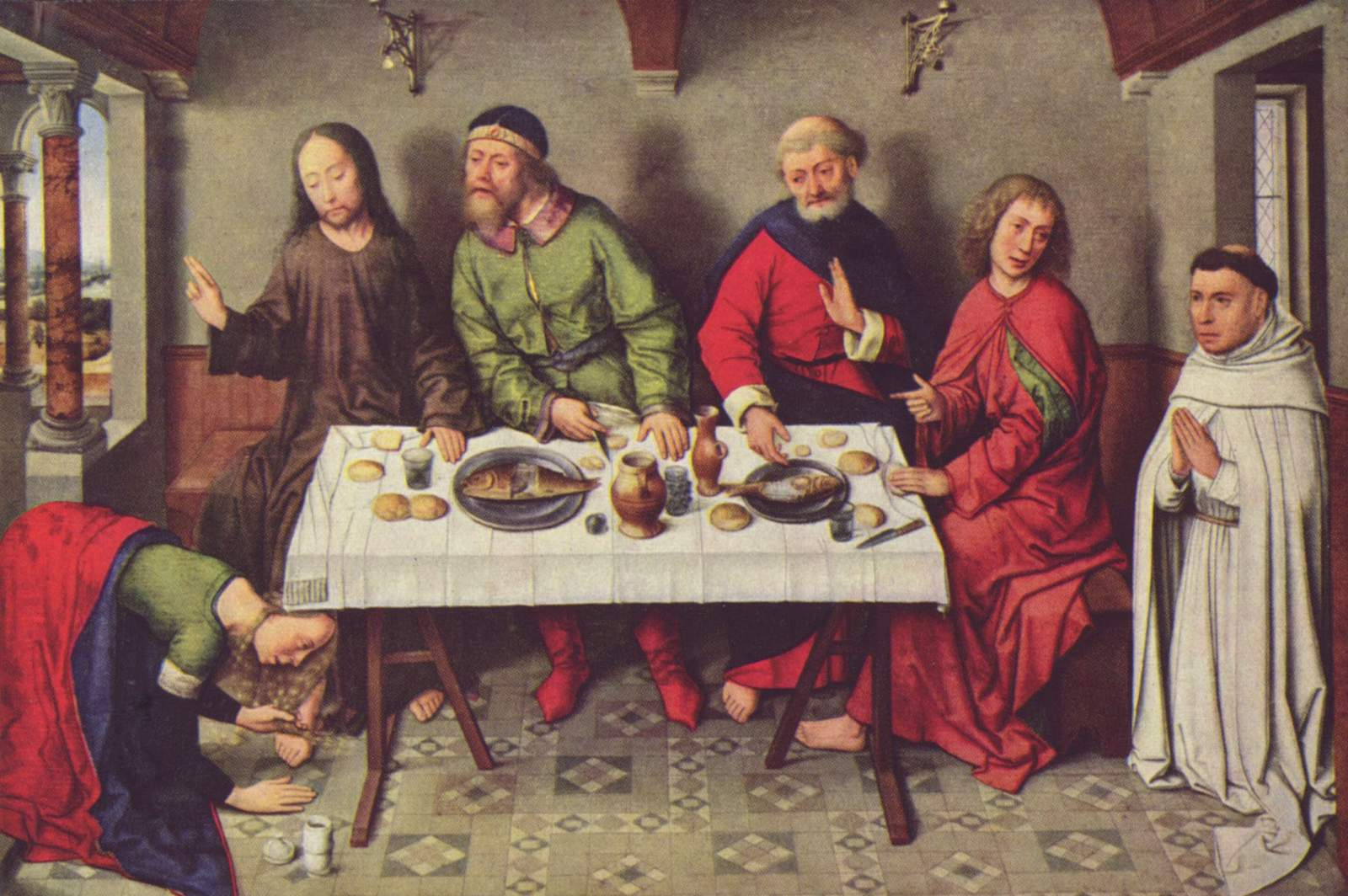
Dirk Bouts (1420- 1475), Crist a casa de Simon
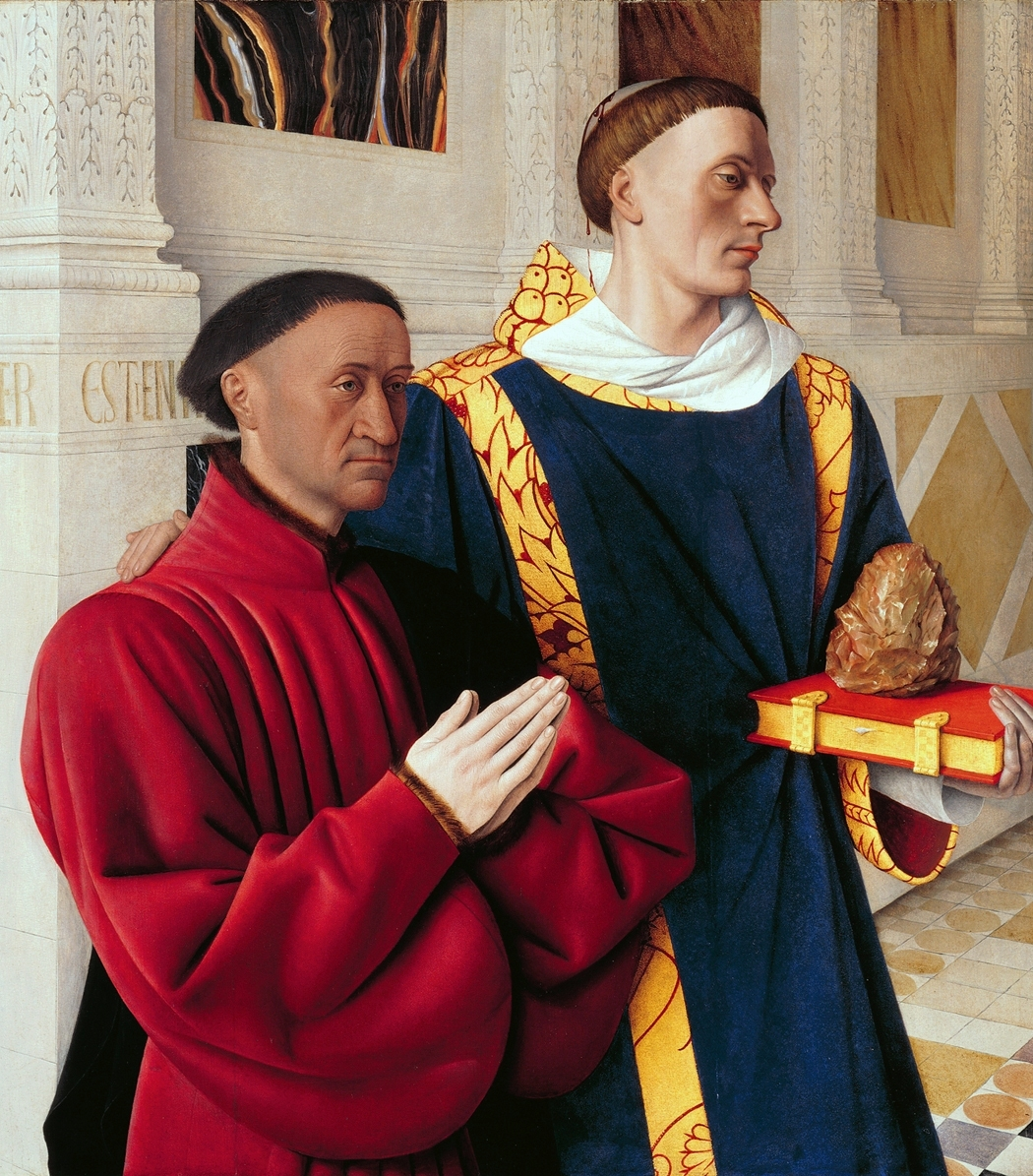
Jean Fouquet (1420- 1480), Étienne Chevalier amb sant Étienne
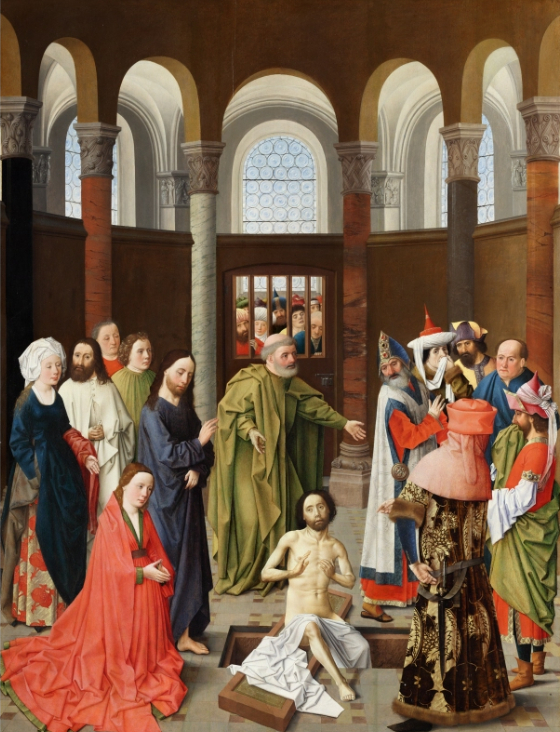
Albert van Ouwater (actiu cap a 1450), La resurrecció de Lazare
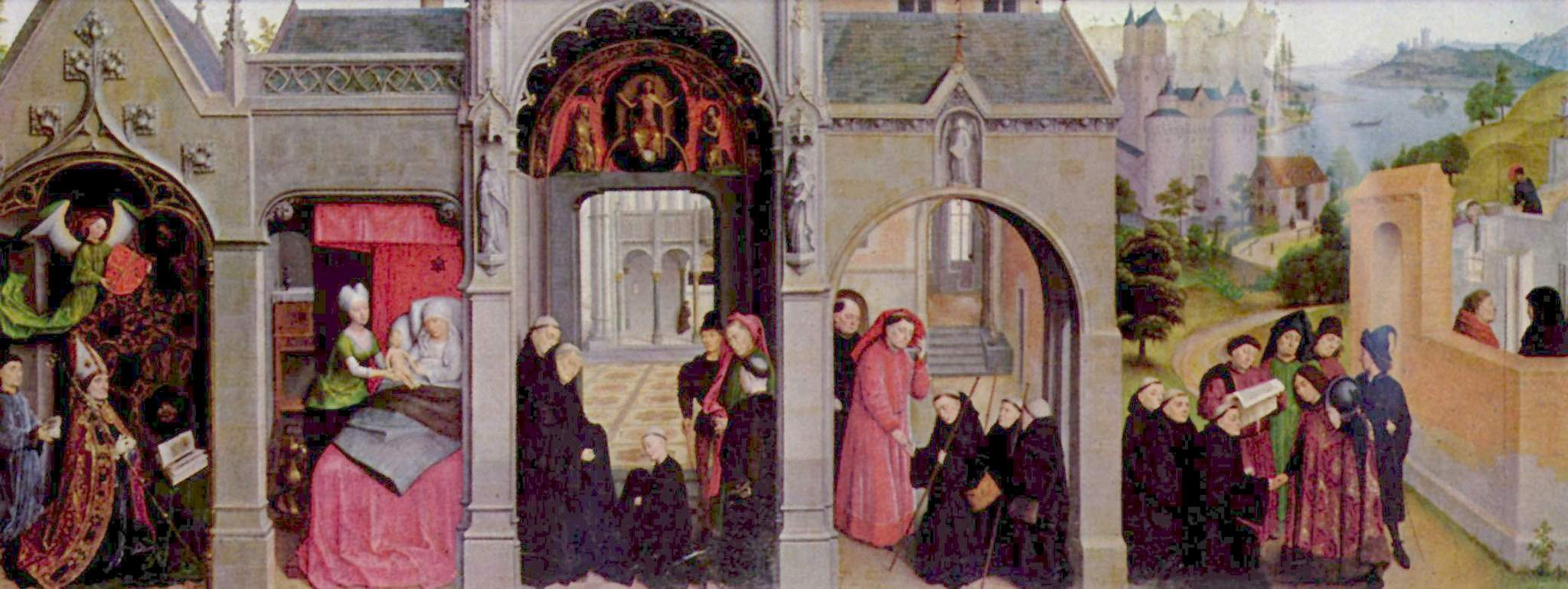
Simon Marmion (1435- 1489), Vida de sant Bertin (Altar de sant Omer, ala esquerra)
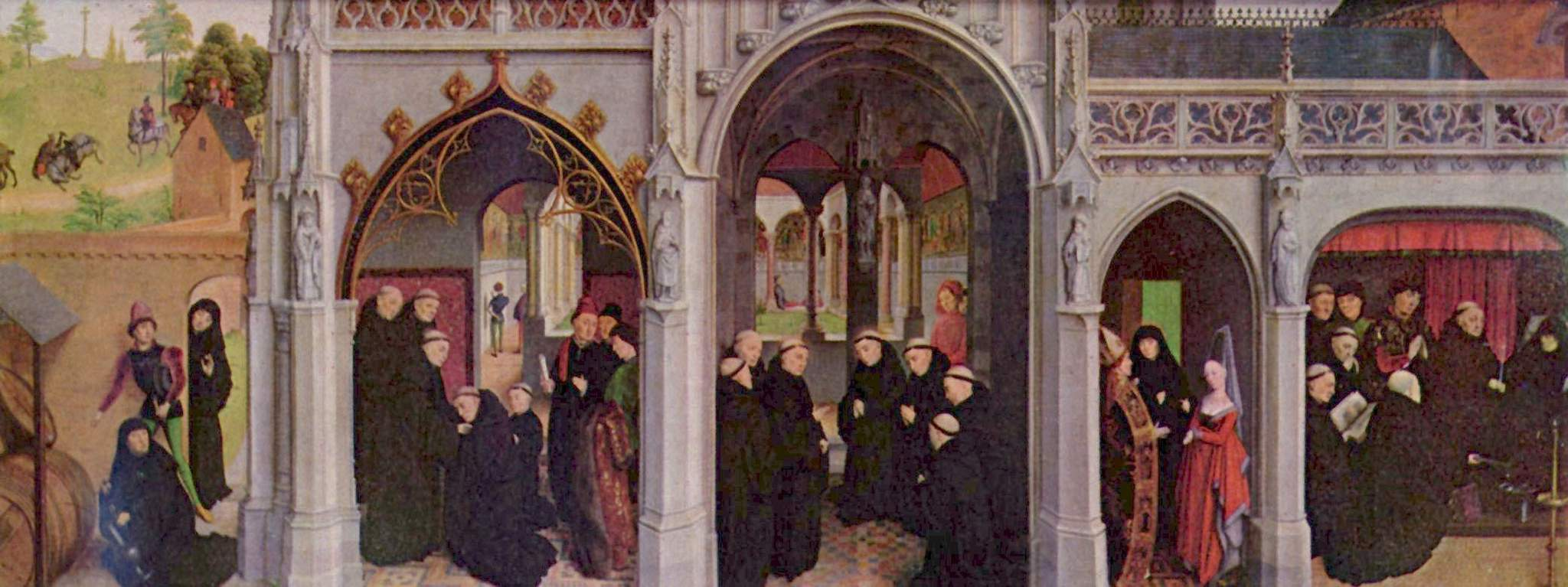
Simon Marmion (1435- 1489), Vida de sant Bertin (Altar de sant Omer, ala dreta)
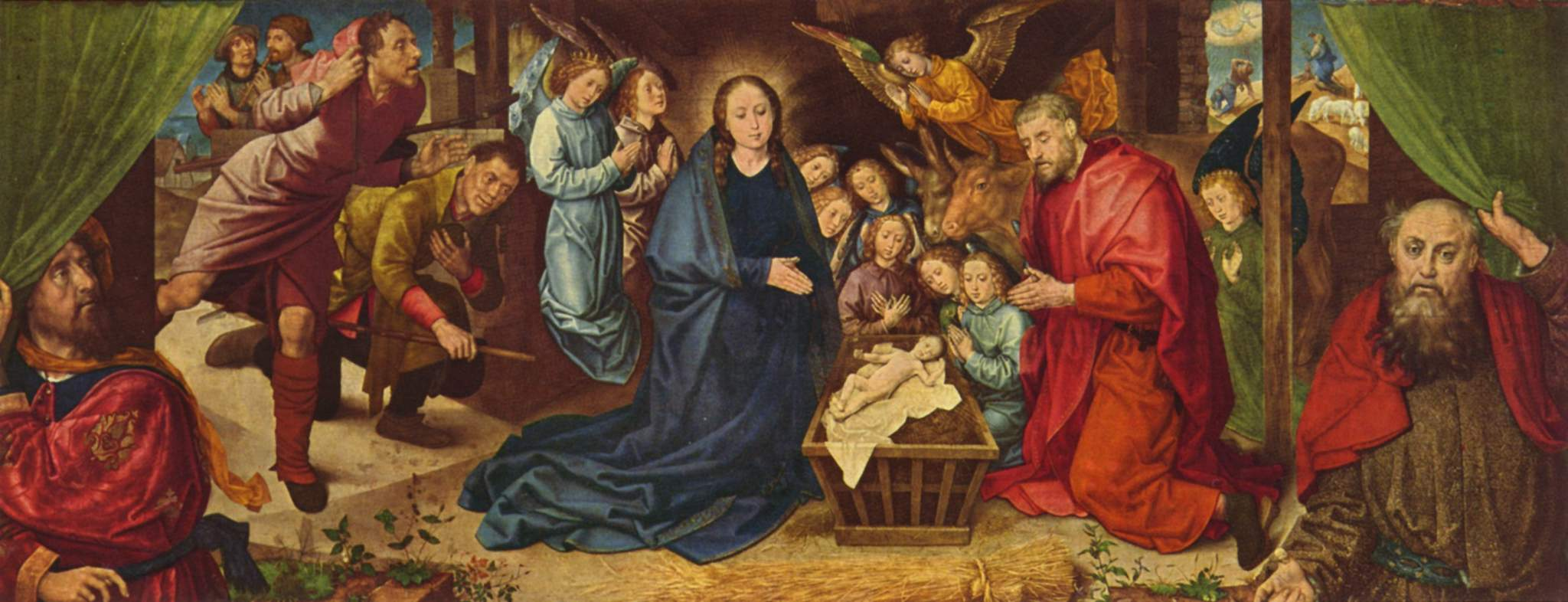
Hugo van der Goes (1436- 1482), L'adoració dels pastors
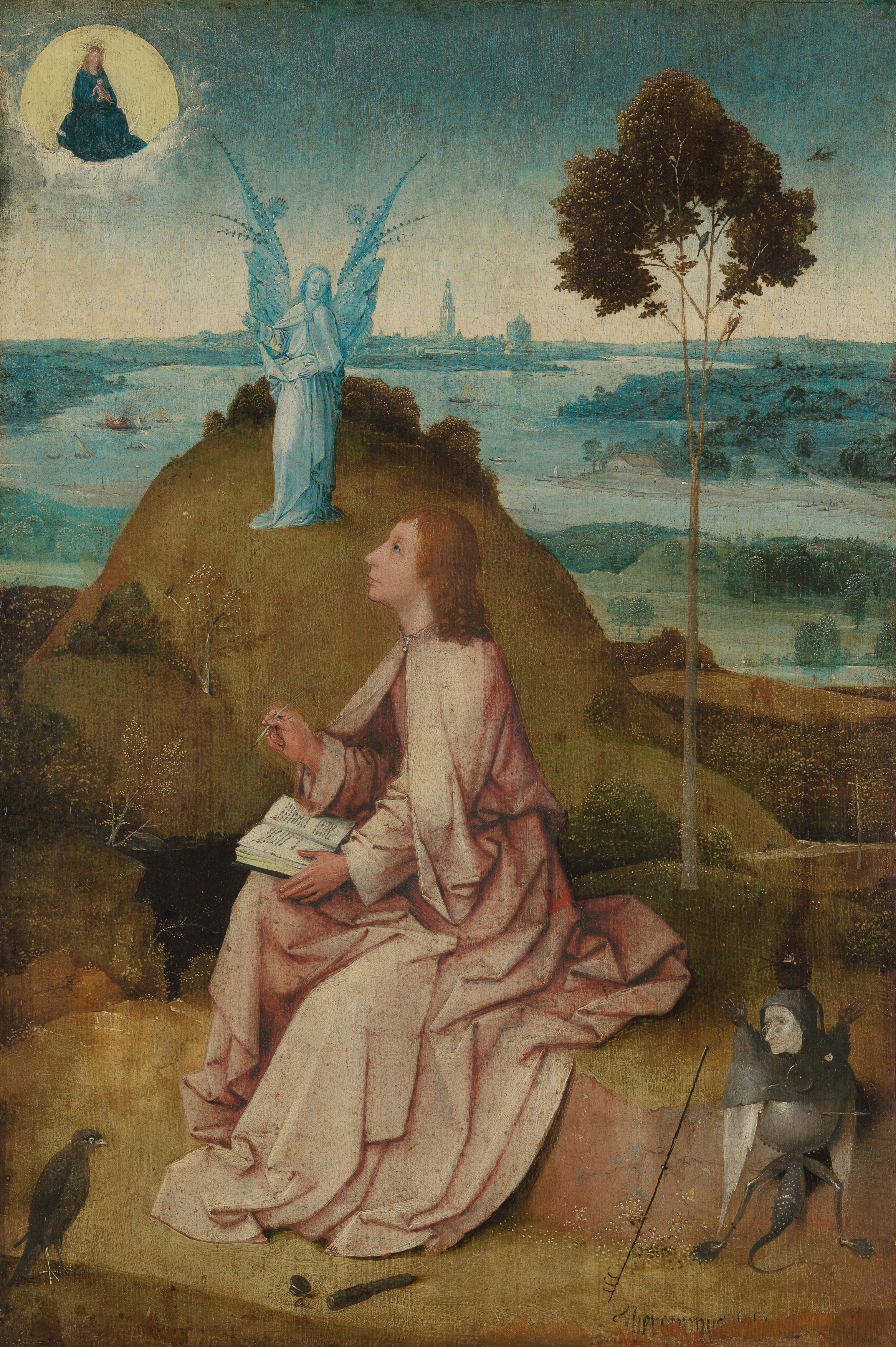
Hieronymus Bosch - (1450- 1516) - Sant Joan a Patmos
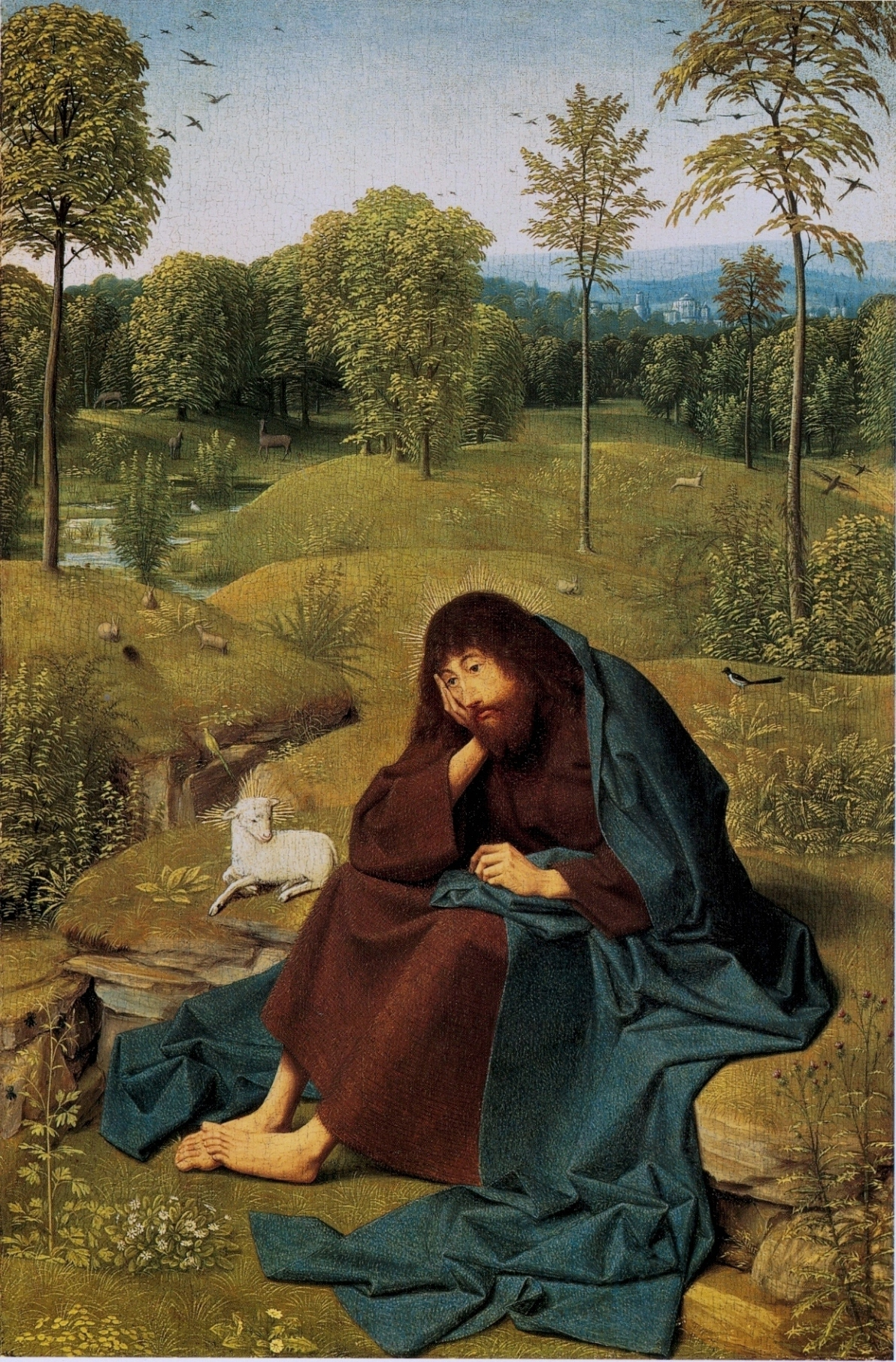
Geertgen Tot Sint Jans (1460/ 1465- 1490), Sant Joan-Baptiste
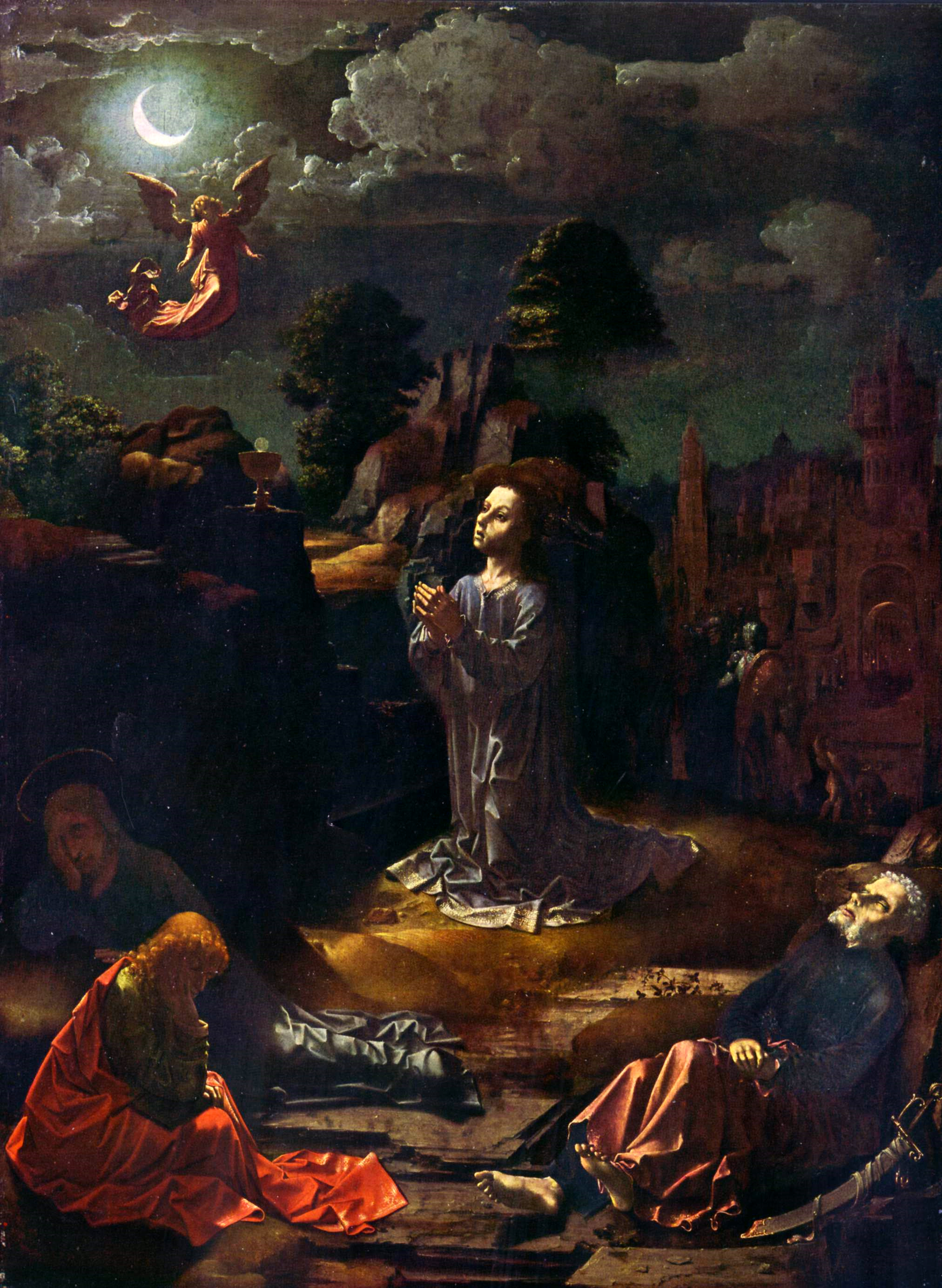
Jan Gossaert (1478- 1532), Crist al Mont de les Oliveres
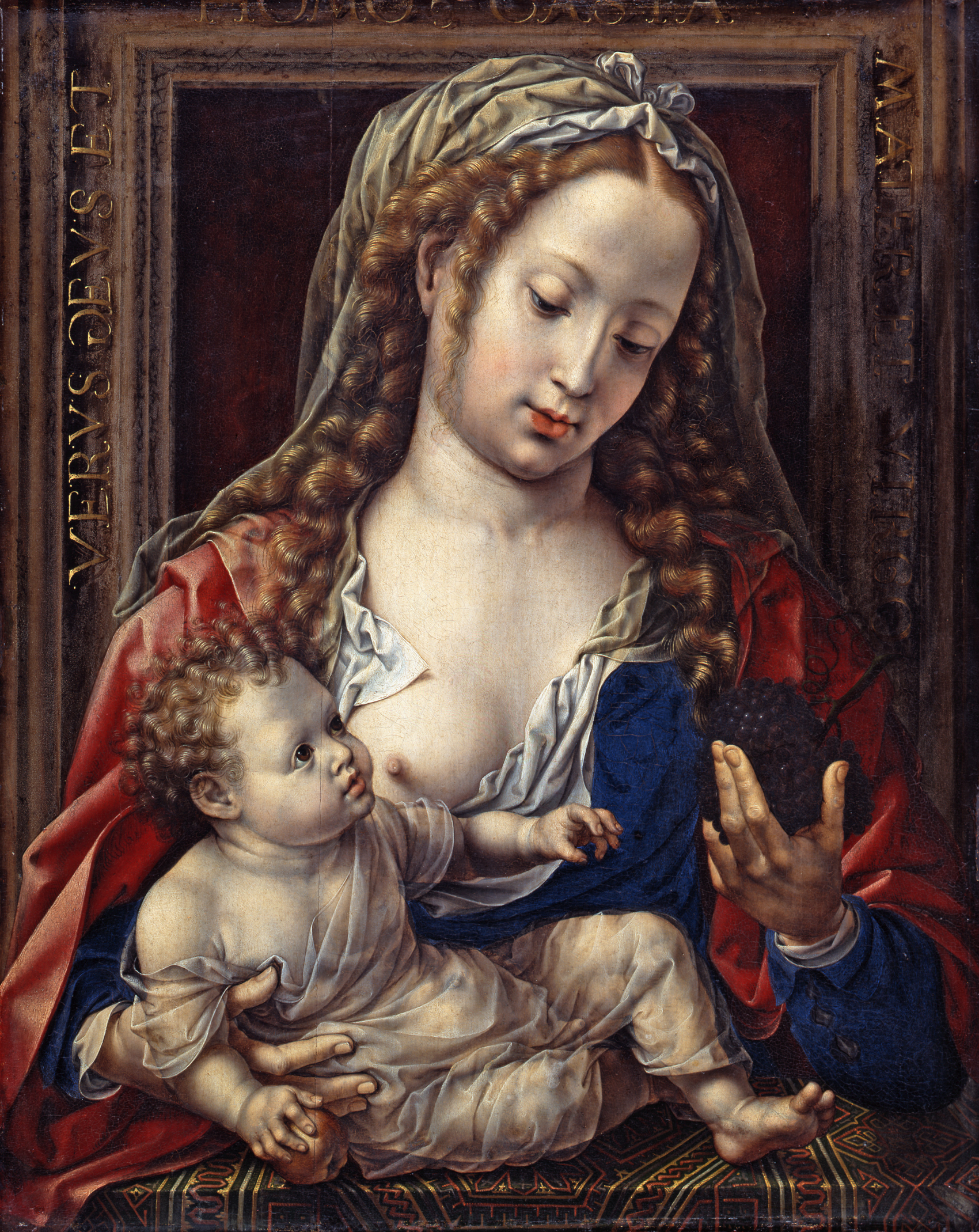
Jan Gossaert (1478- 1532), Verge amb Nen
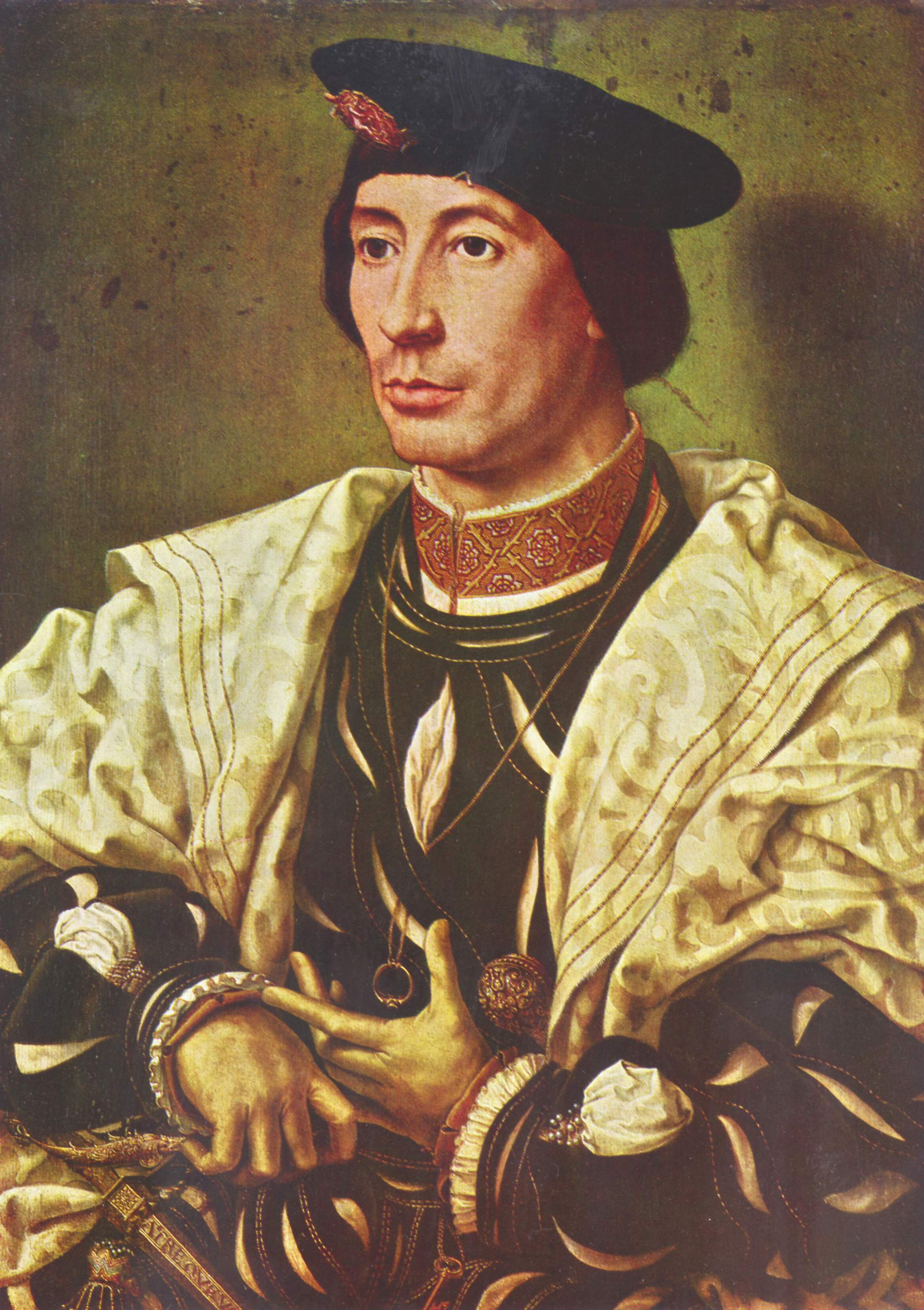
Jan Gossaert (1478- 1532), Retrat de regidor
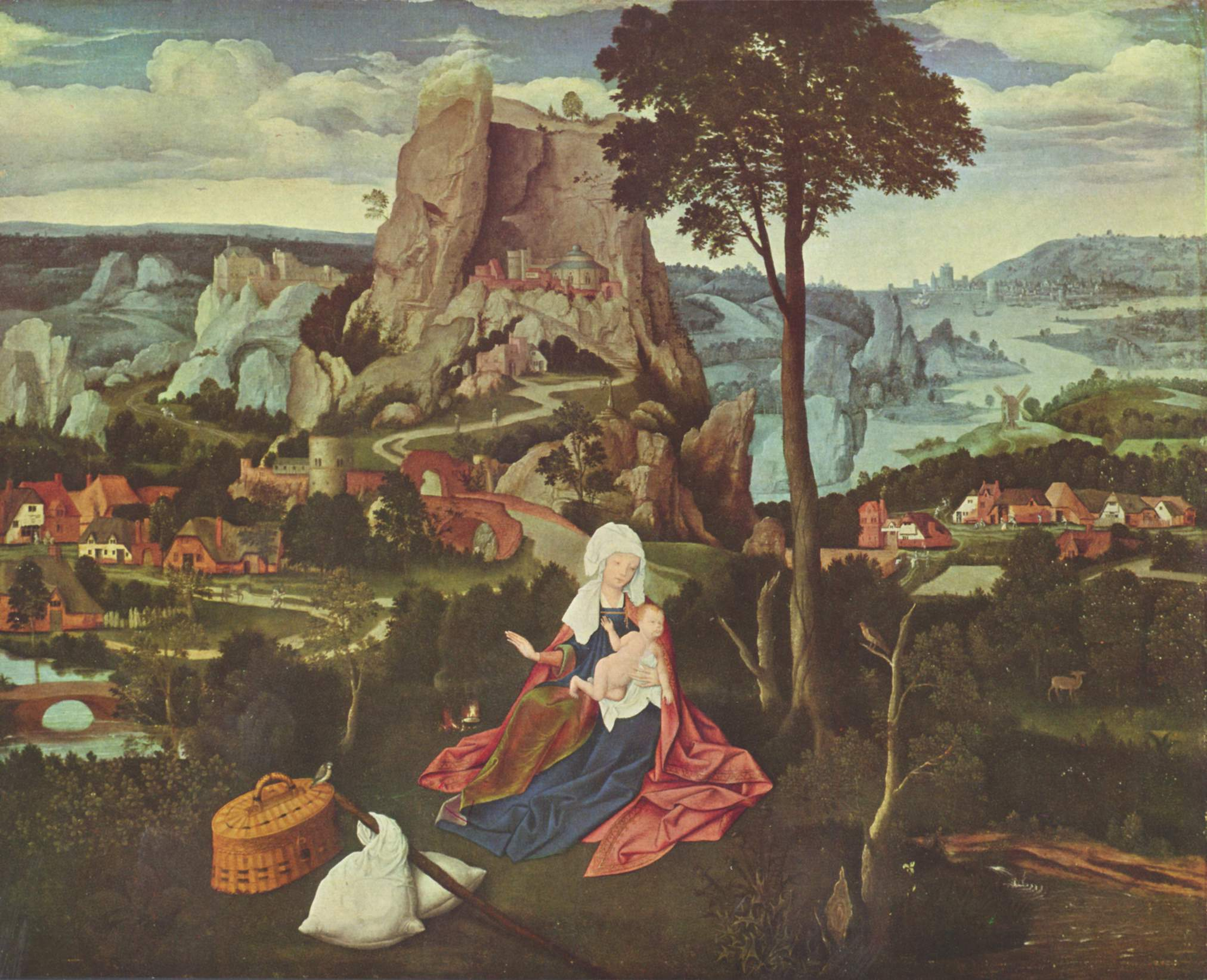
Joachim Patinir (1480- 1524), Descans durant la fugida a Egipte
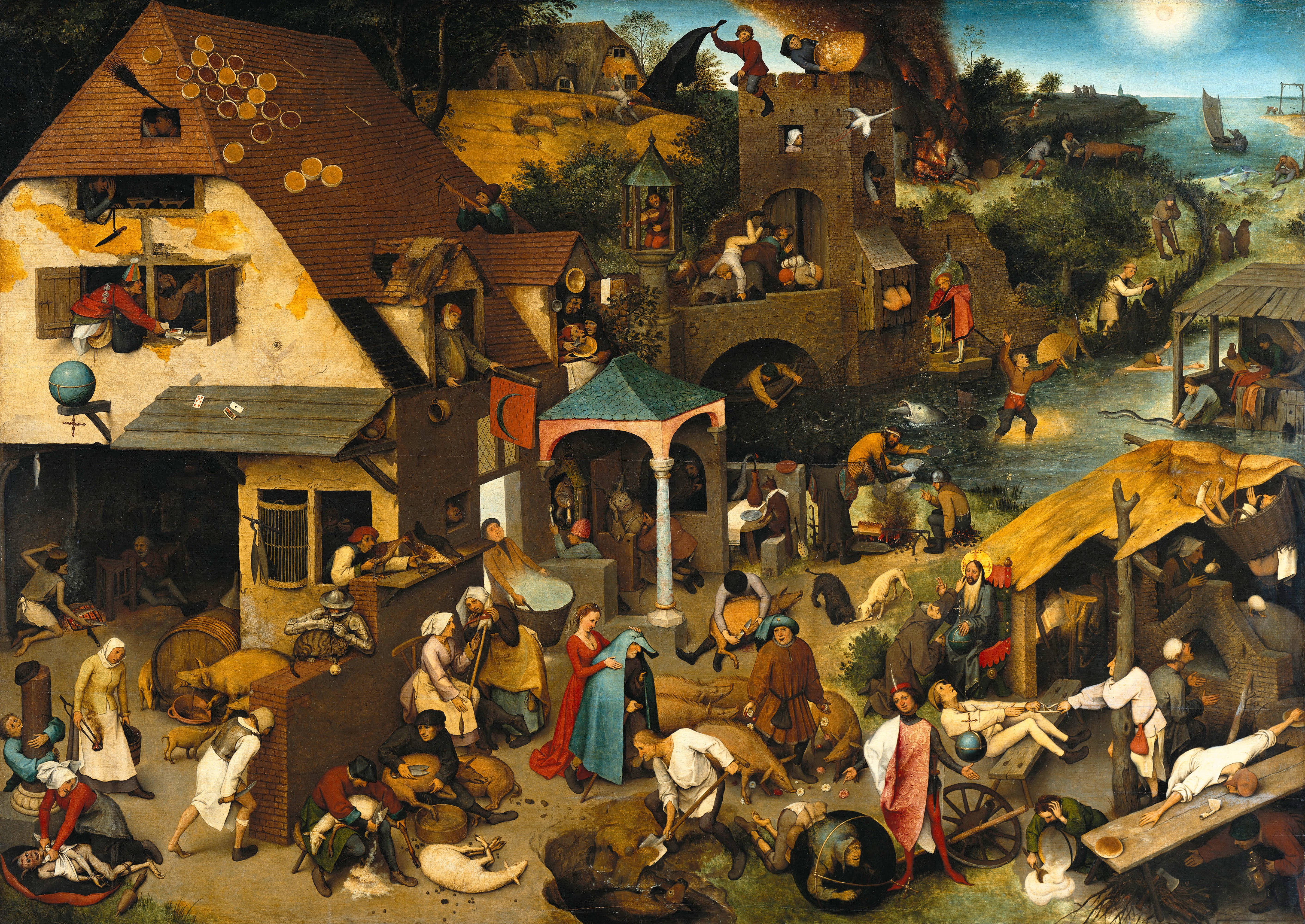
Pieter Brueghel el Vell (1525- 1569), Les locucions i proverbis neerlandesos
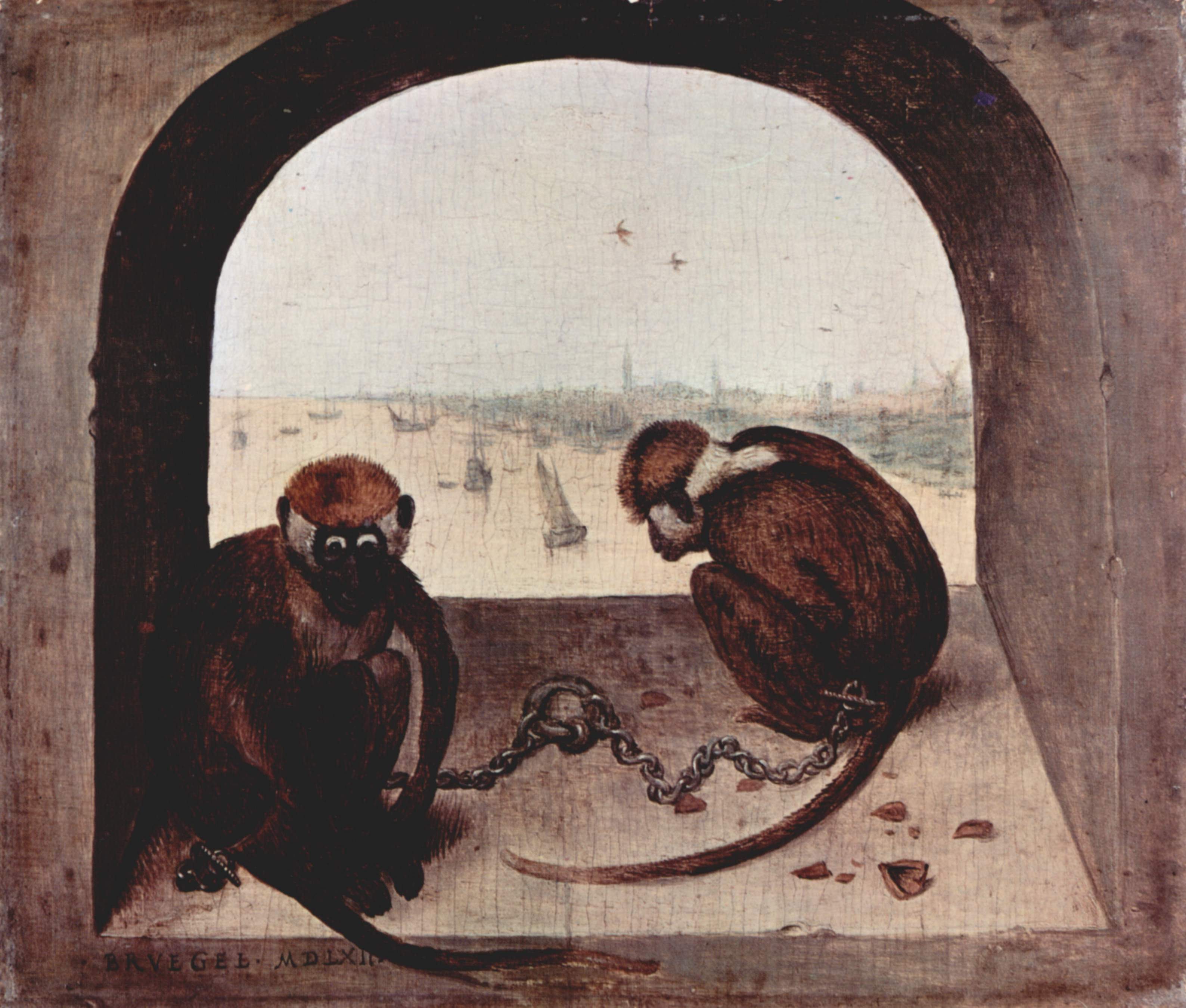
Pieter Brueghel el Vell (1525- 1569), Dos simis encadenats

#### Alemanya

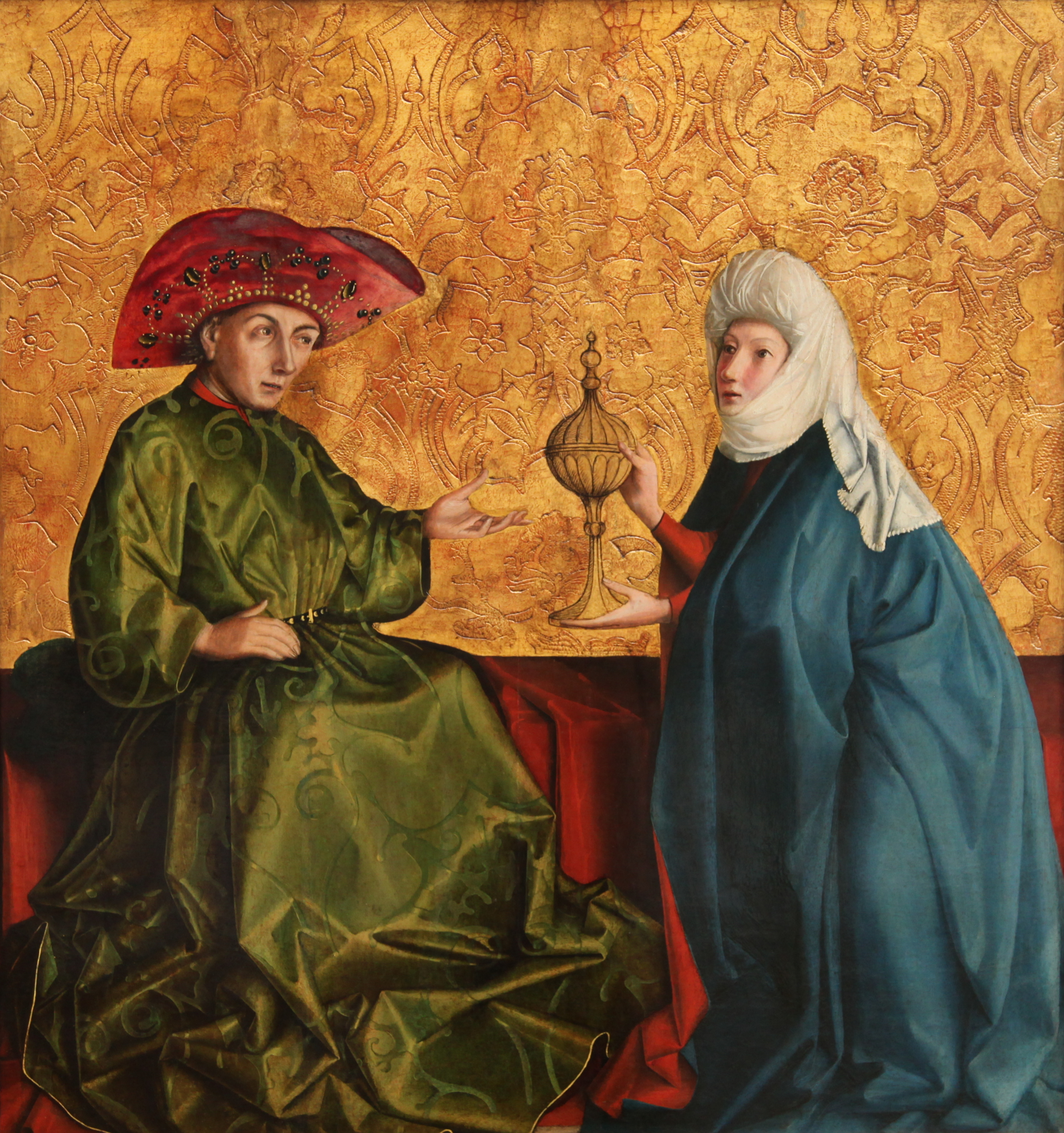
Konrad Witz (1400- 1445), La Reina de Saba i Salomon
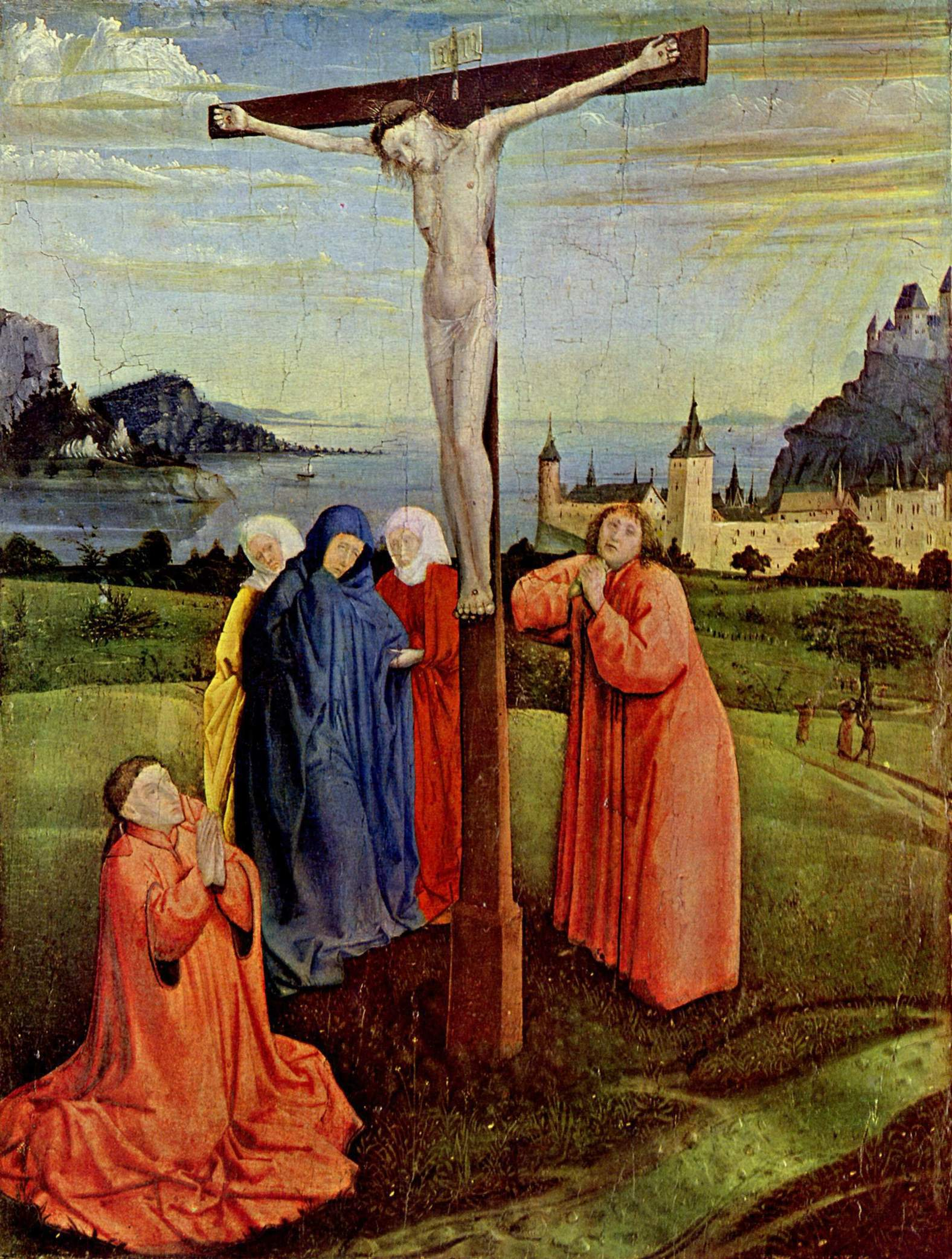
Konrad Witz (1400- 1445), Crist a la Creu
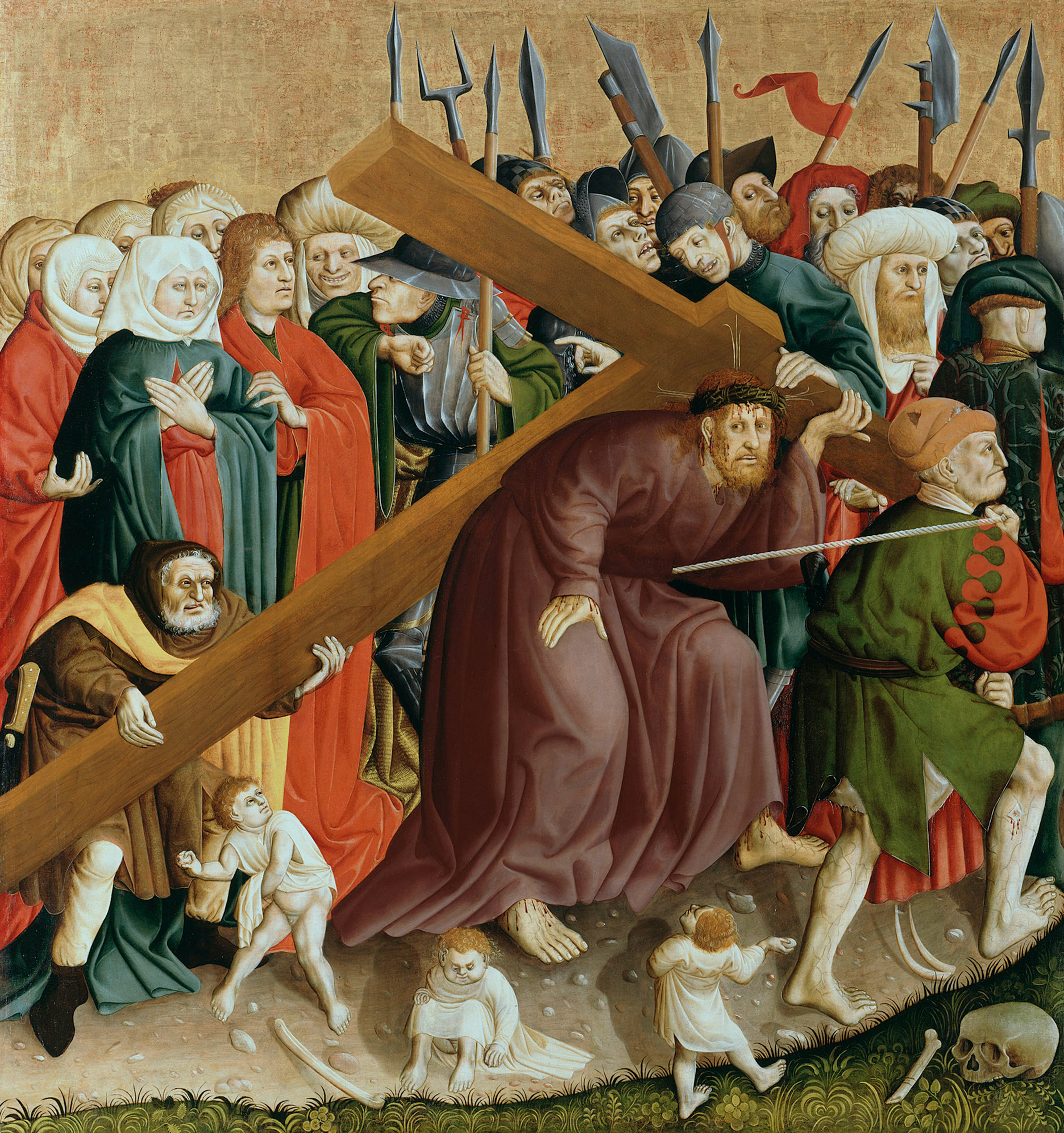
Hans Multscher (1400- 1467), Via Crucis
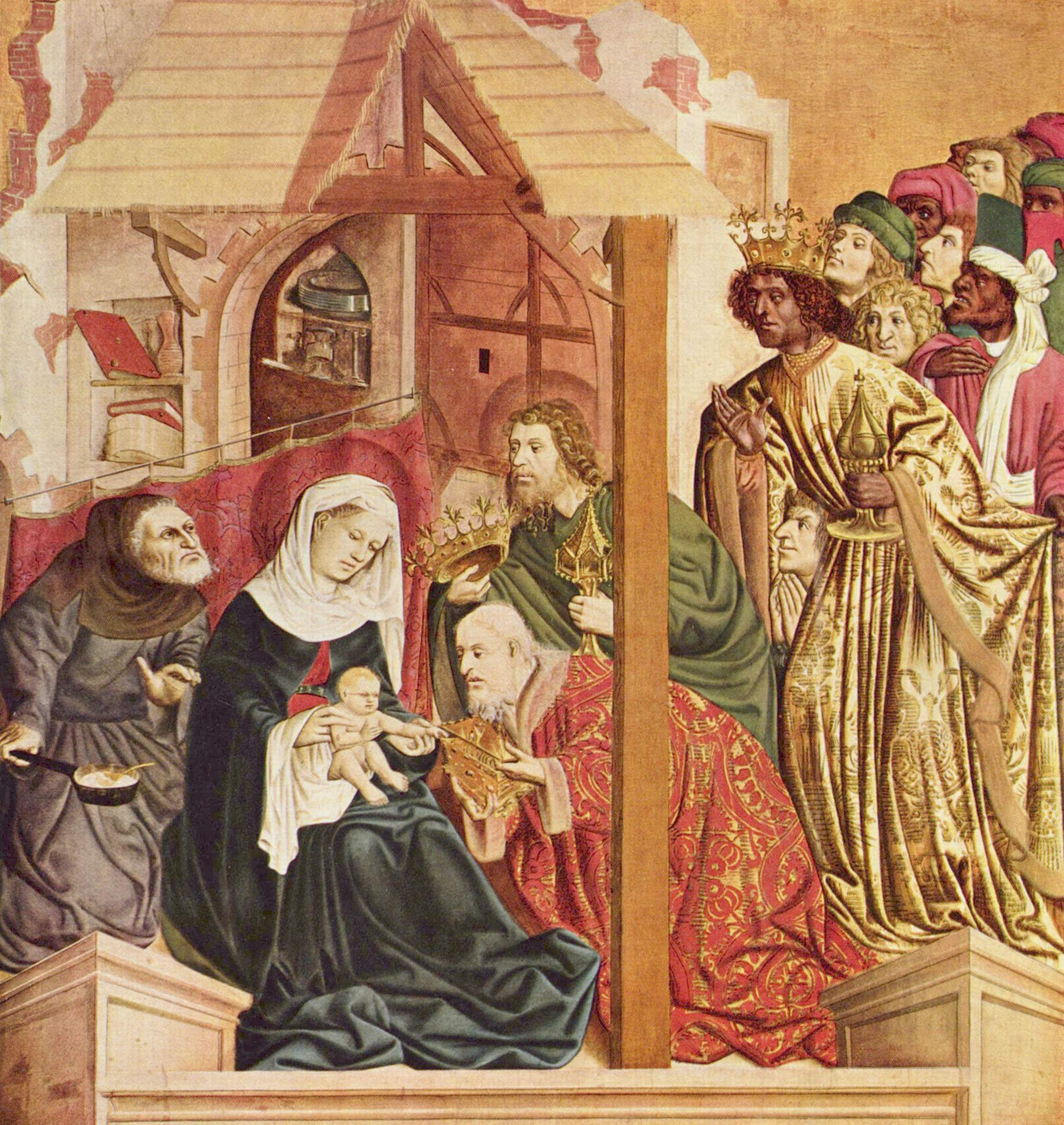
Hans Multscher (1400- 1467), Adoració dels mags
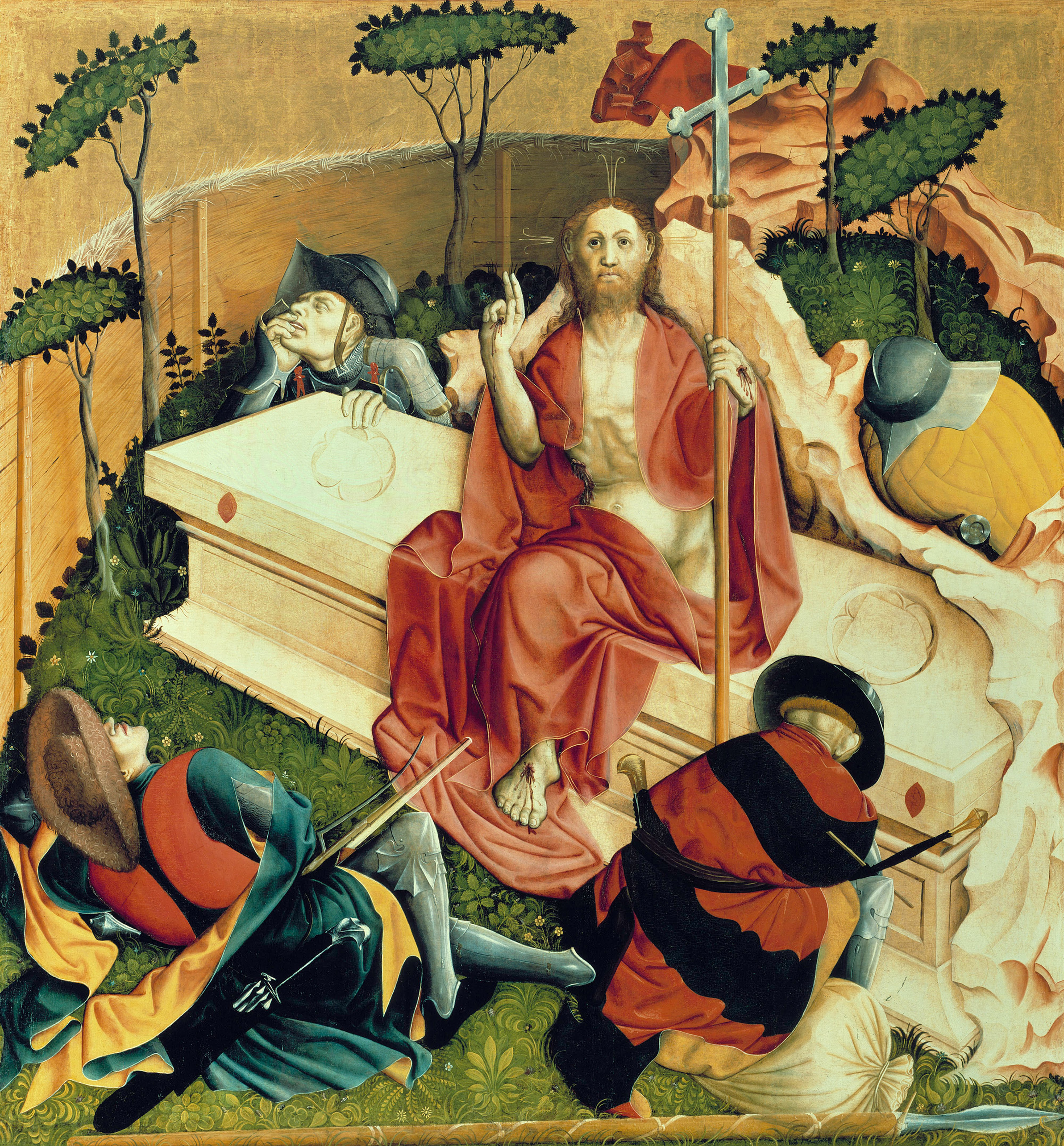
Hans Multscher (1400- 1467), La Resurrecció de Crist
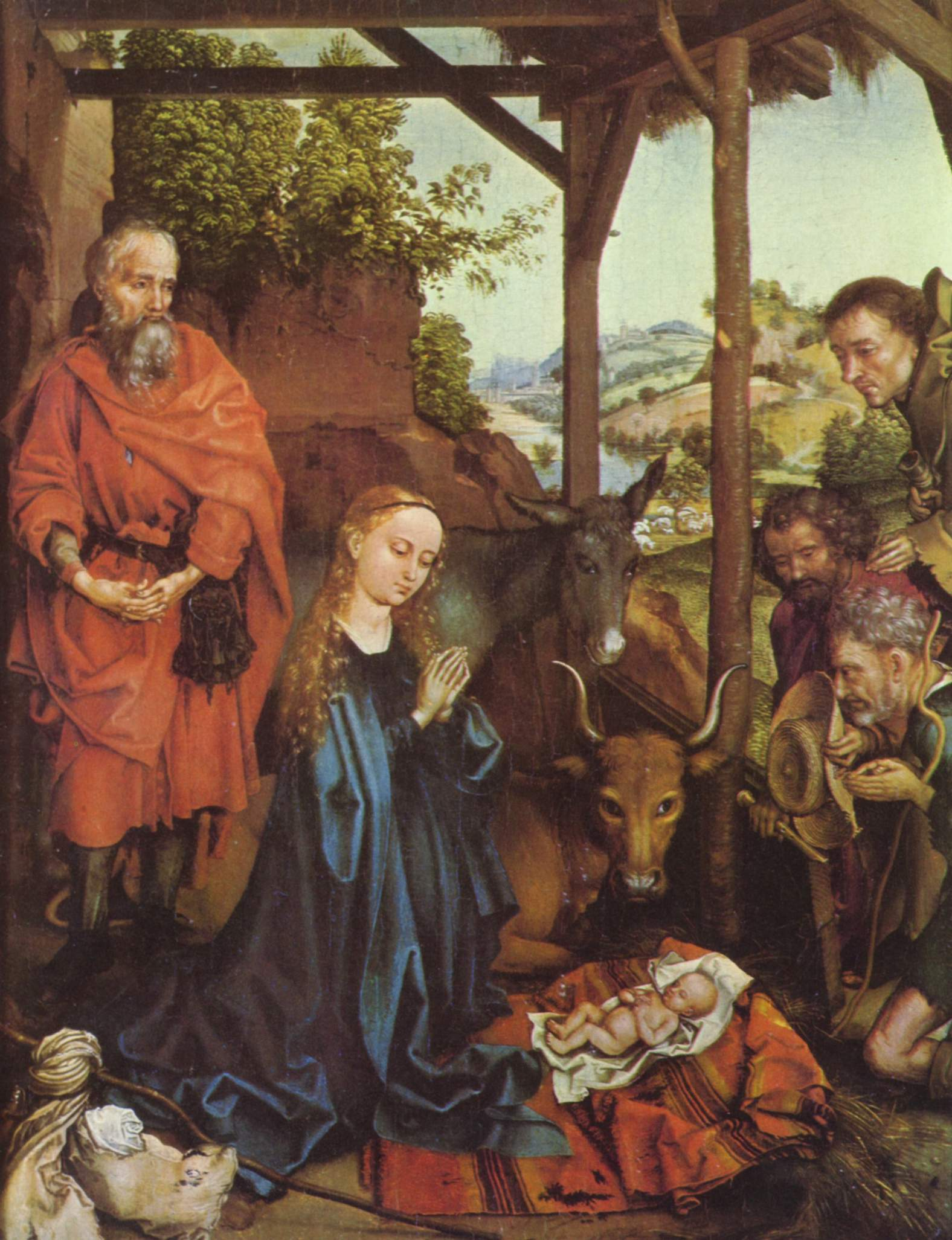
Martin Schongauer (1430- 1491), El naixement de Crist
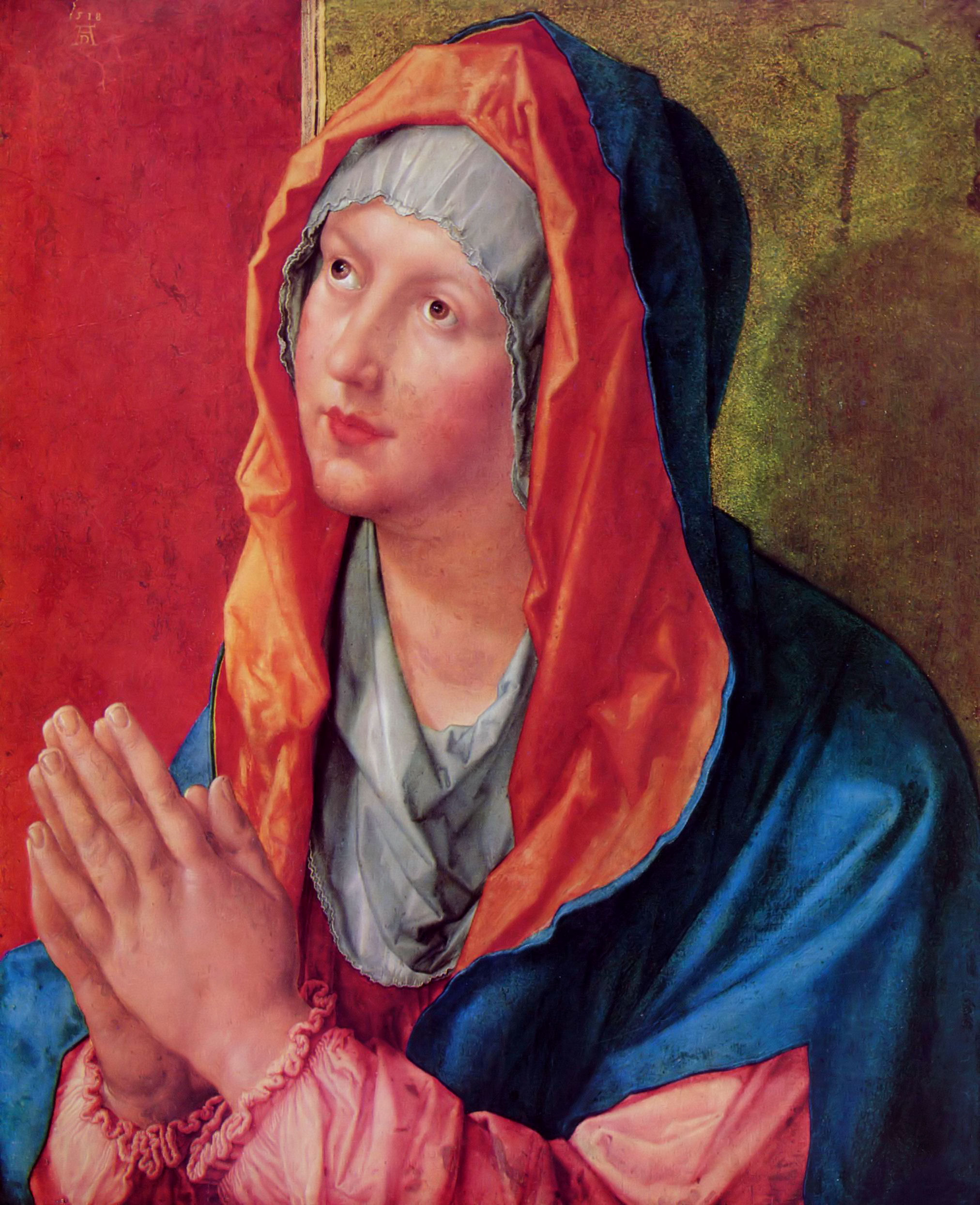
Albrecht Dürer (1471- 1528), Verge en oració.
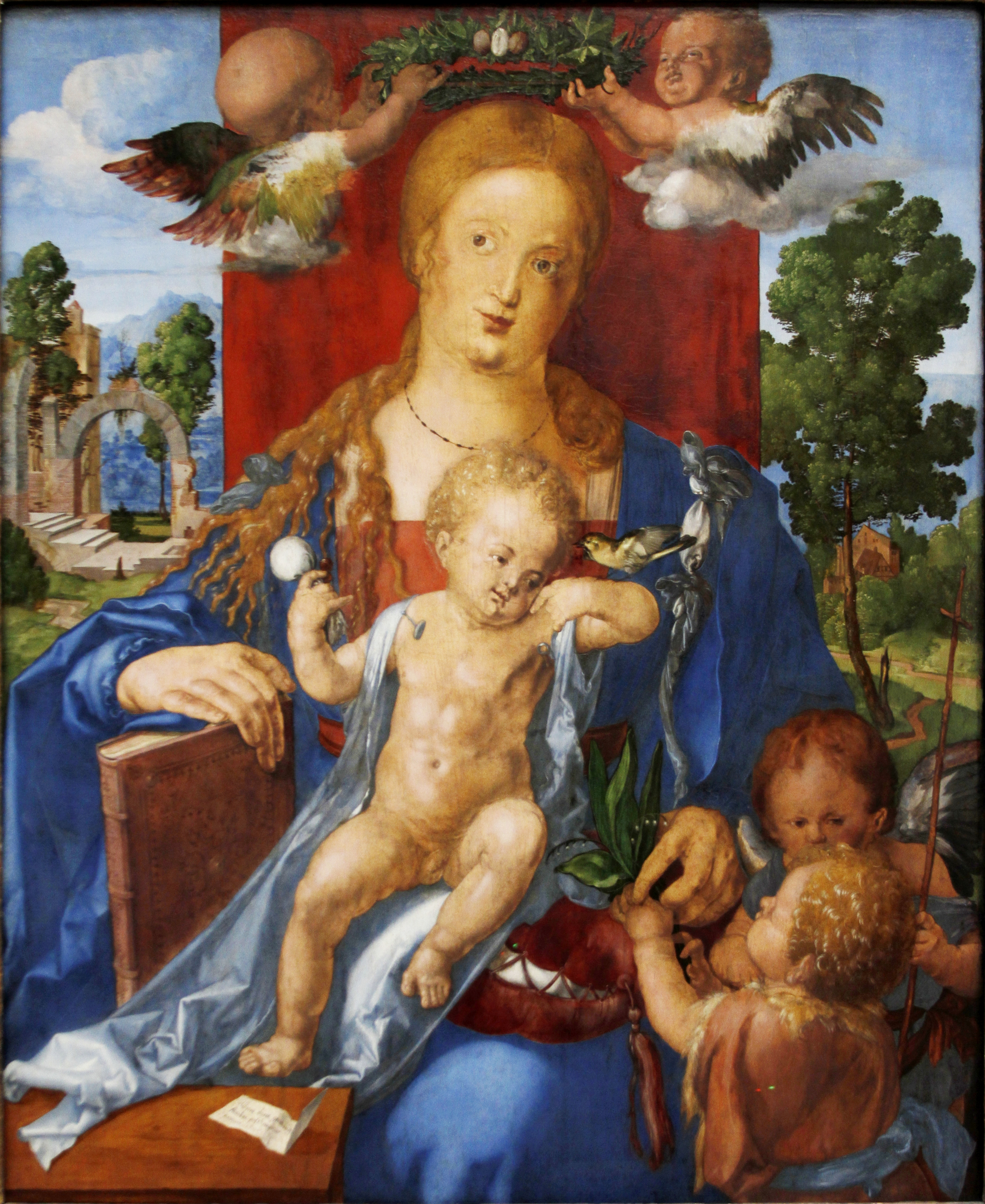
Albrecht Dürer (1471-1528), La Verge amb la cadernera
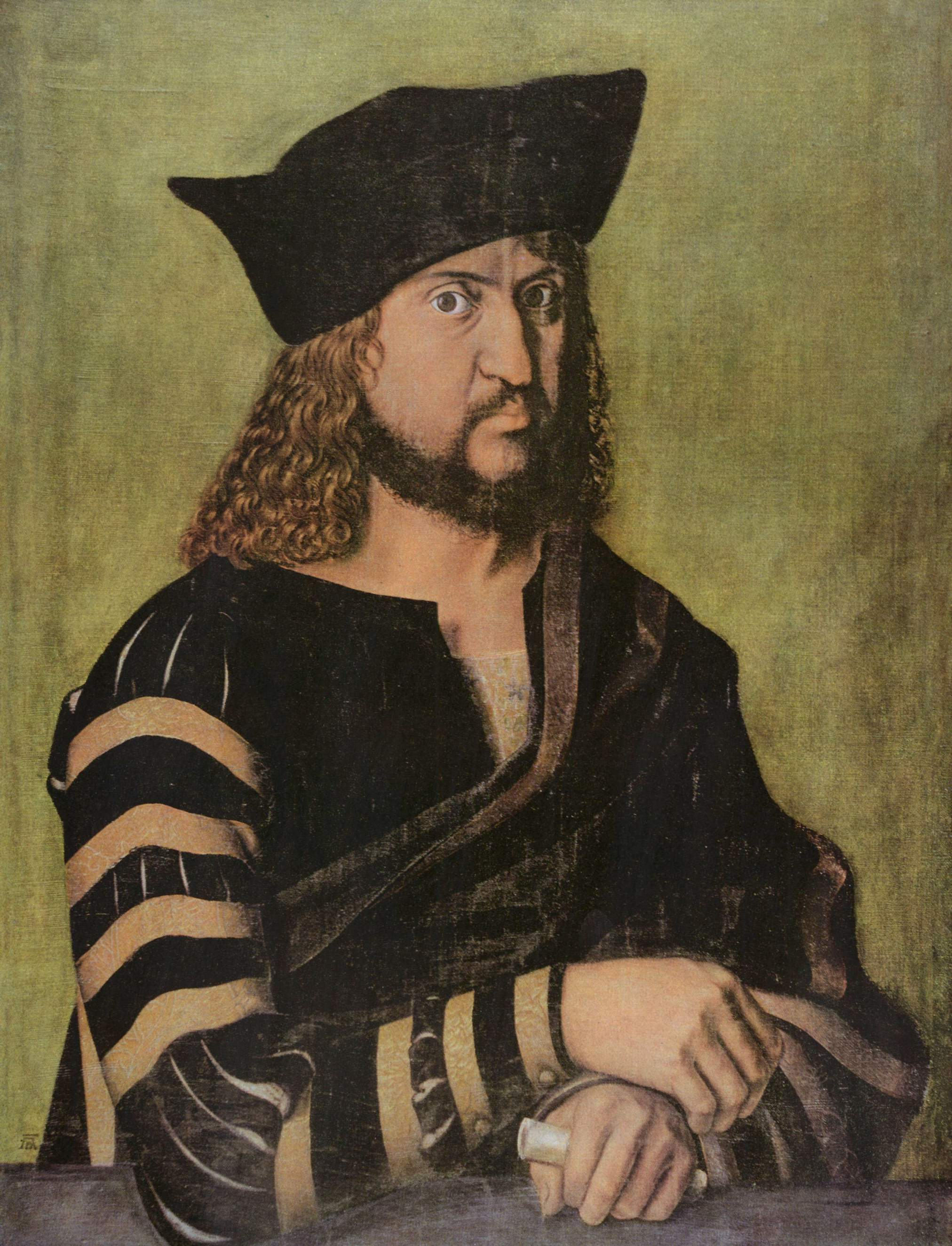
Albrecht Dürer (1471- 1528), Retrat de l'Elector de Saxonia Frederic el Savi
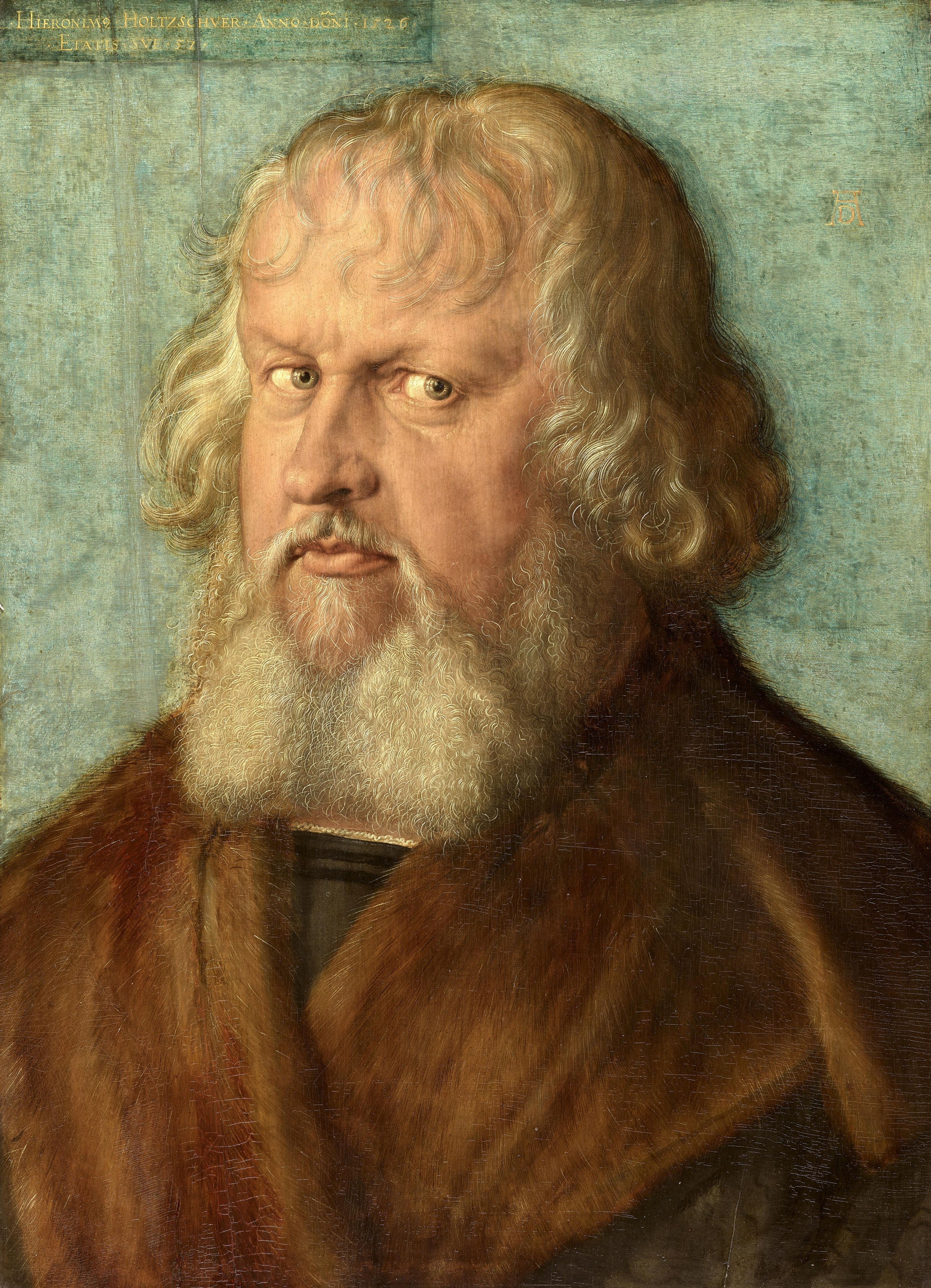
Albrecht Dürer (1471- 1528), Retrat d'Hieronymus Holzschuher
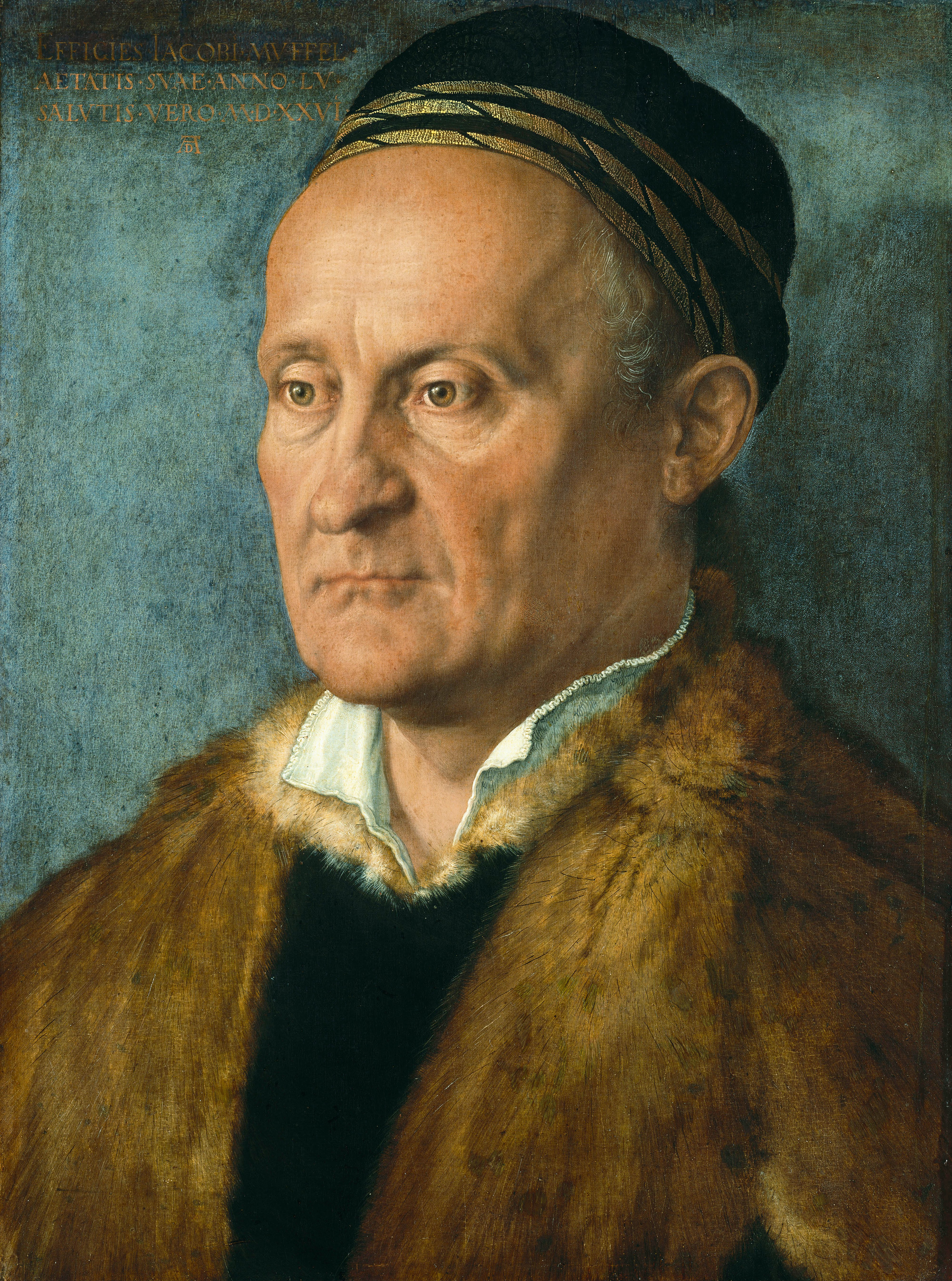
Albrecht Dürer (1471- 1528), Retrat de Jacob Muffel
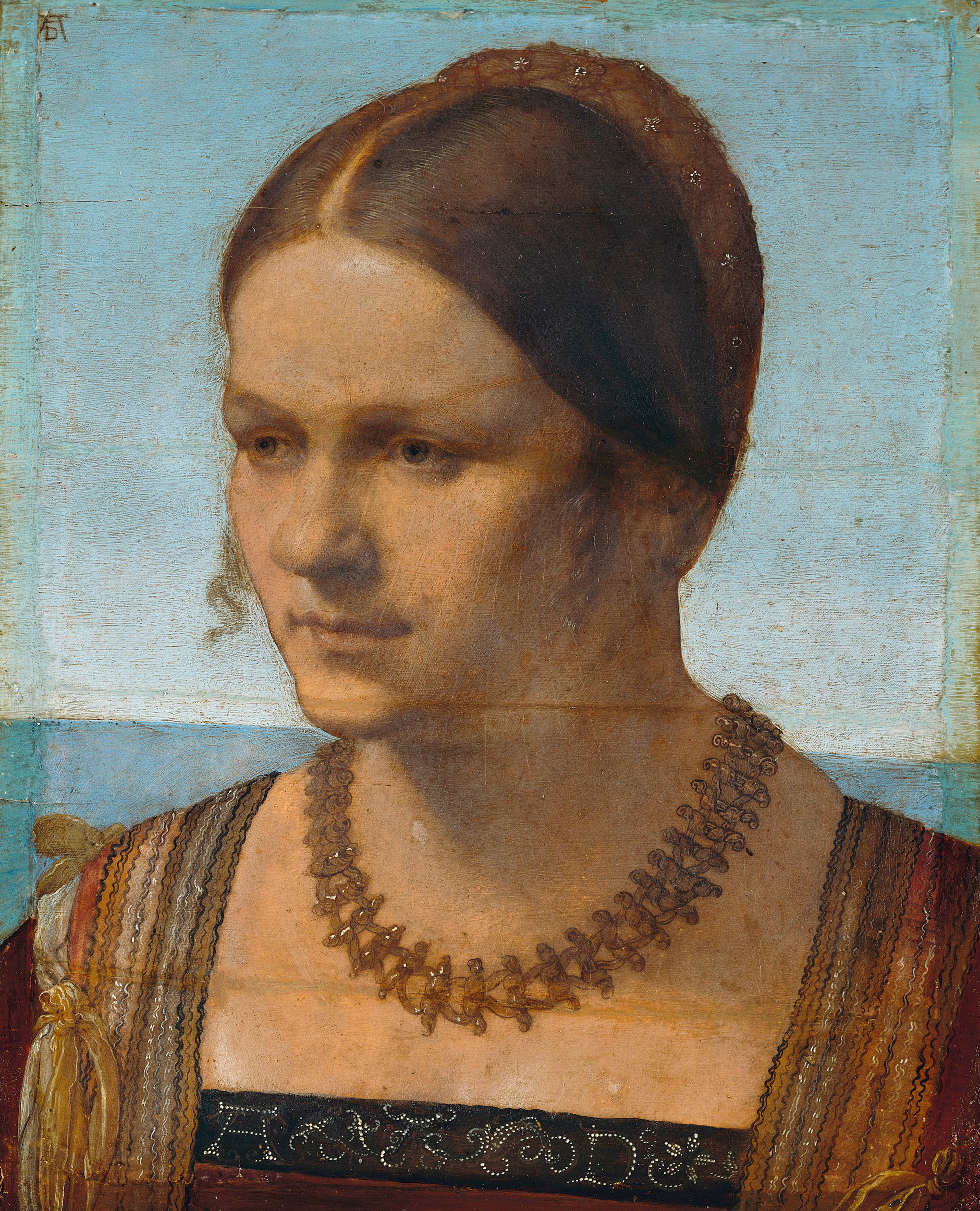
Albrecht Dürer (1471- 1528), Retratat de dona jove.
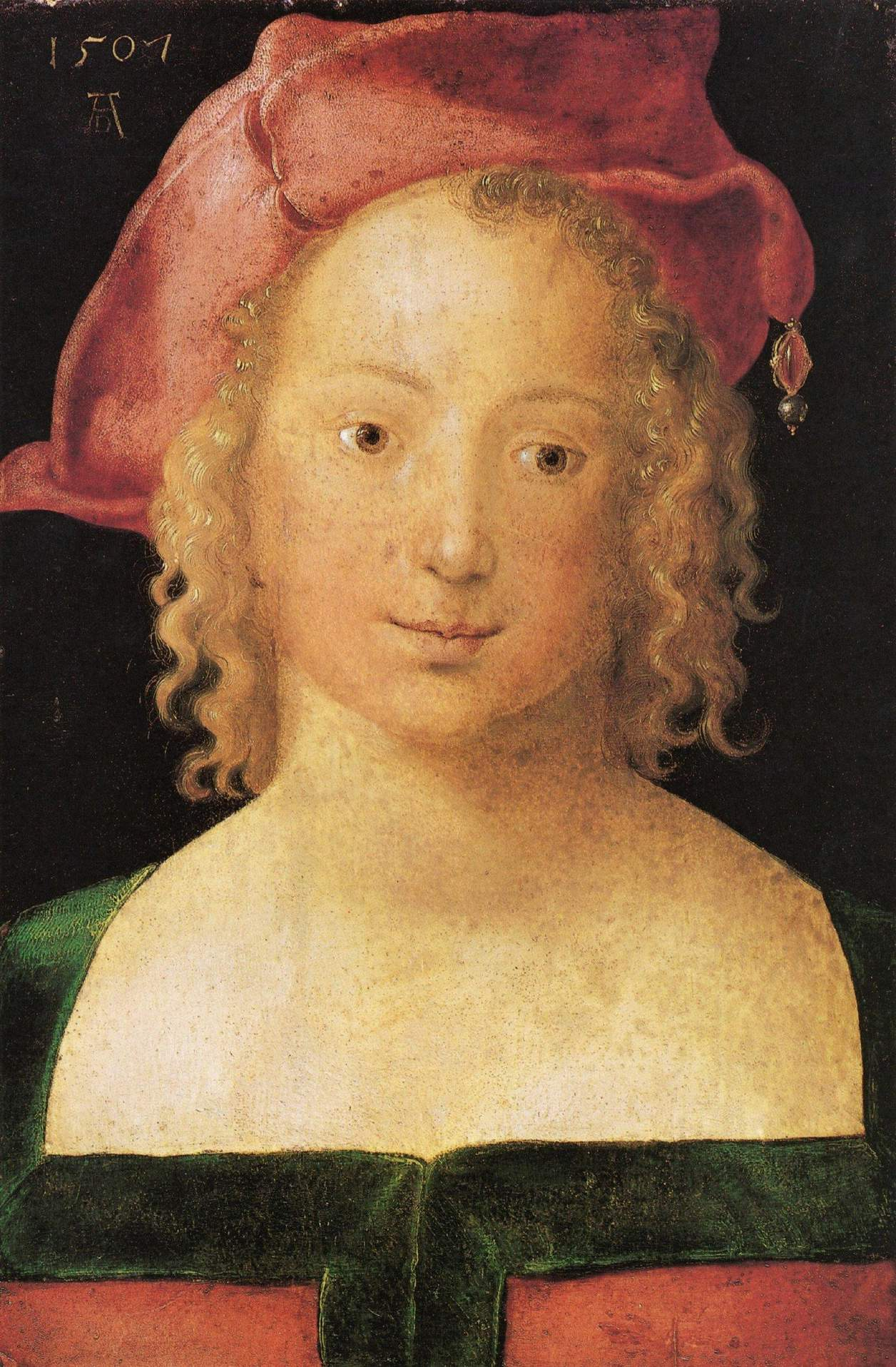
Albrecht Dürer (1471- 1528), Retrat de noia.
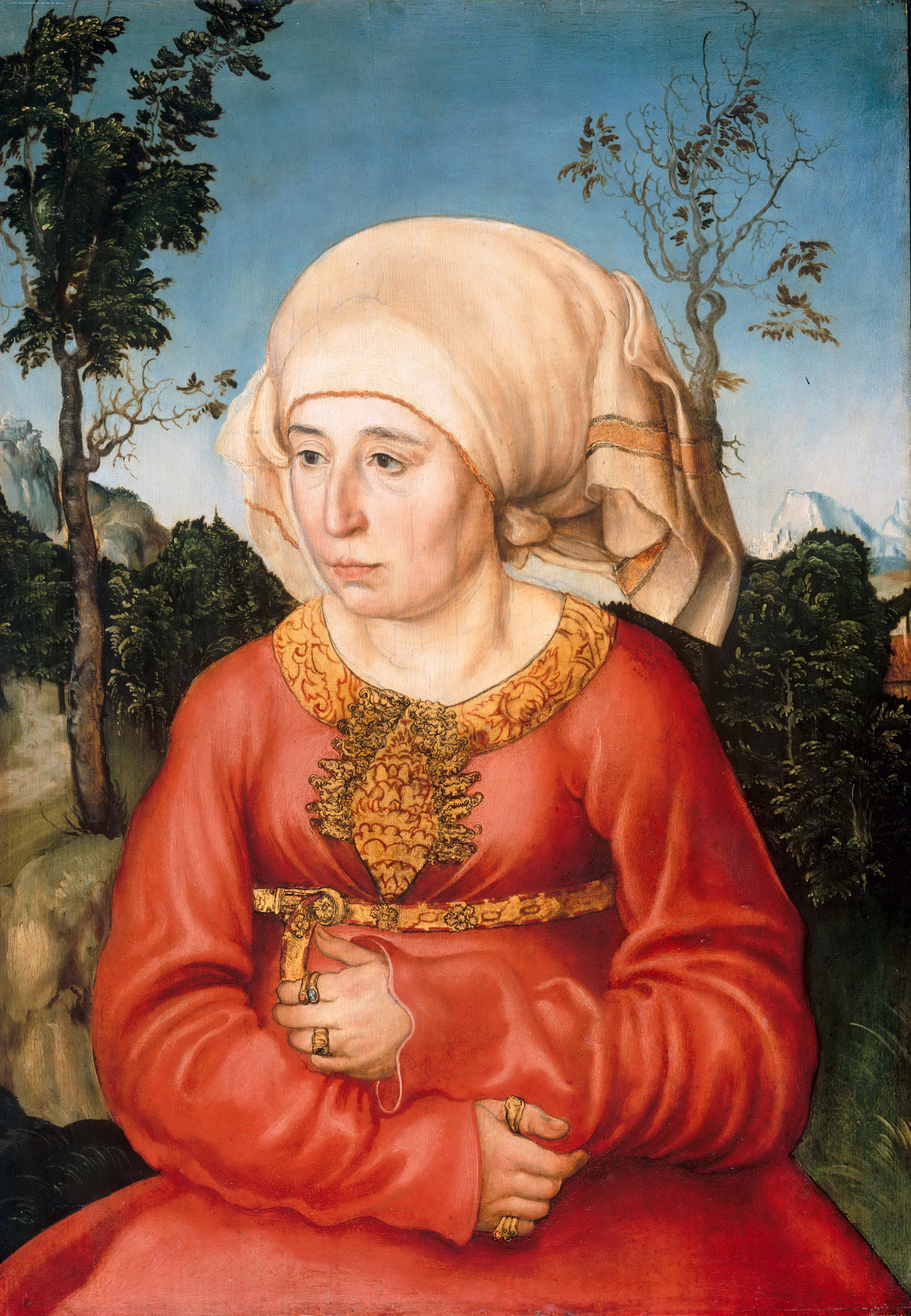
Lucas Cranach el Vell (1472- 1553), Retrat de la Mme. Reuss (1503)
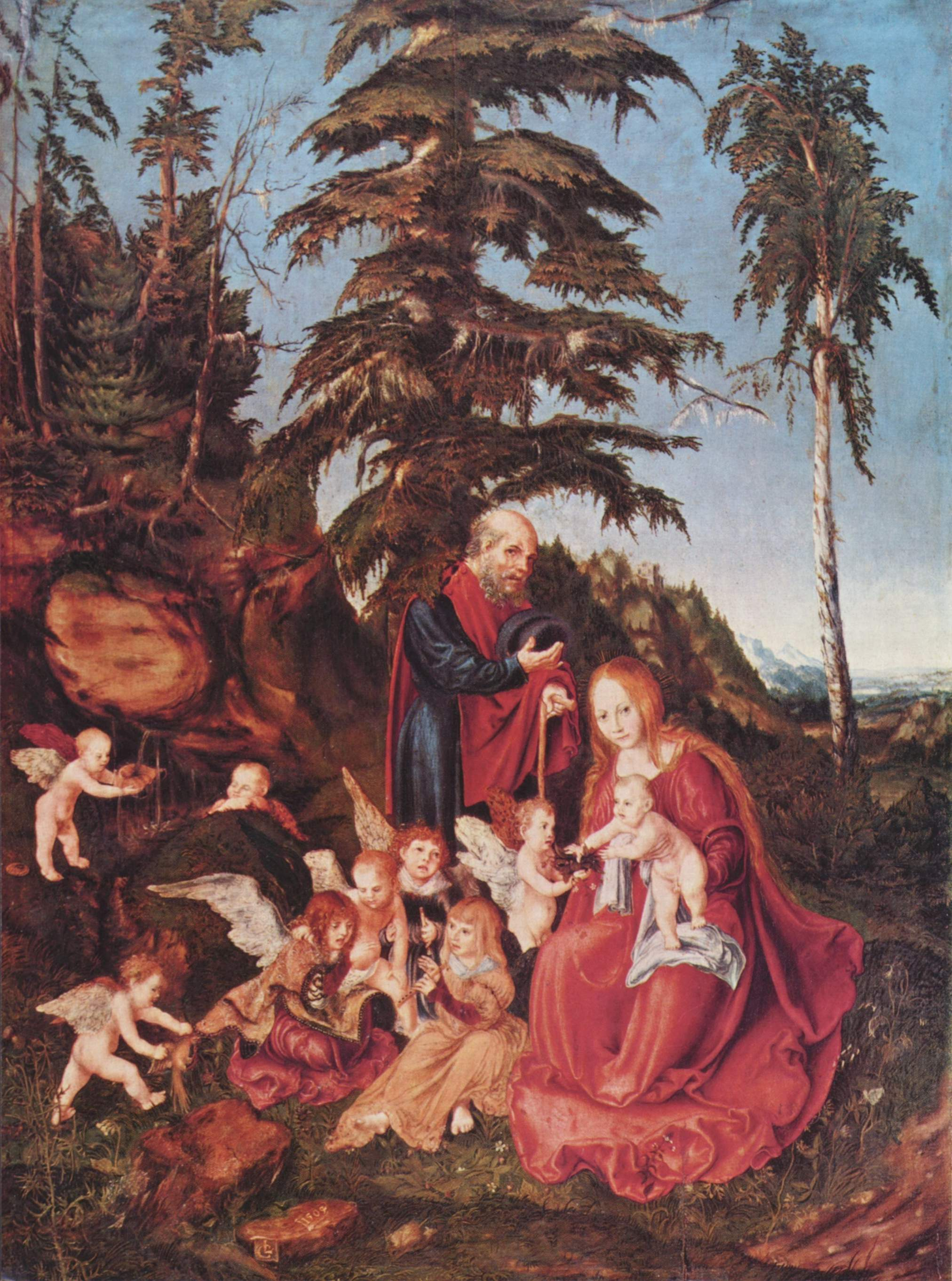
Lucas Cranach el Vell (1472- 1553), Descans durant la fugida a Egipte (1504)
Lucas Cranach el Vell (1472- 1553), Venus i Cupido (v. 1530)
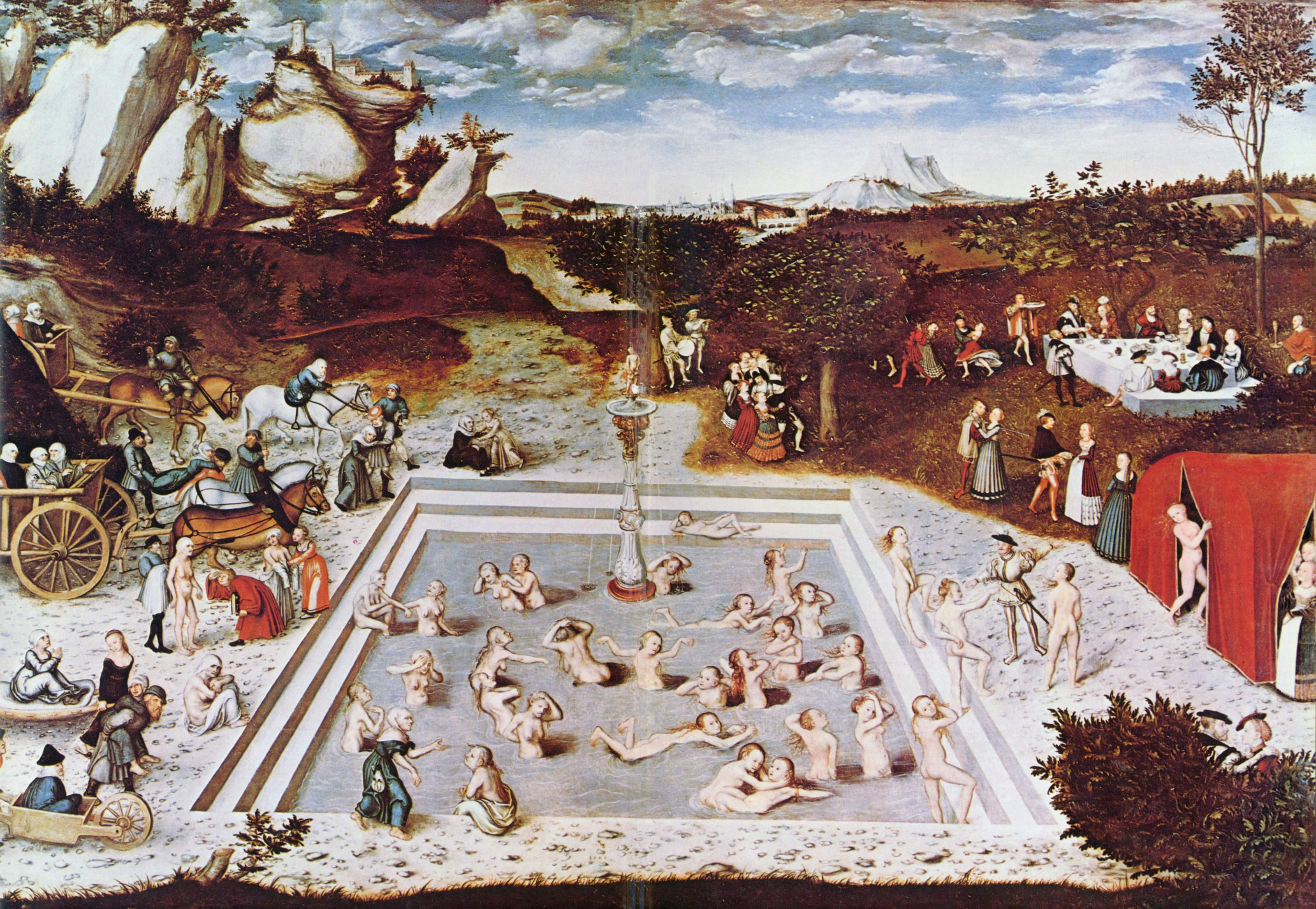
Lucas Cranach el Vell (1472- 1553), El bany de jouvence (1546)
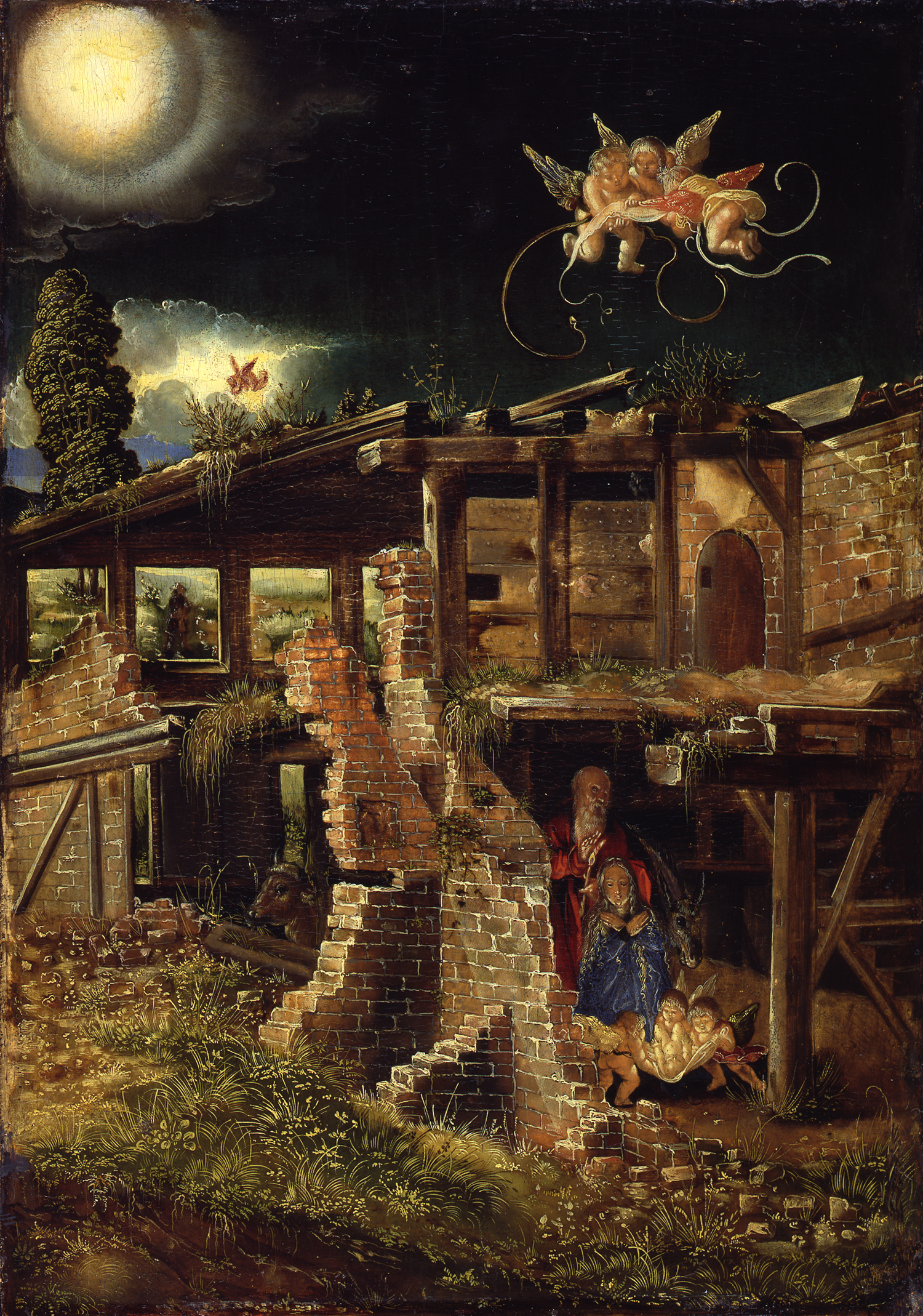
Albrecht Altdorfer (1480- 1538), Naixement de Crist
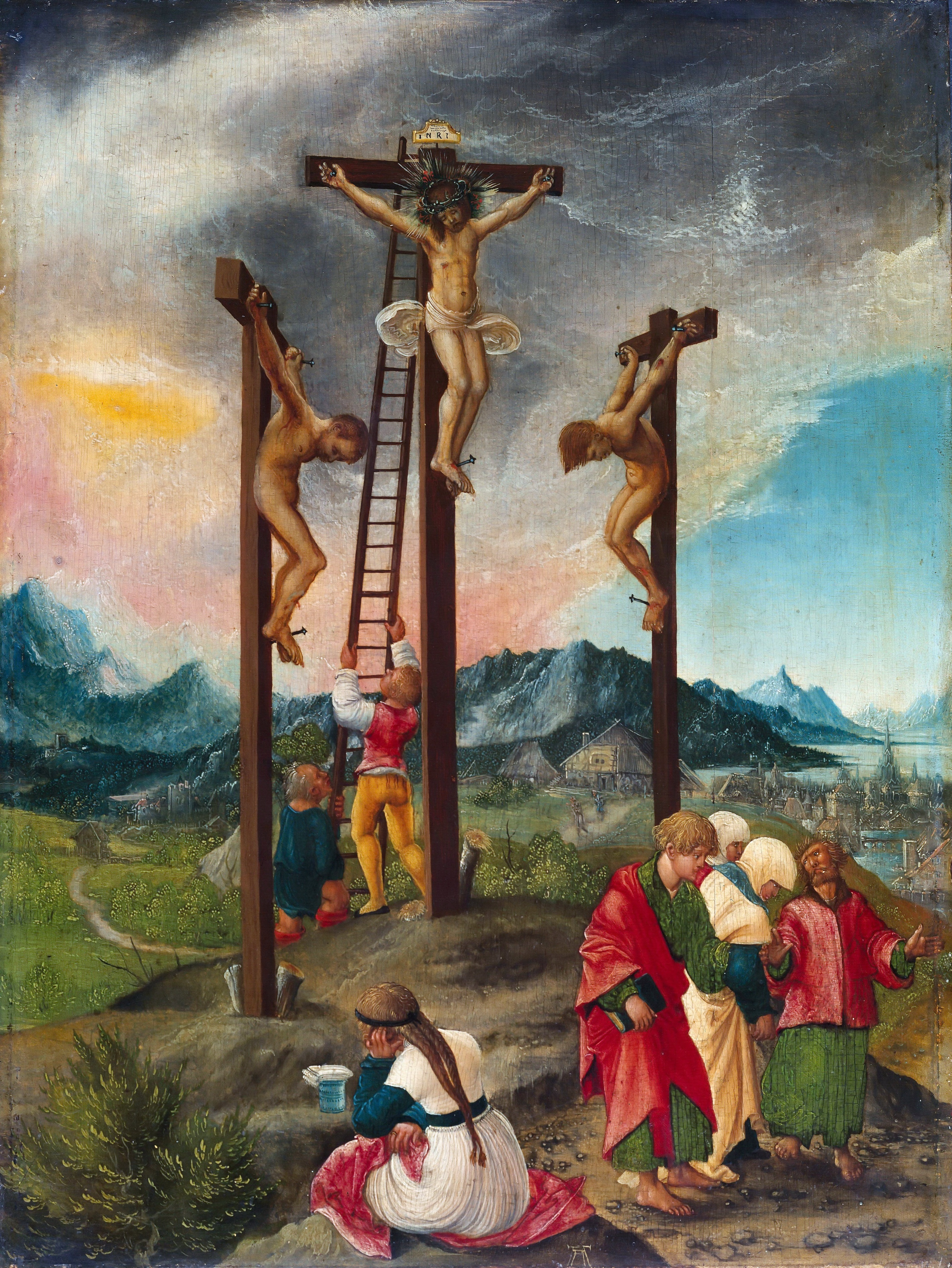
Albrecht Altdorfer (1480- 1538), Crist a la creu
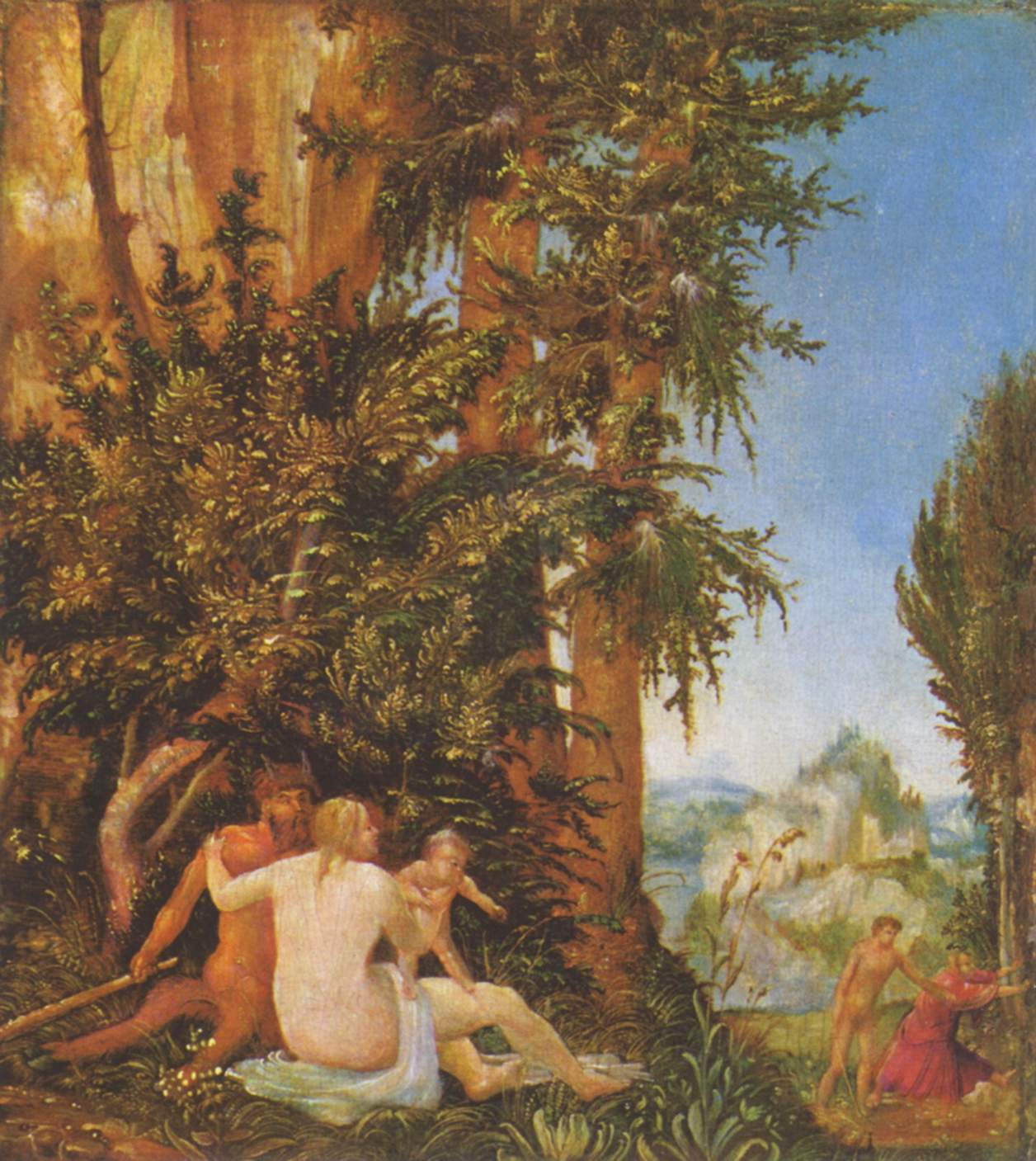
Albrecht Altdorfer (1480- 1538), Paisatge amb família de sàtirs
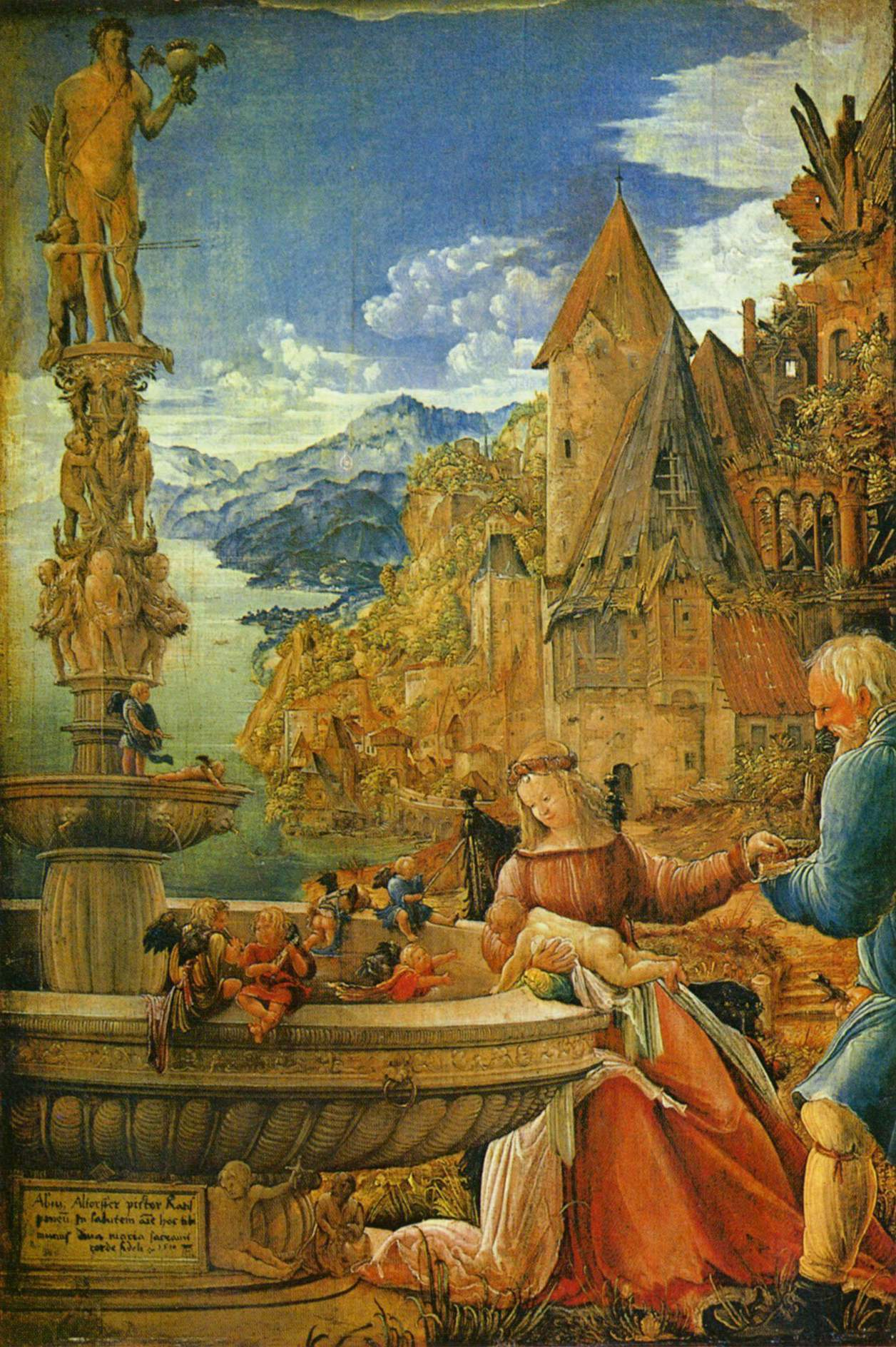
Albrecht Altdorfer (1480- 1538), Descans durant la fugida a Egipte
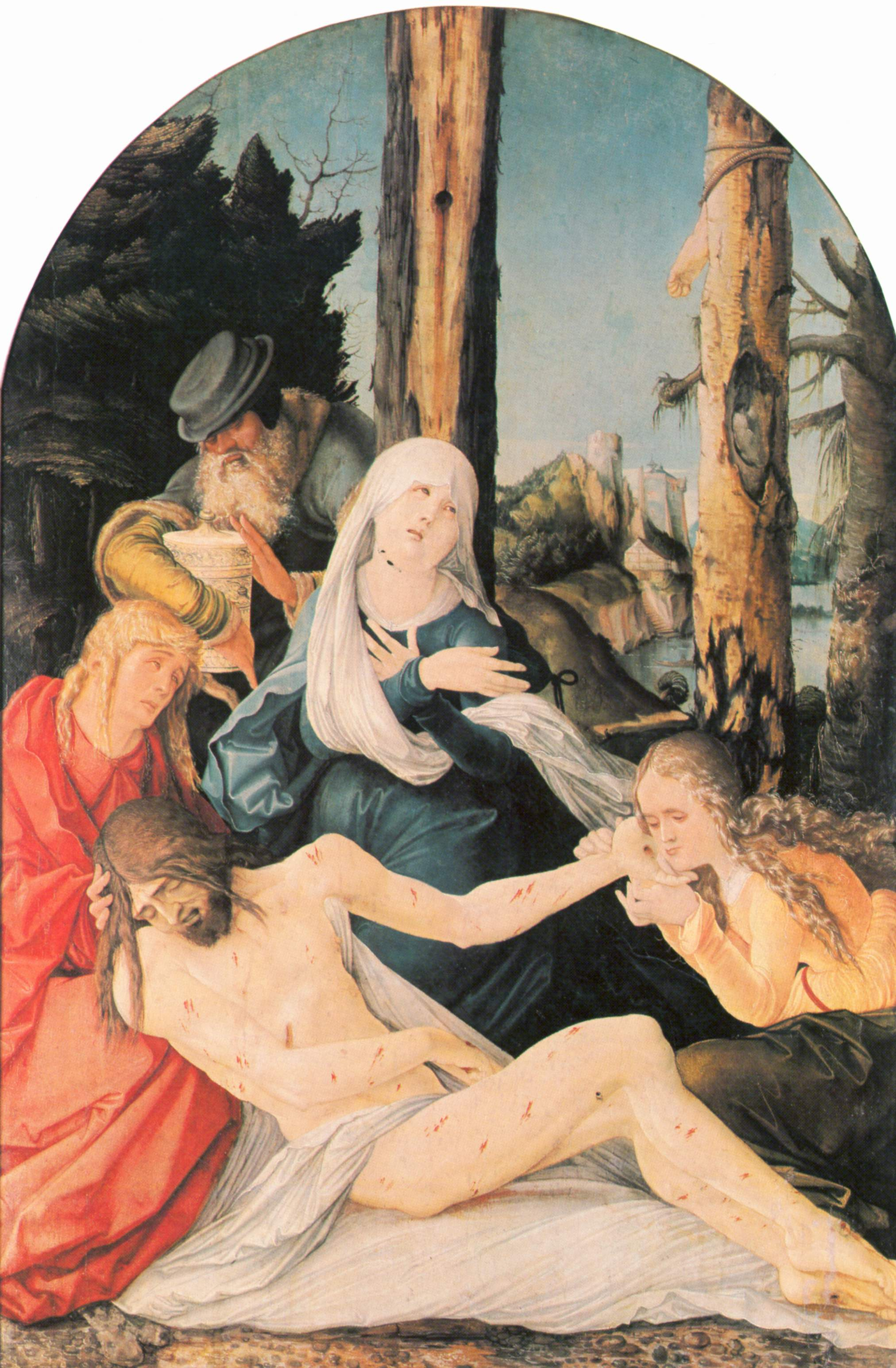
Hans Baldung (cap a 1484- 1545), Crist a la tomba
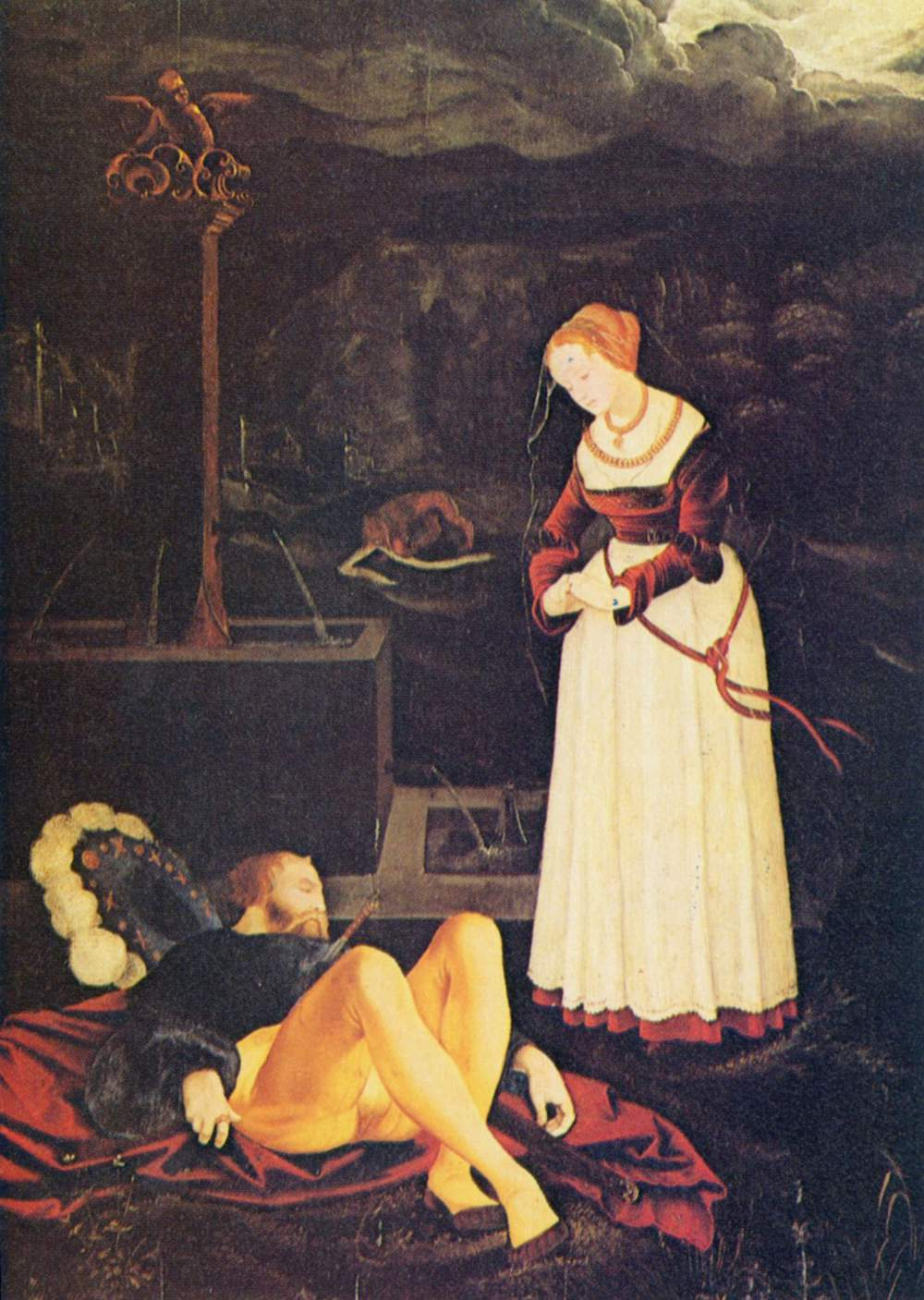
Hans Baldung (cap a 1484- 1545), Pyrame i Thisbée
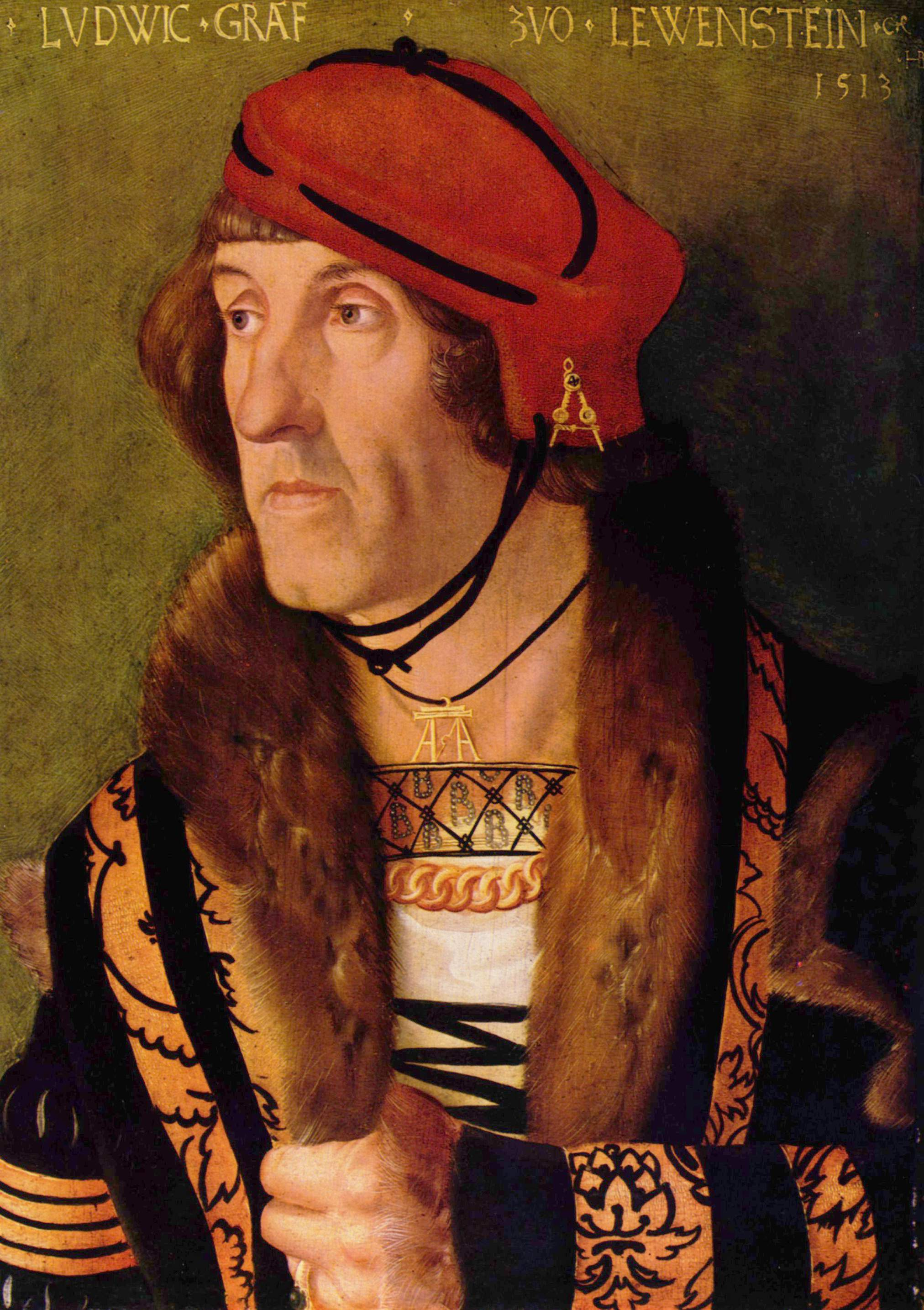
Hans Baldung (cap a 1484- 1545), Retrat del comte Louis de Löwenstein (1513)
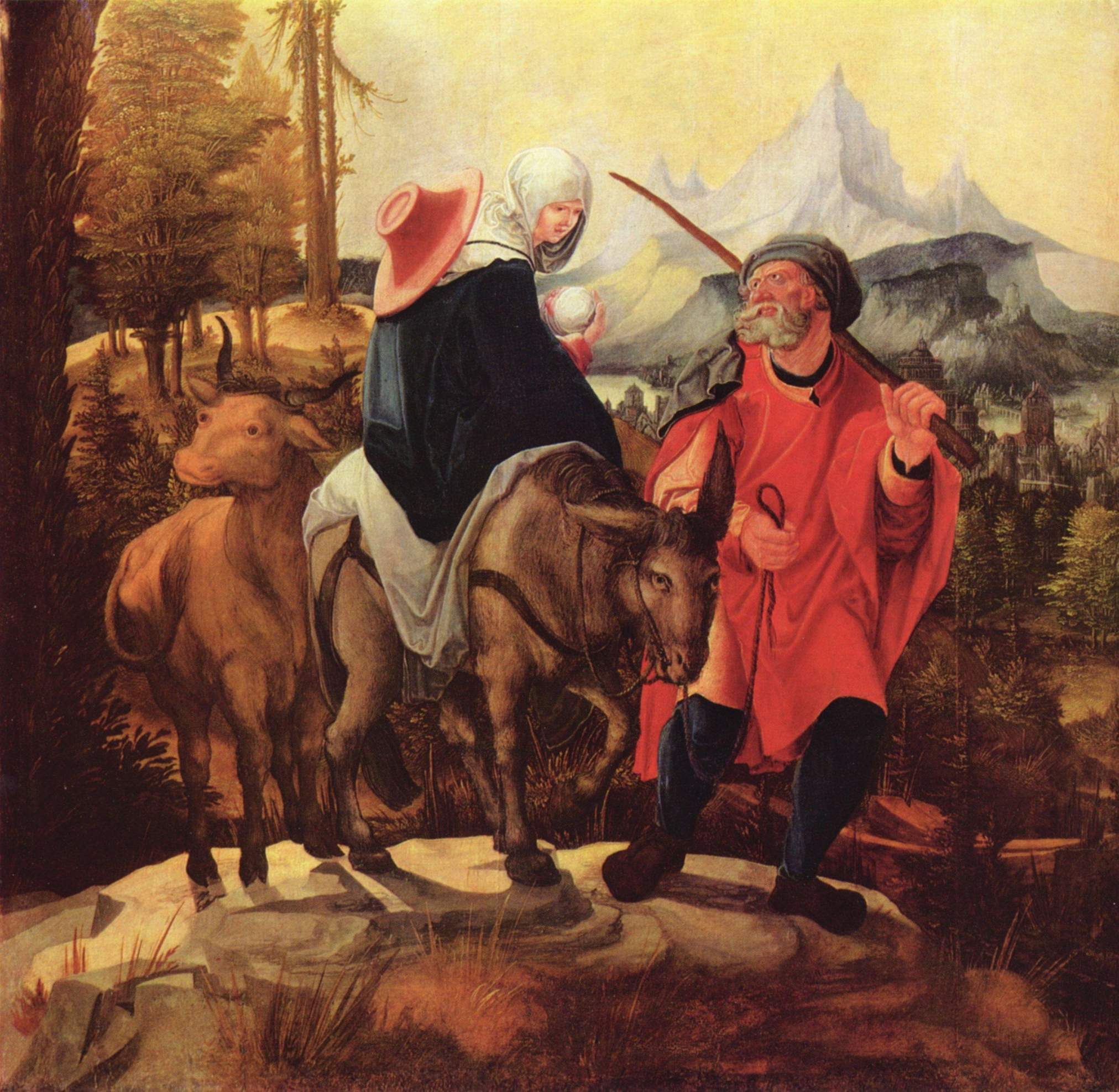
Wolf Huber (1490- 1553), Fugida a Egipte
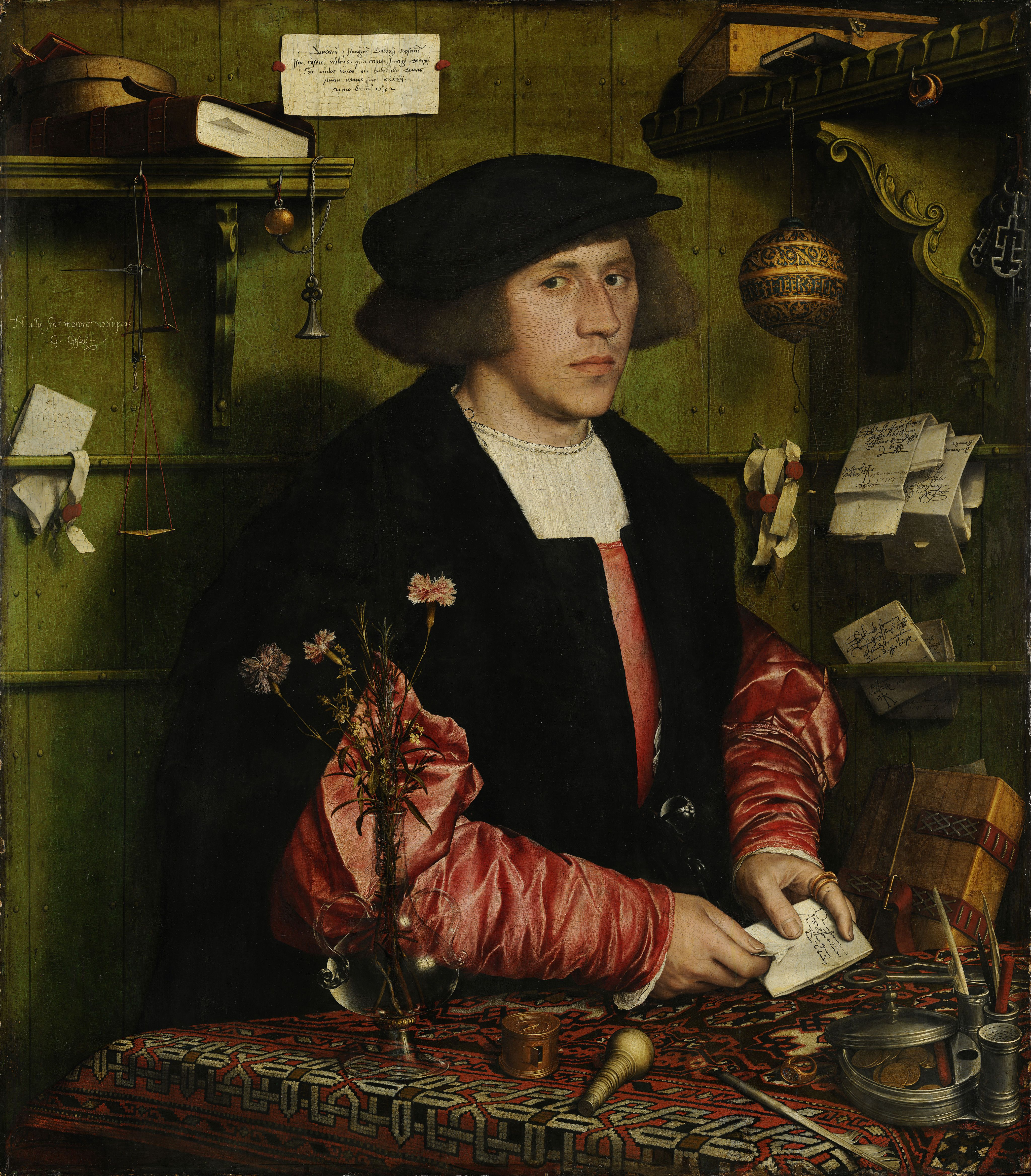
Hans Holbein El Jove (1497- 1543), Retrat del venedor alemany a Londres Georg Gisze
Hans Holbein el Jove (1497- 1543), Retrat del duc Antoine de Lorraine
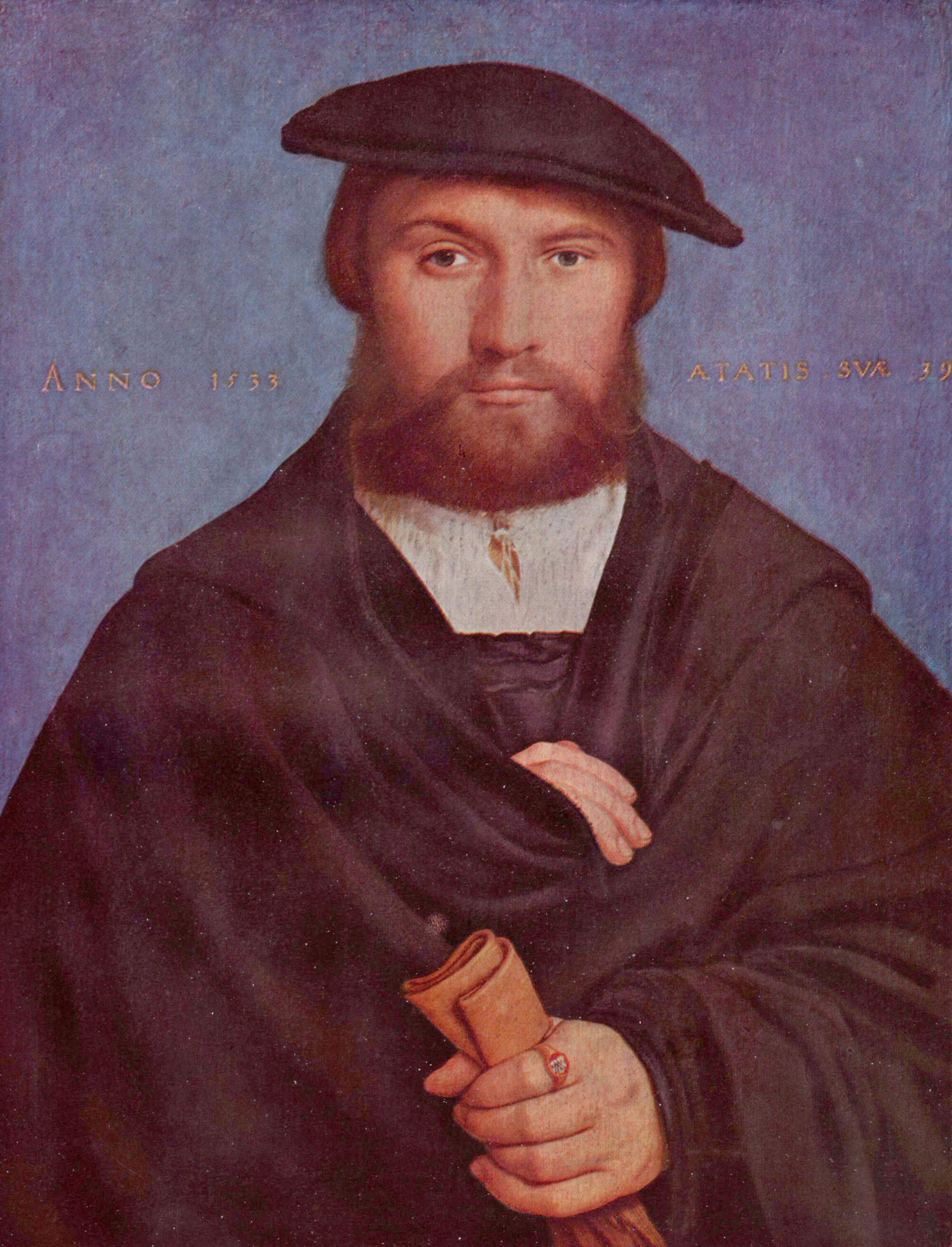
Hans Holbein el Jove (1497- 1543), Retrat de Hermann Hillebrandt Wedigh
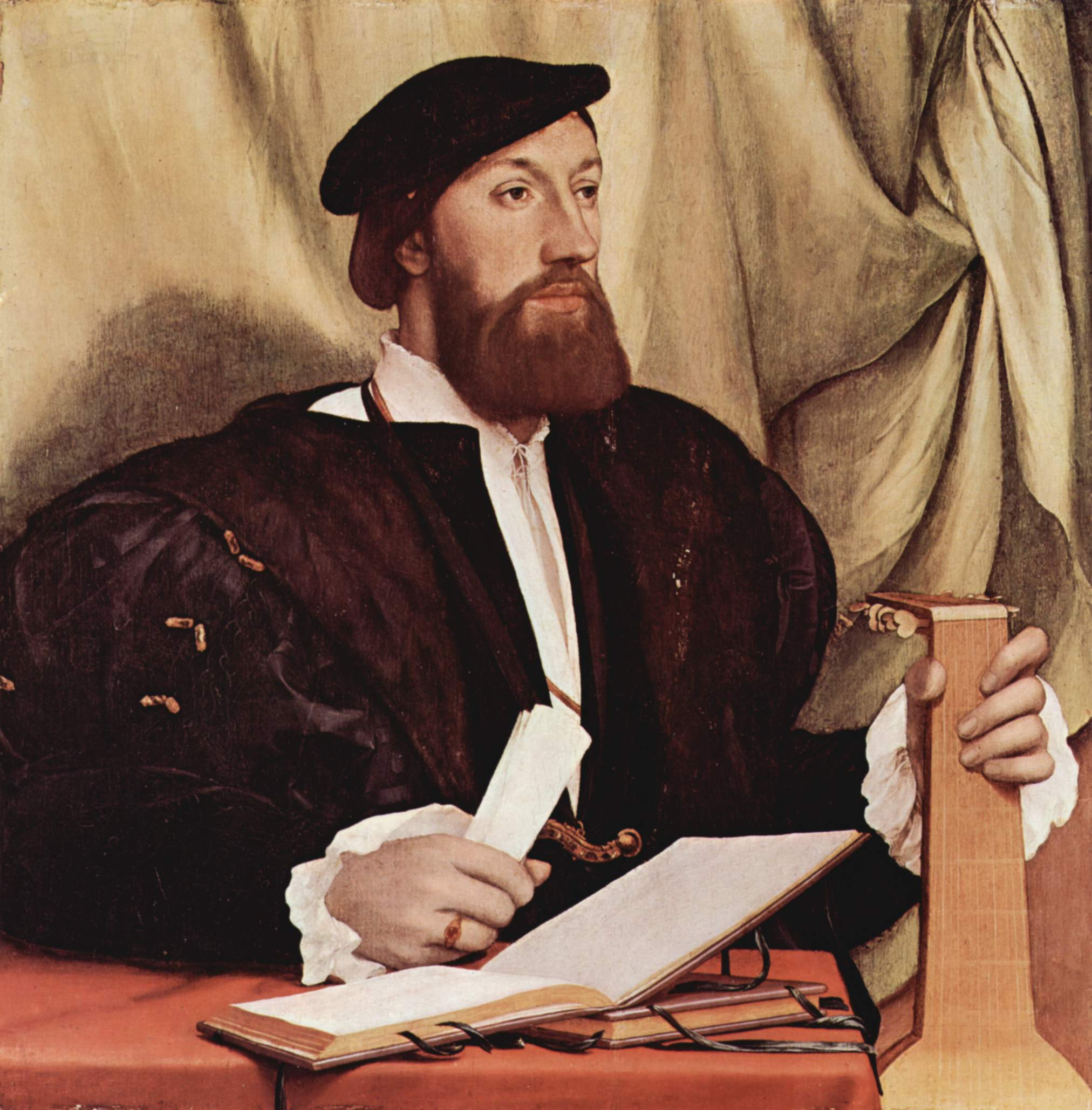
Hans Holbein el Jove (1497-1543), Retrat d'un home amb llaüt
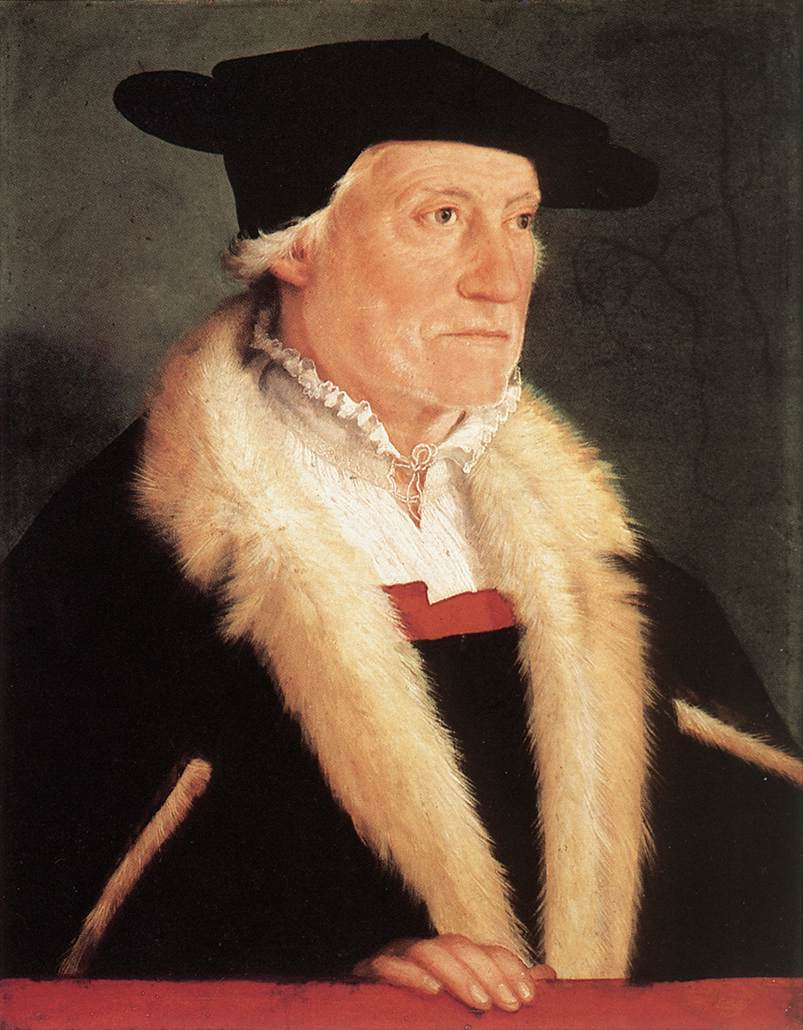
Christoph Amberger (1505- 1562), Retrat de l'astrònom Sebastian Münster.
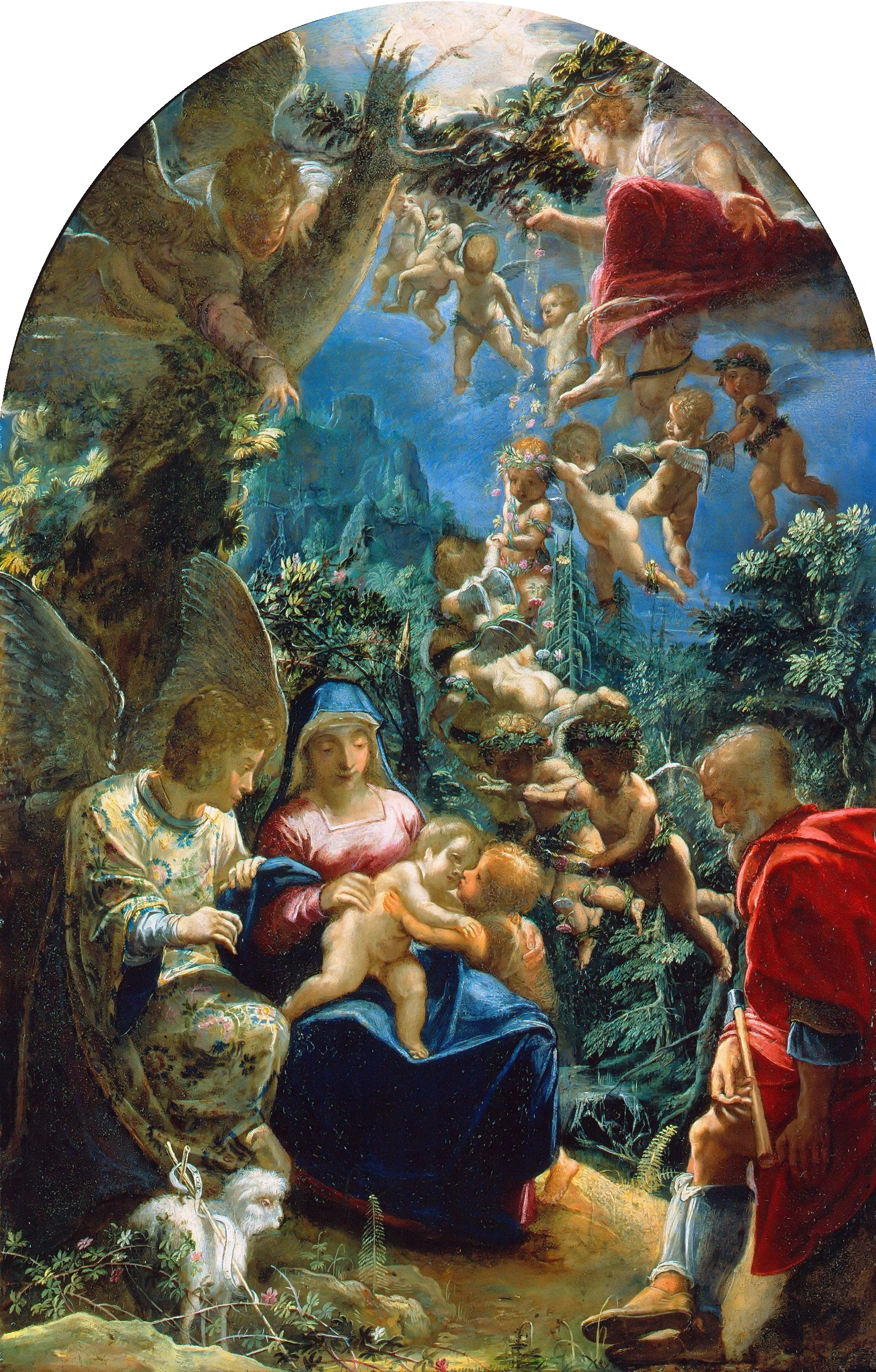
Adam Elsheimer (1578- 1610), Descans durant la fugida a Egipte

### El Renaixement a Itàlia

#### Florència

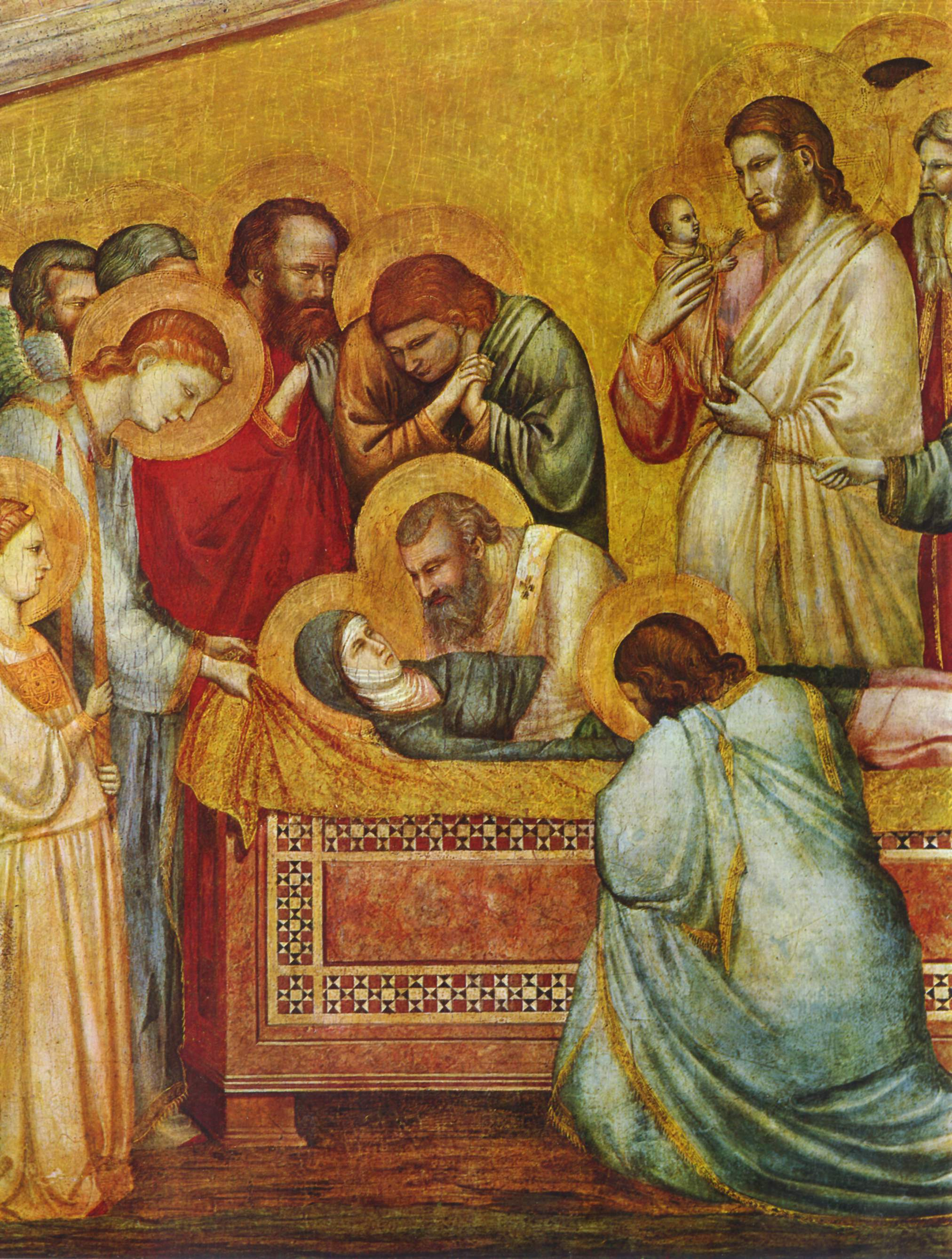
Giotto, La mort de Marie (v. 1315- 1320)
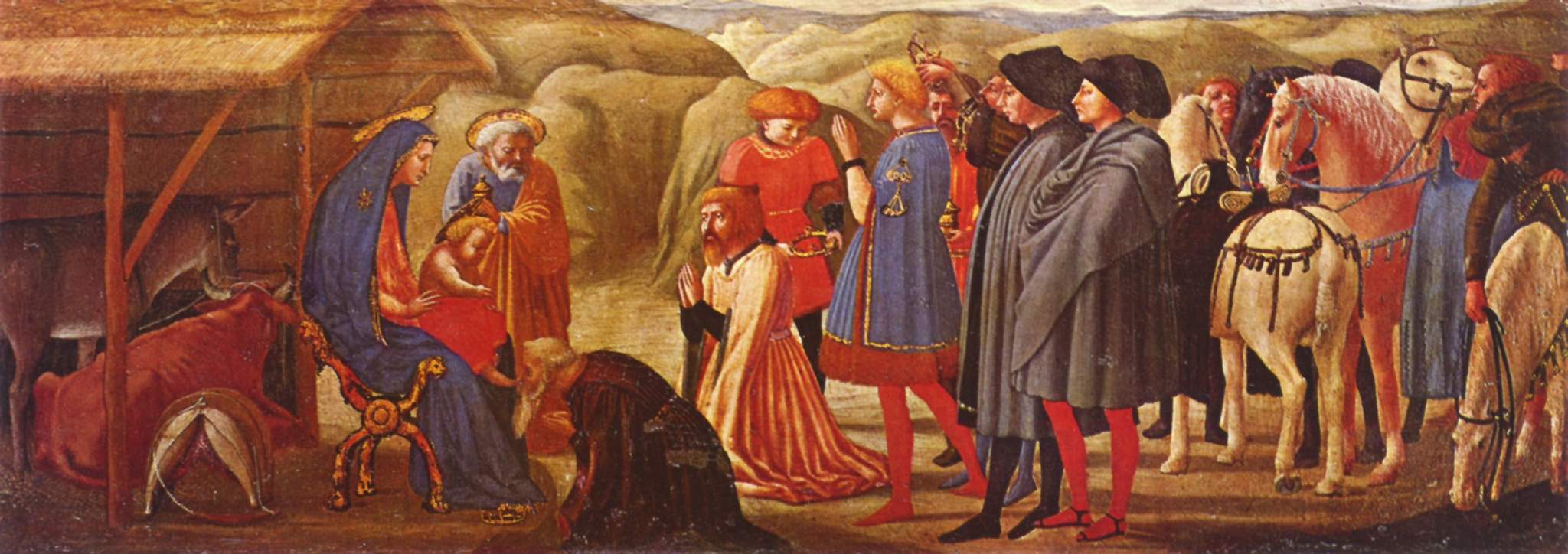
Masaccio (1401- 1428), Adoració dels reis mags
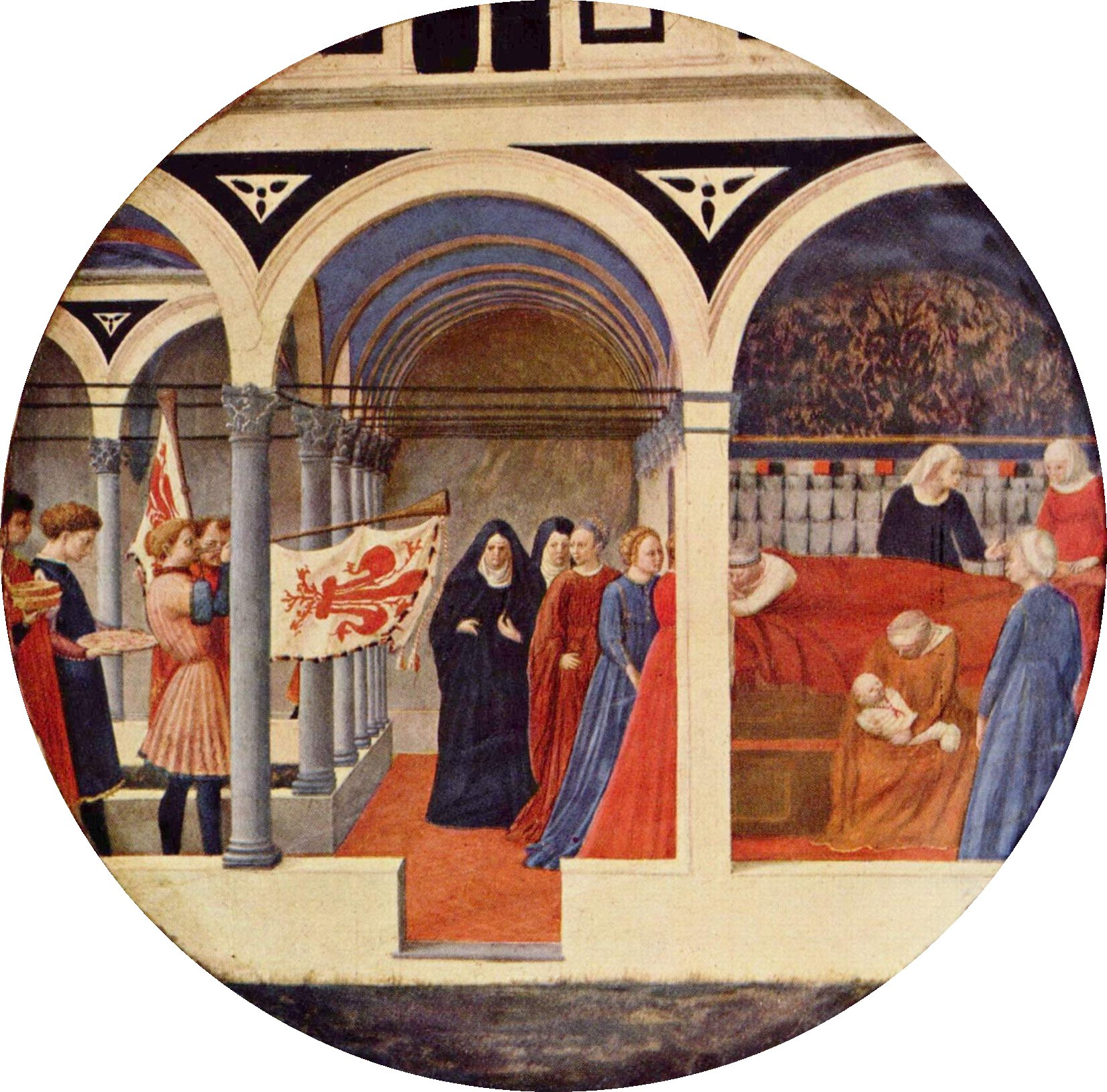
Masaccio (1401-1428), Wochenstube einer vornehmen Florentinerin
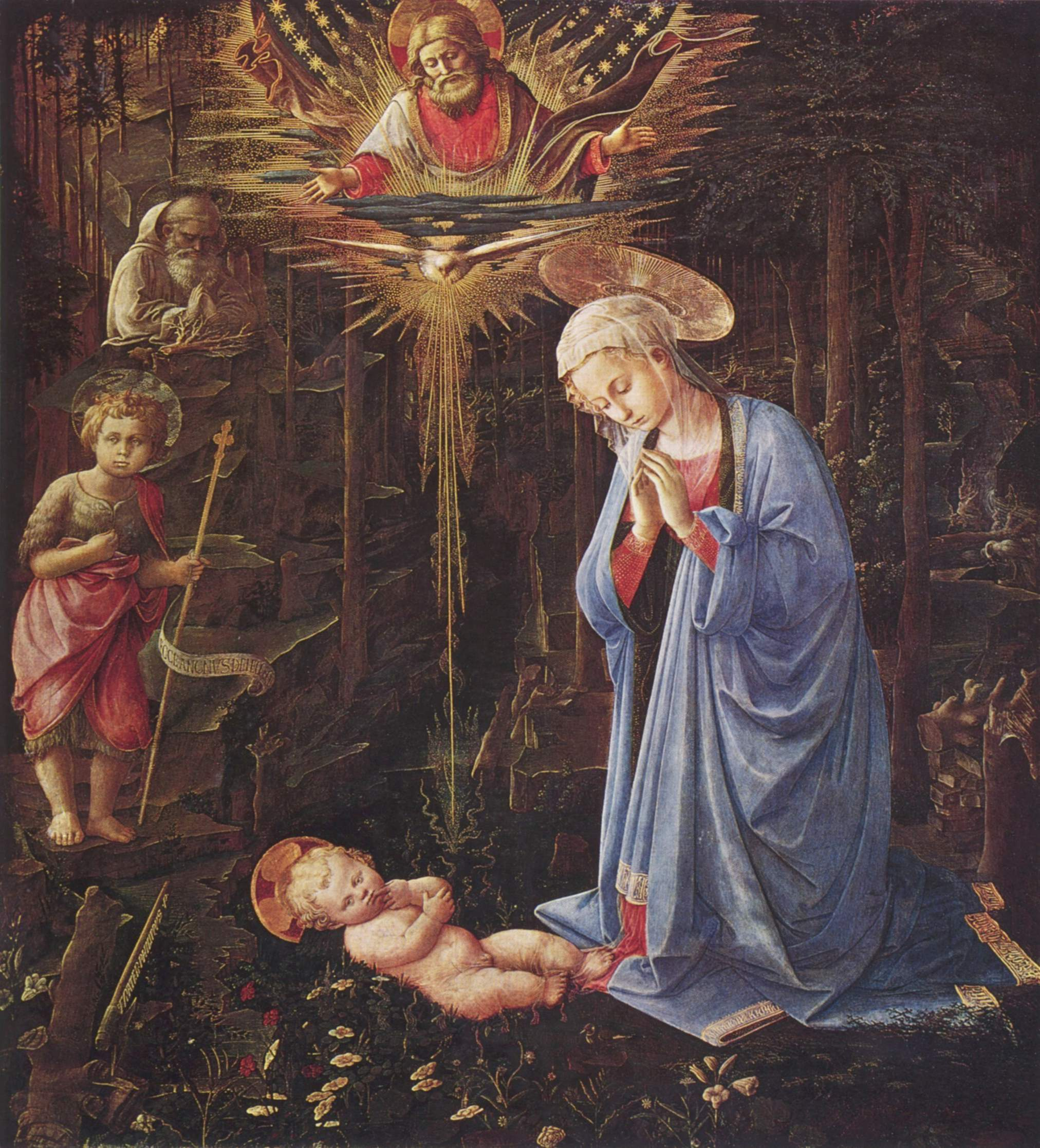
Filippo Lippi (1406- 1469), L'adoració al bosc
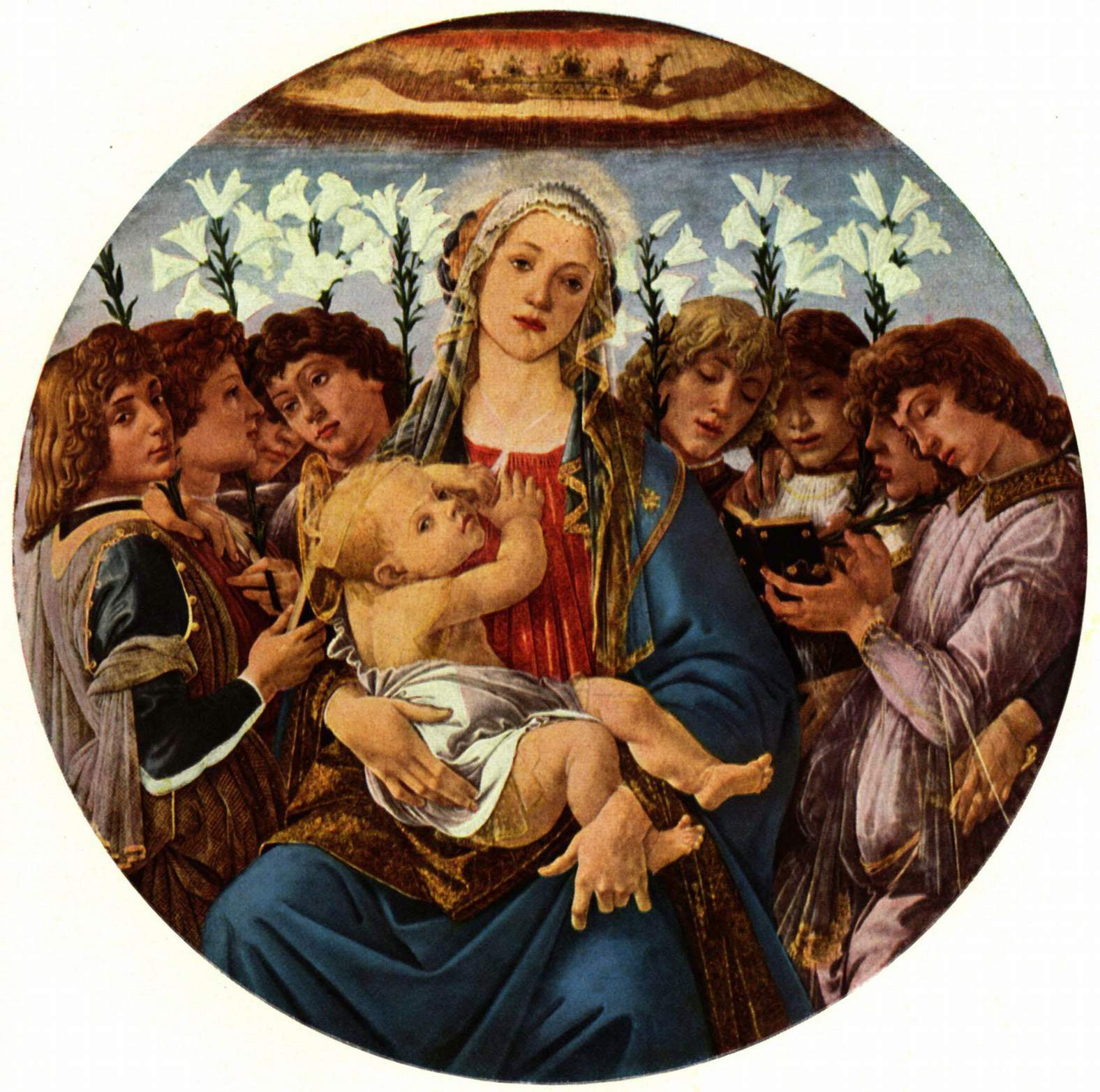
Sandro Botticelli (1444- 1510), Verge amb Nen amb un concert d'àngels
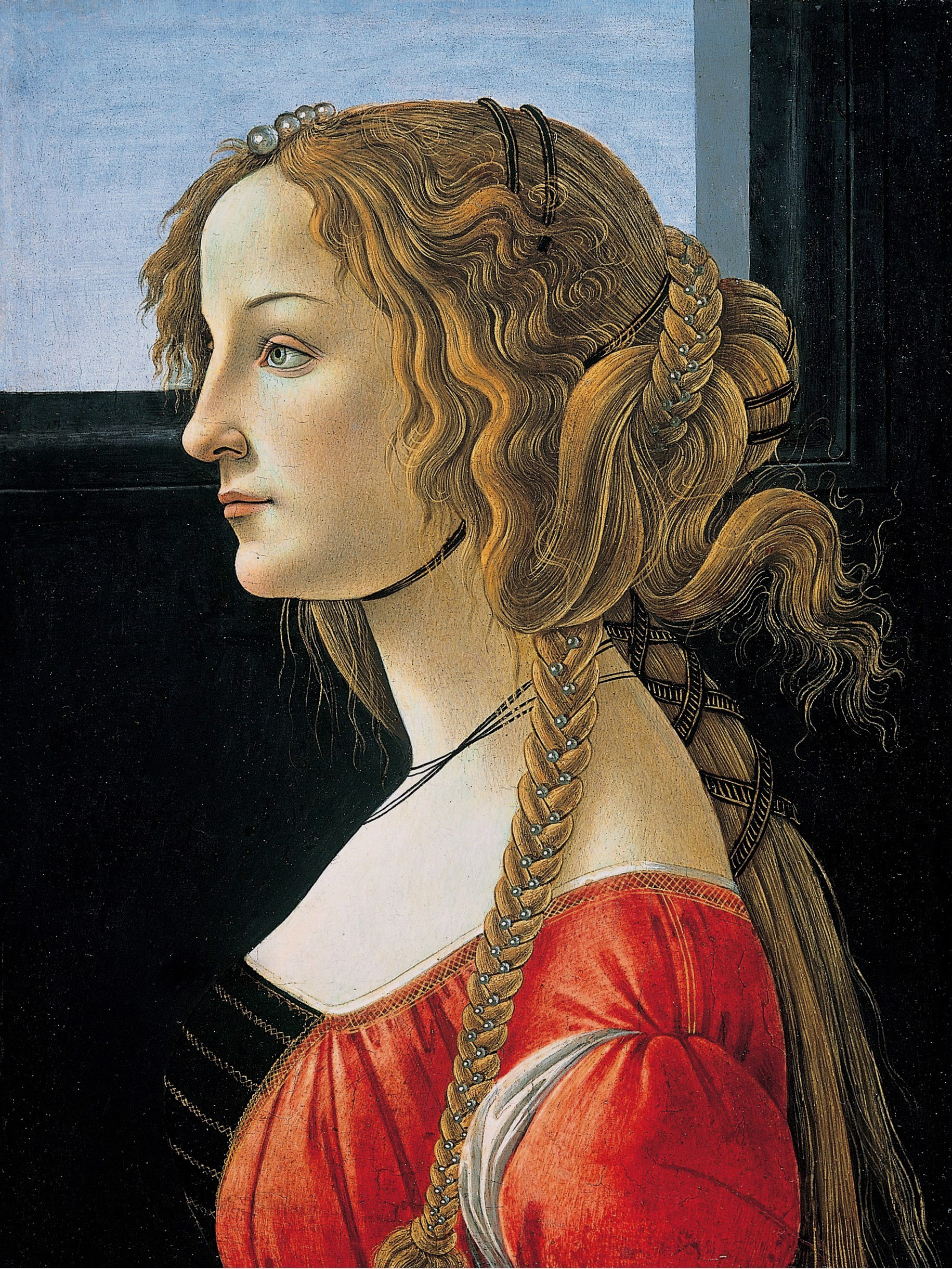
Sandro Botticelli (1444- 1510), Retrat de Simonetta Vespucci
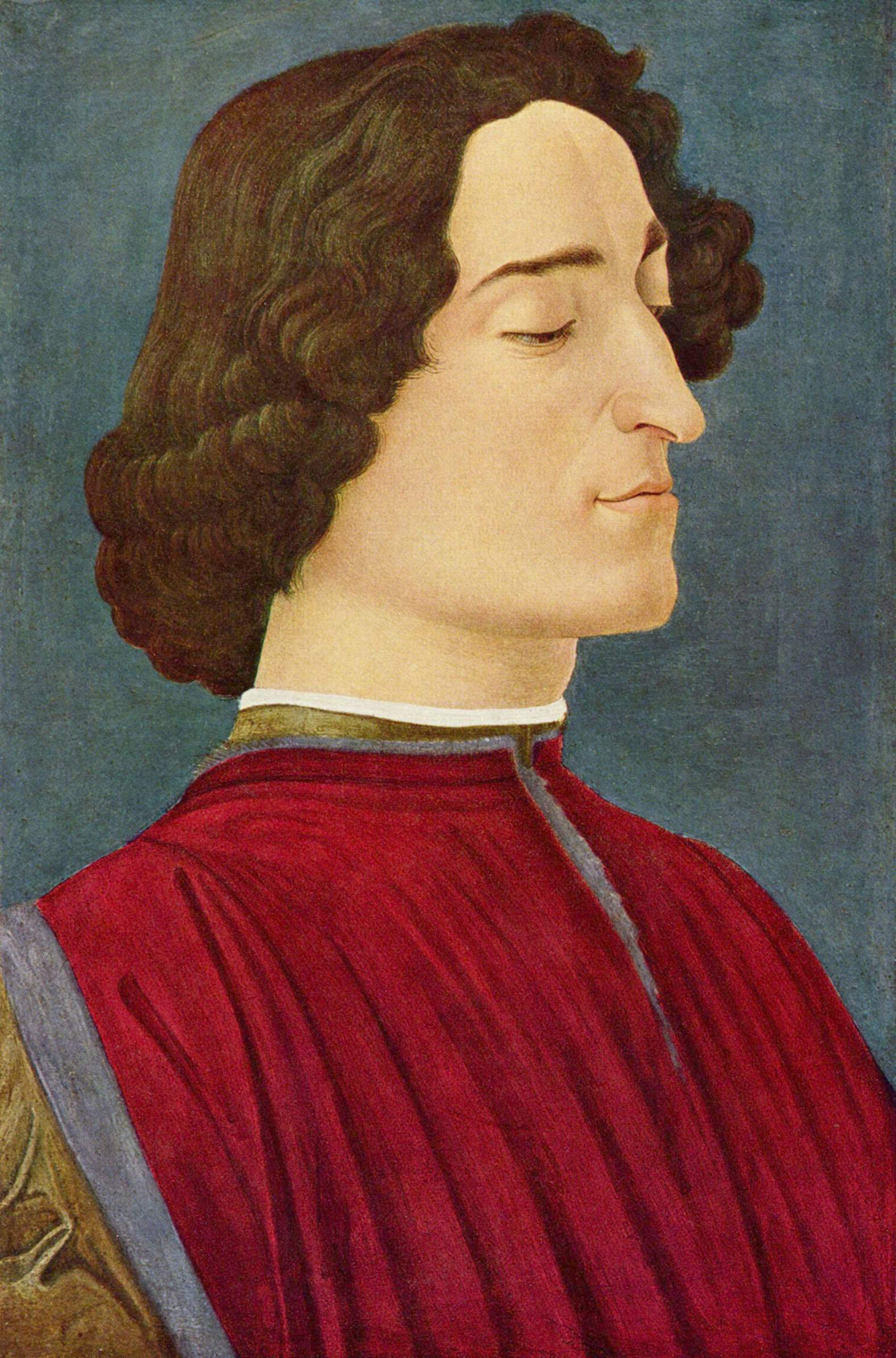
Sandro Botticelli (1444- 1510), Retrat de Julià de Medicis
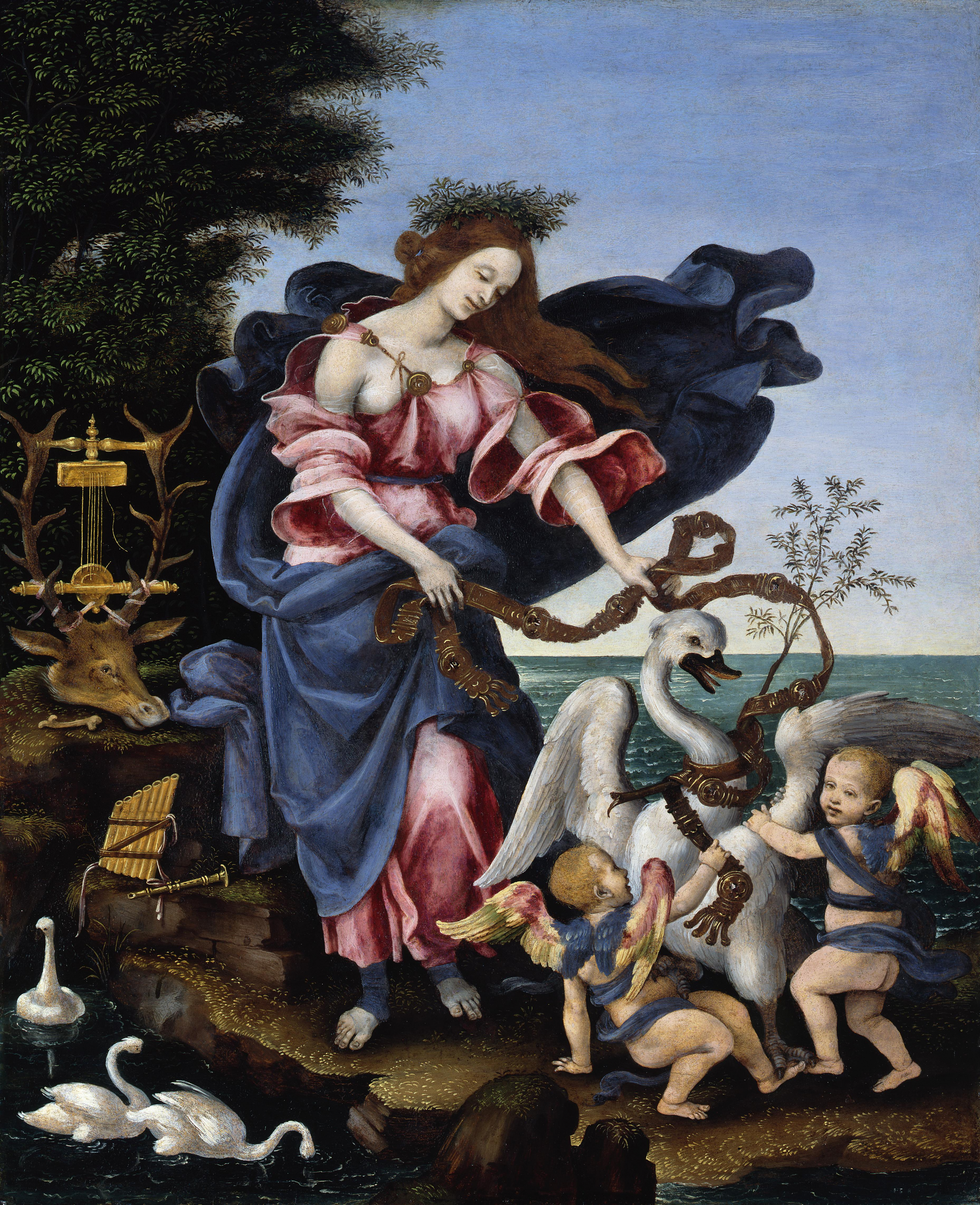
Filippino Lippi (1457- 1504), Al·legoria de la música.
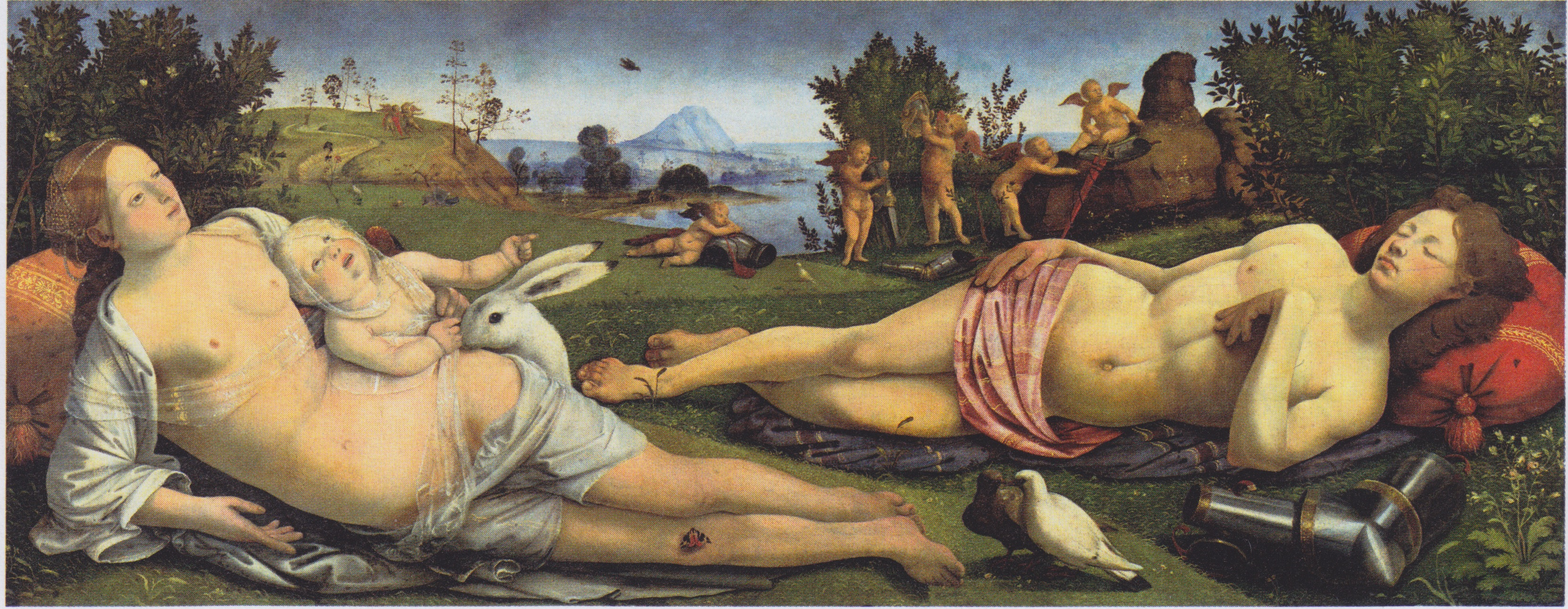
Piero Di Cosimo (1462- 1521), Venus, Mart i Cupido
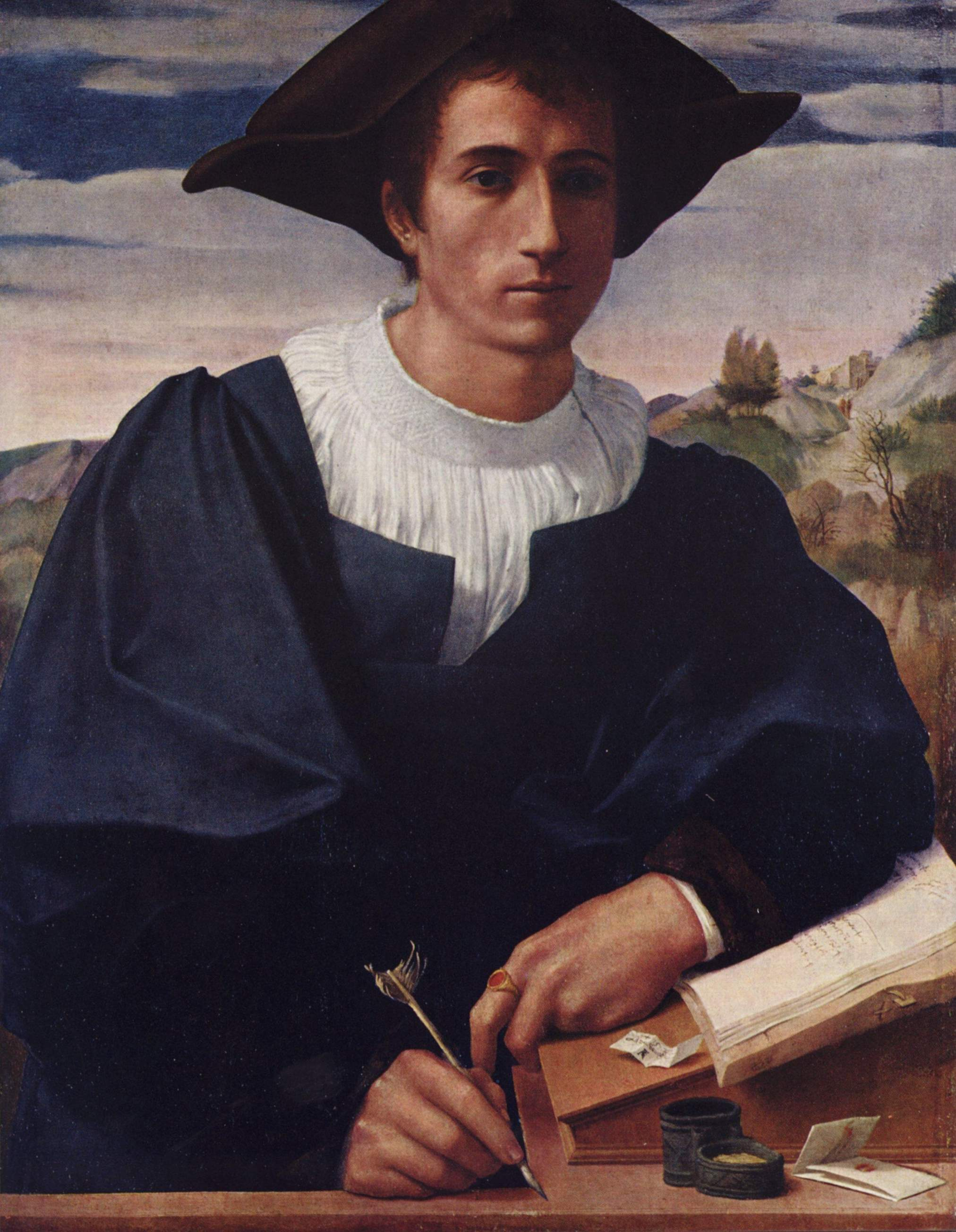
Franciabigio (1482- 1525), Retrat d'un jove home
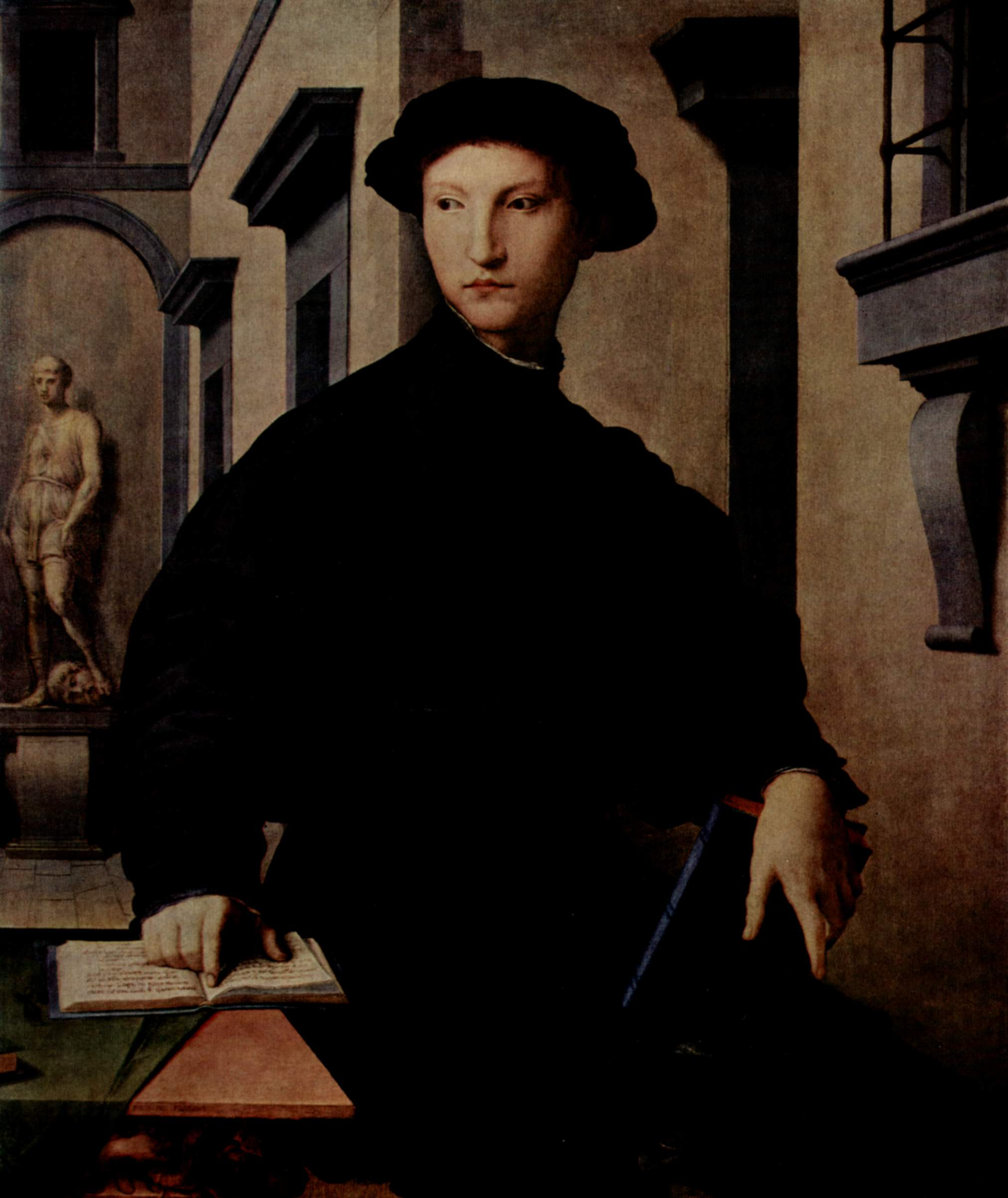
Agnolo Bronzino (1503- 1572), Retrat d'Ugolino Martelli

#### Venècia

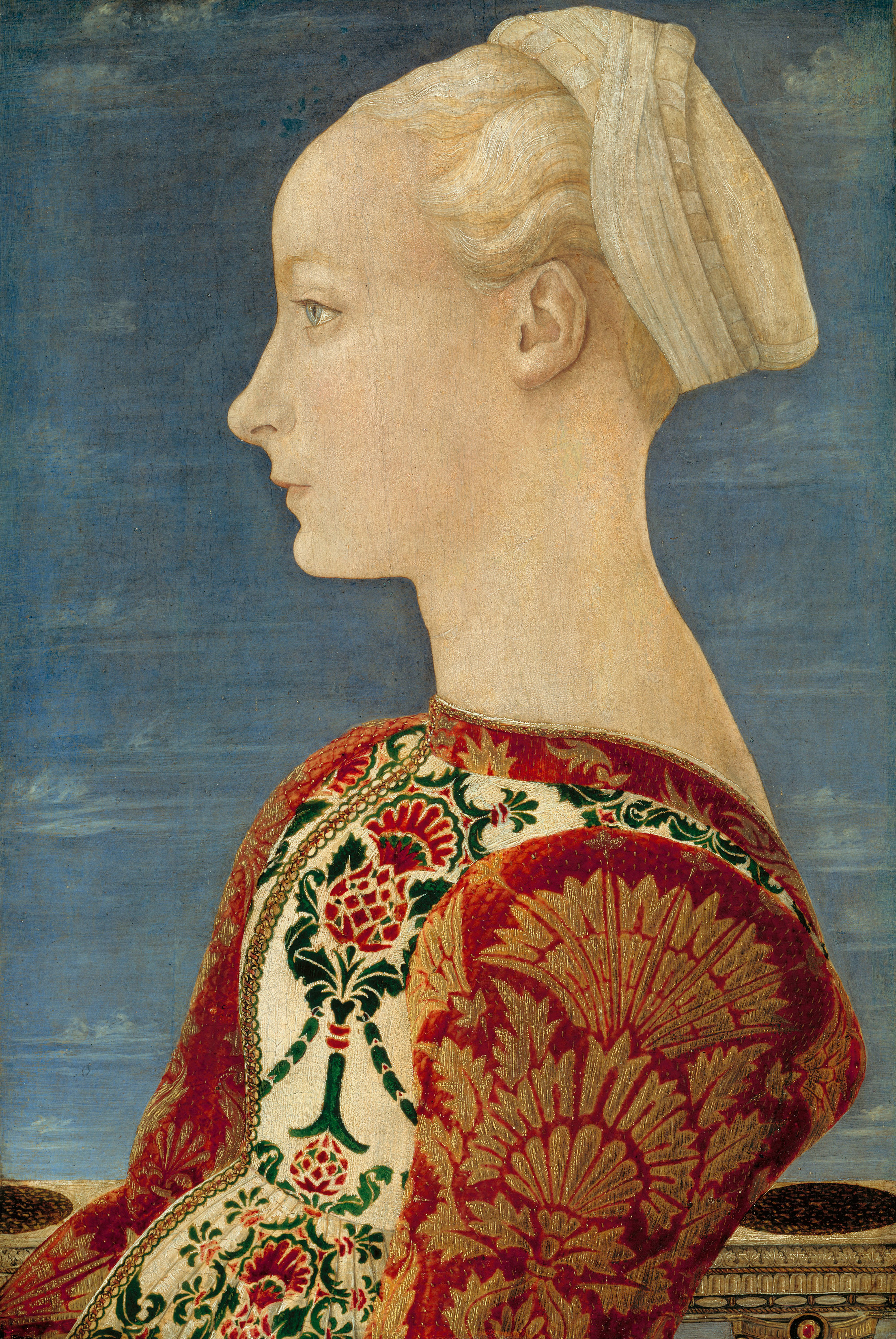
Domenico Veneziano (1410- 1461), Retrat de dona jove de perfil.
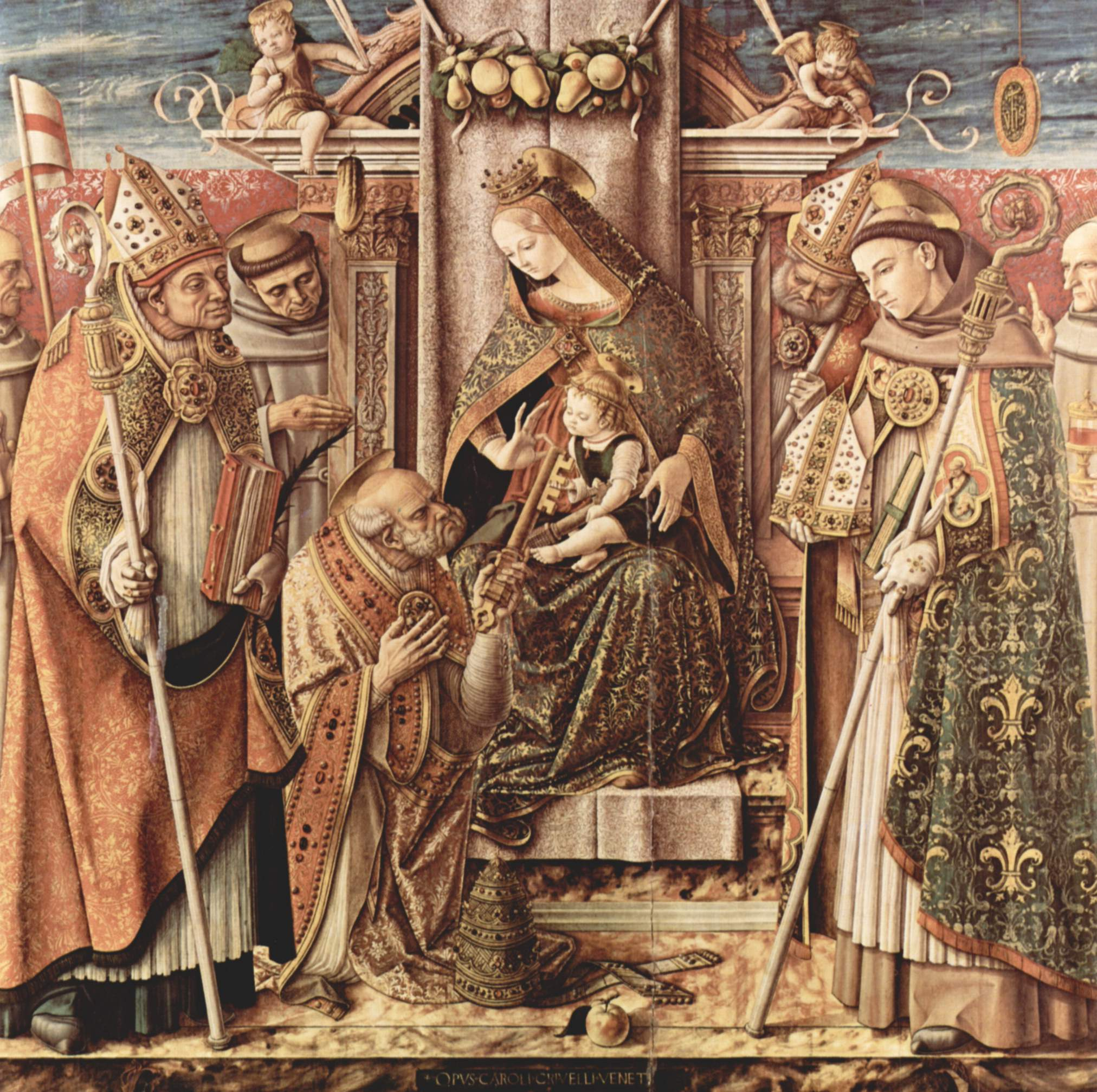
Carlo Crivelli (1430/ 35- 1495), Verge regnant envoltada de set sants
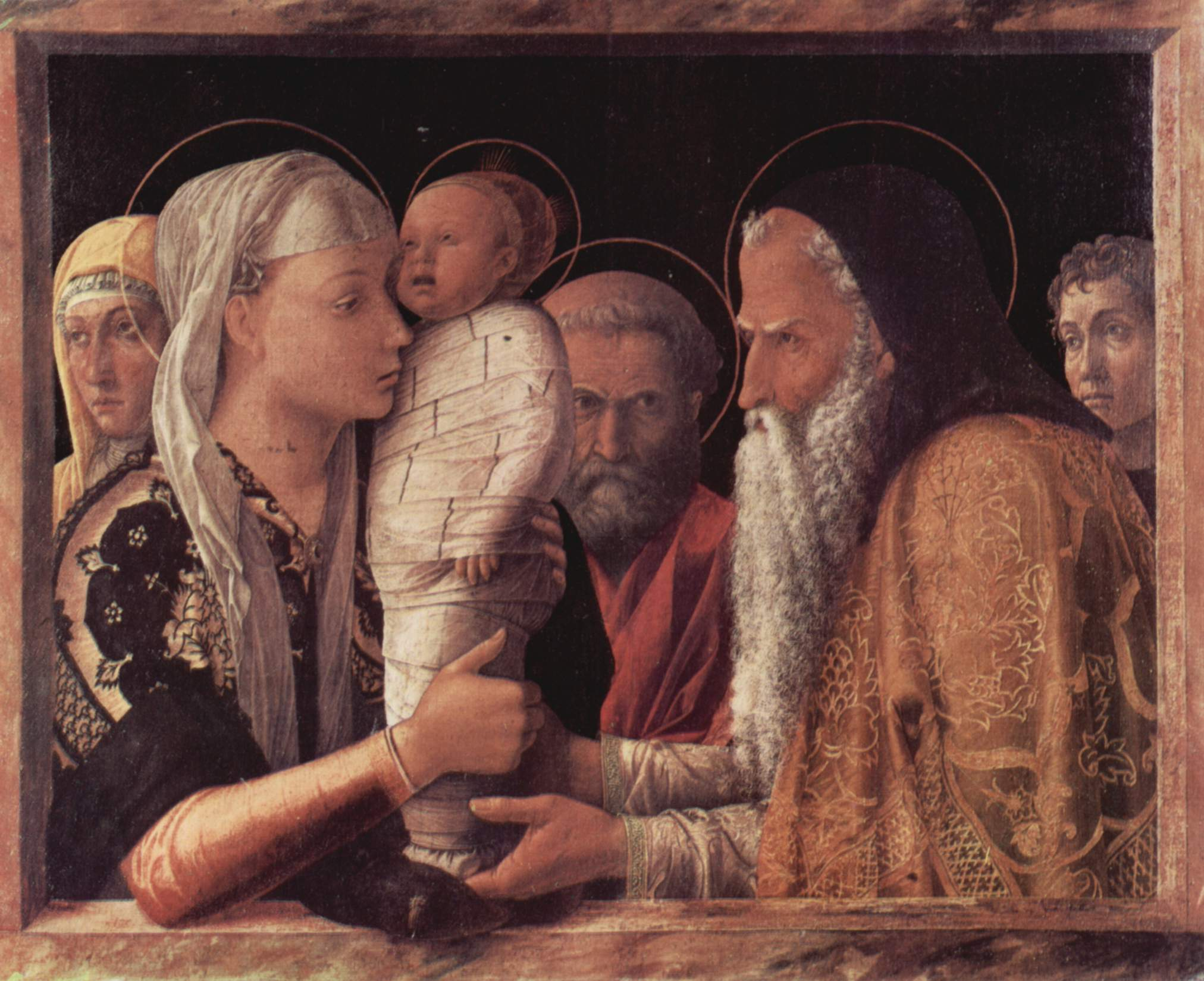
Andrea Mantegna (1431- 1506), Presentació al Temple
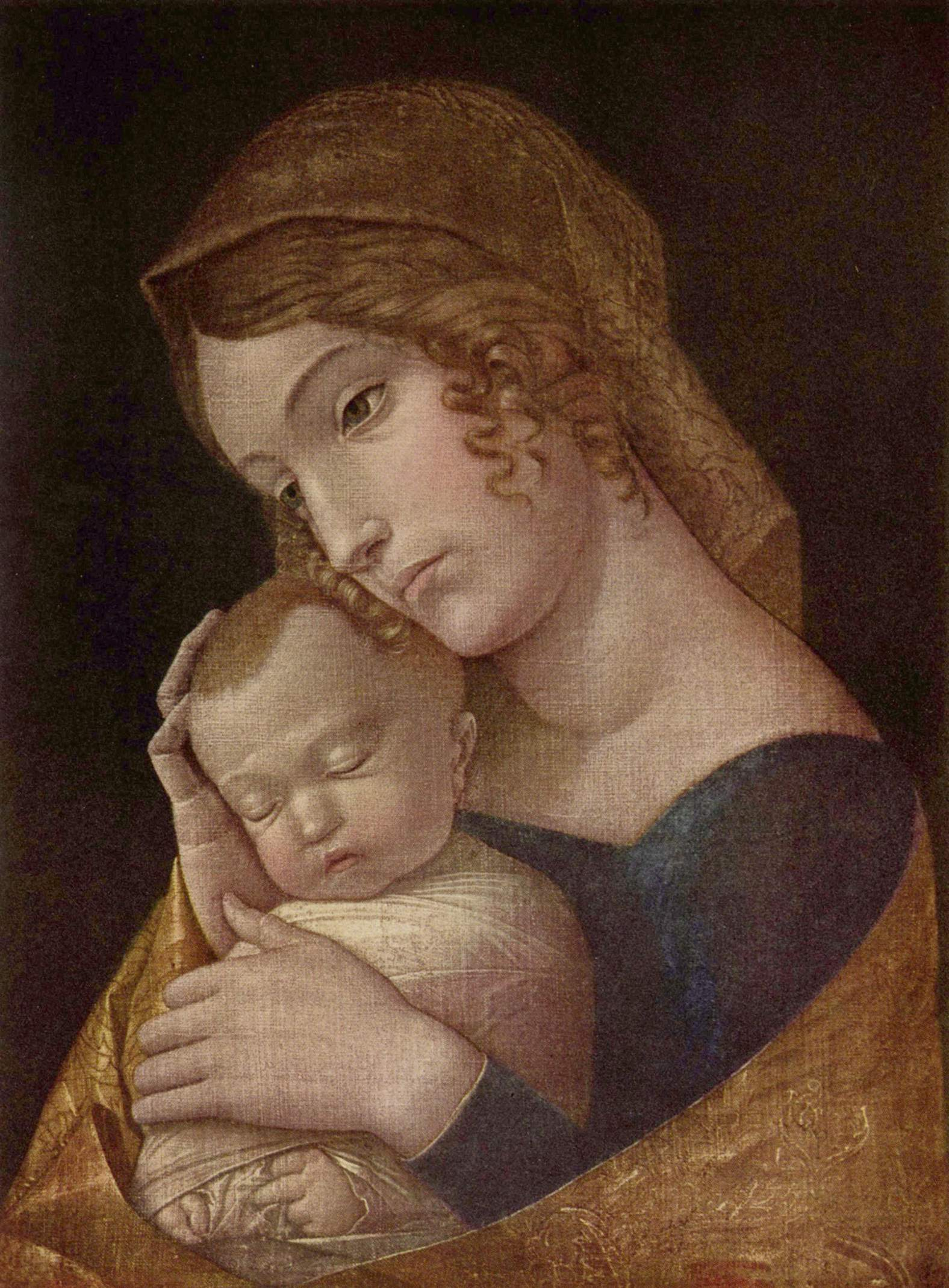
Andrea Mantegna (1431- 1506), Verge amb Nen adormit
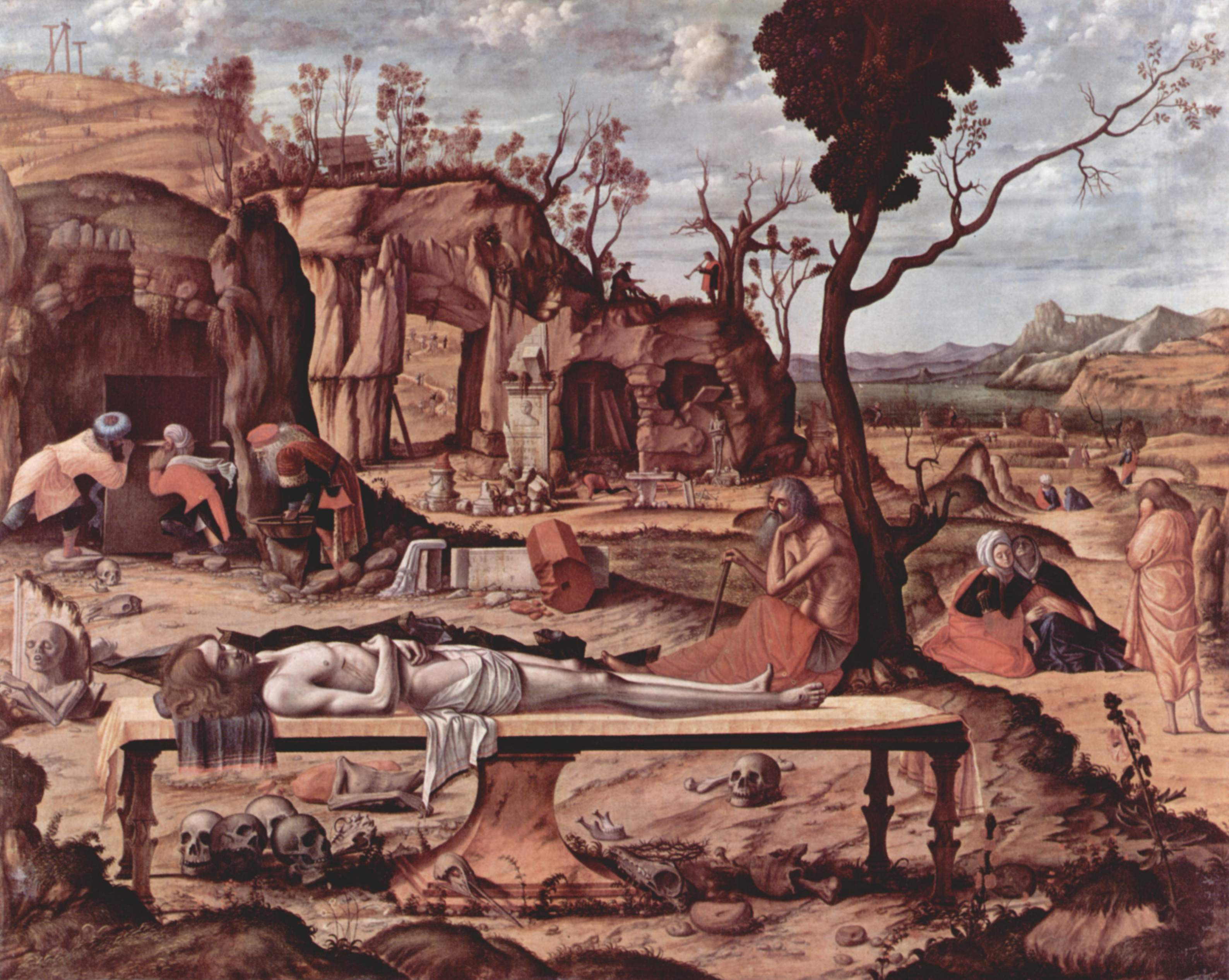
Vittore Carpaccio (1472- 1526), La tomba de Crist
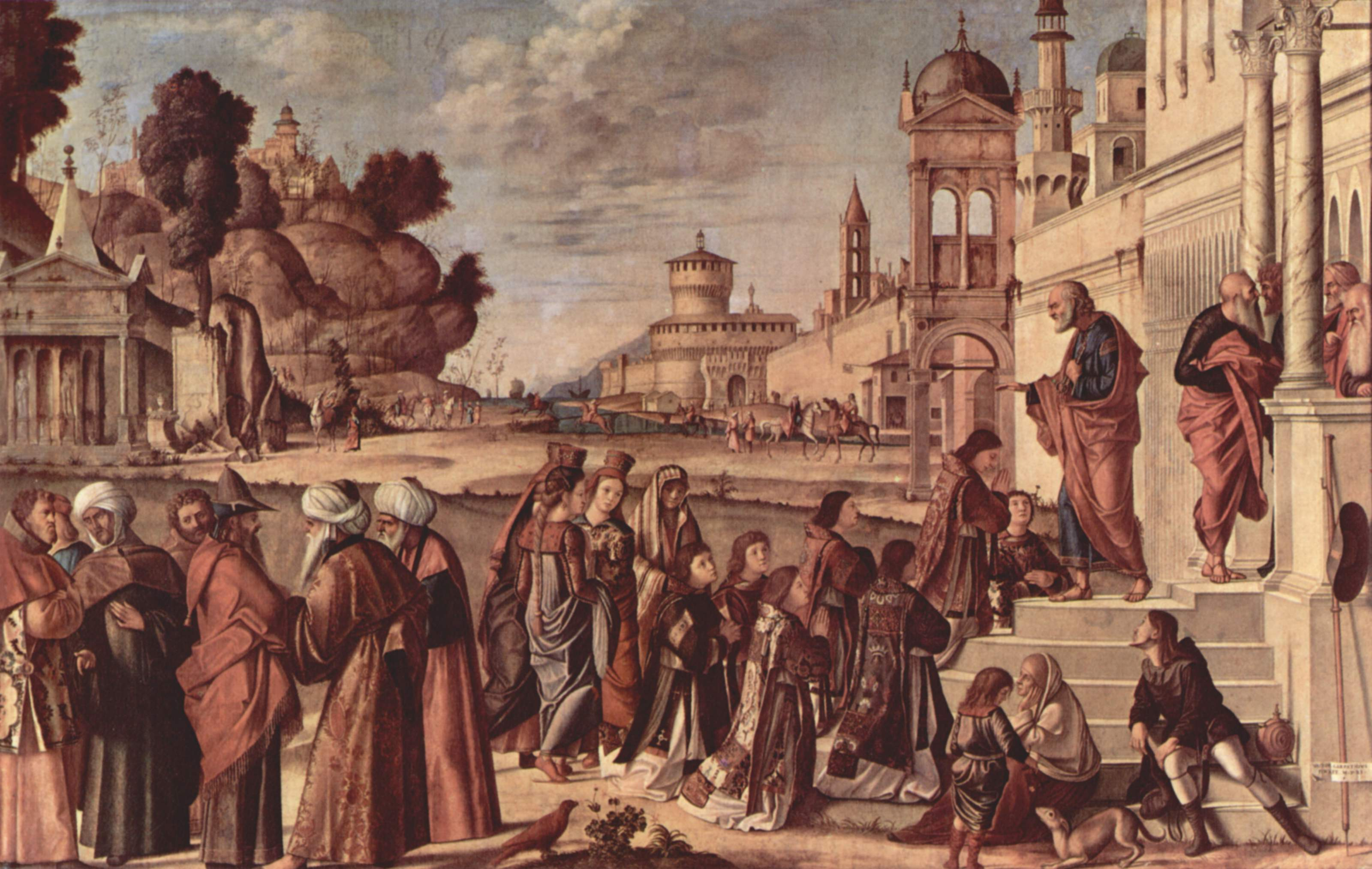
Vittore Carpaccio (1472- 1526), La confirmació de Sant Esteve
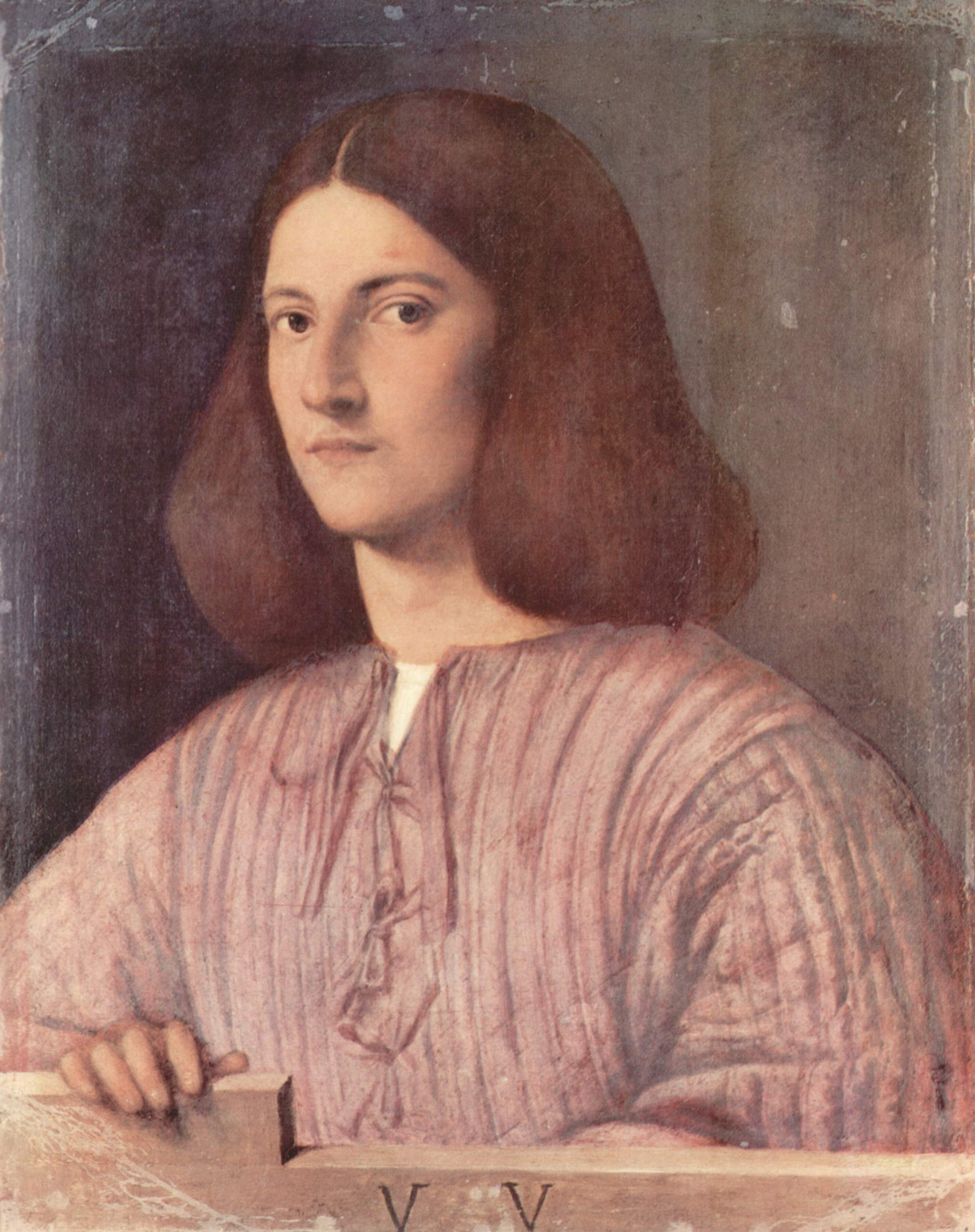
Giorgione (1477- 1510), Retrat d'home jove
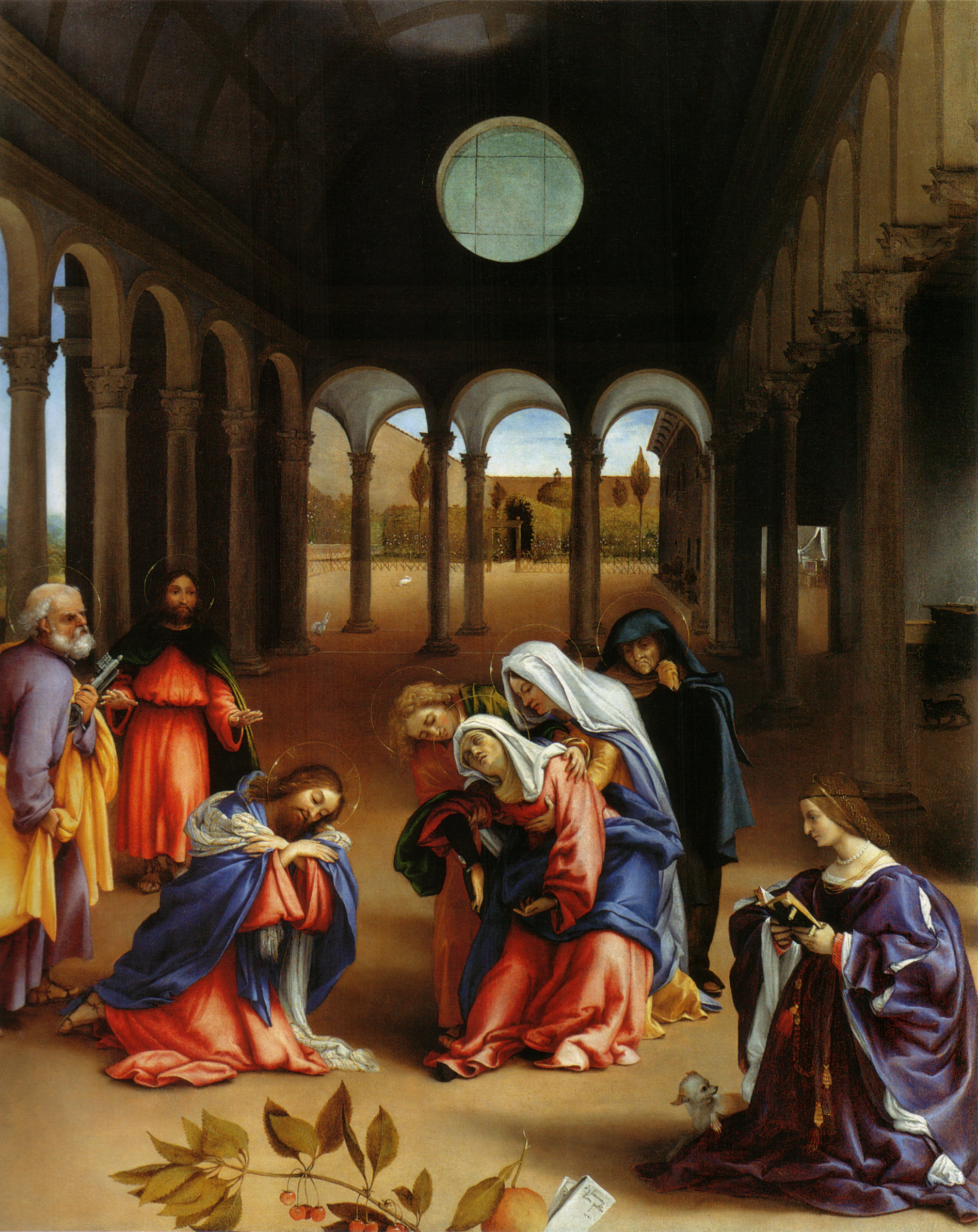
Lorenzo Lotto (1480- 1556), L'Adéu de Crist a la seva Mare
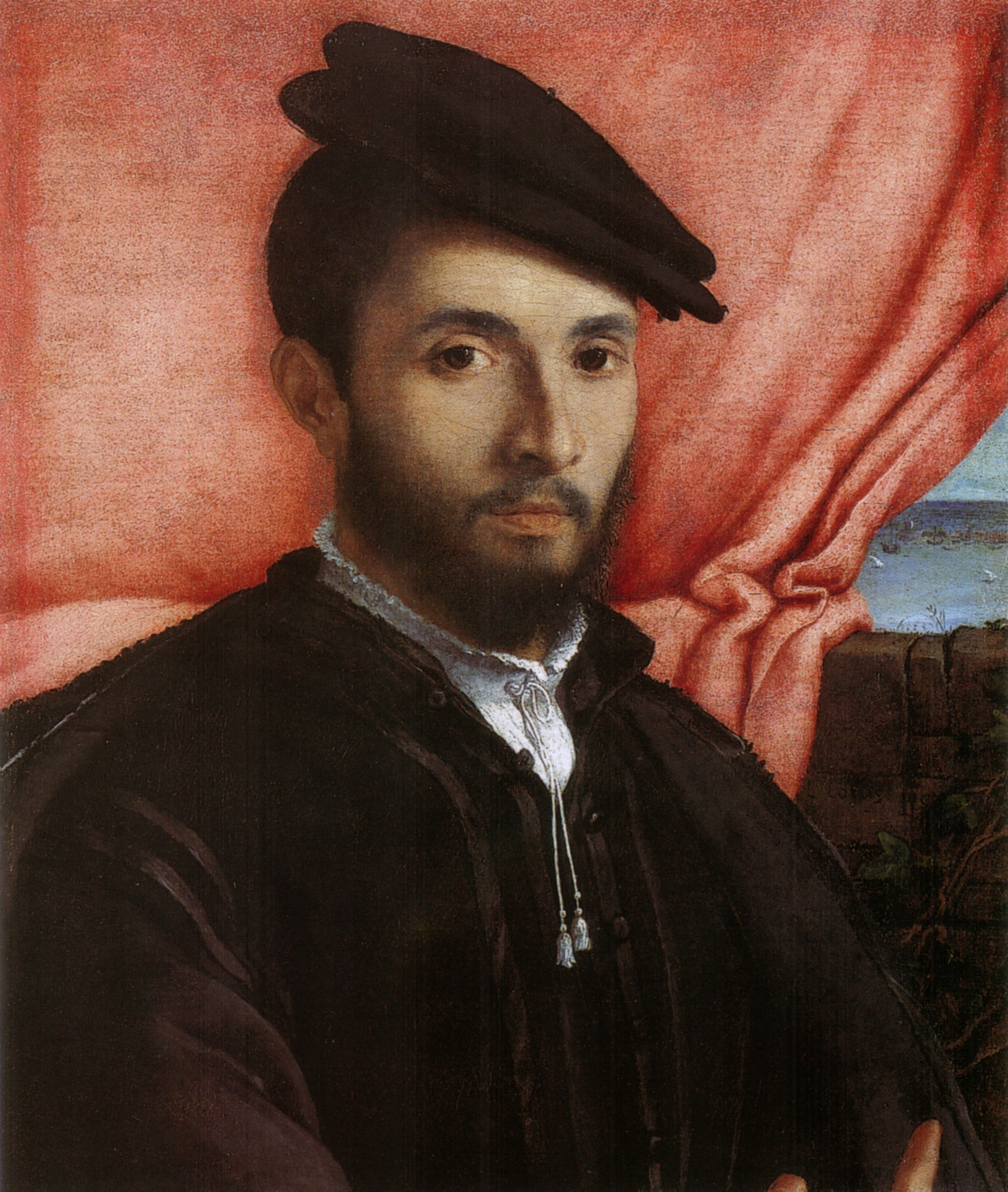
Lorenzo Lotto (1480- 1556), Retrat d'home jove
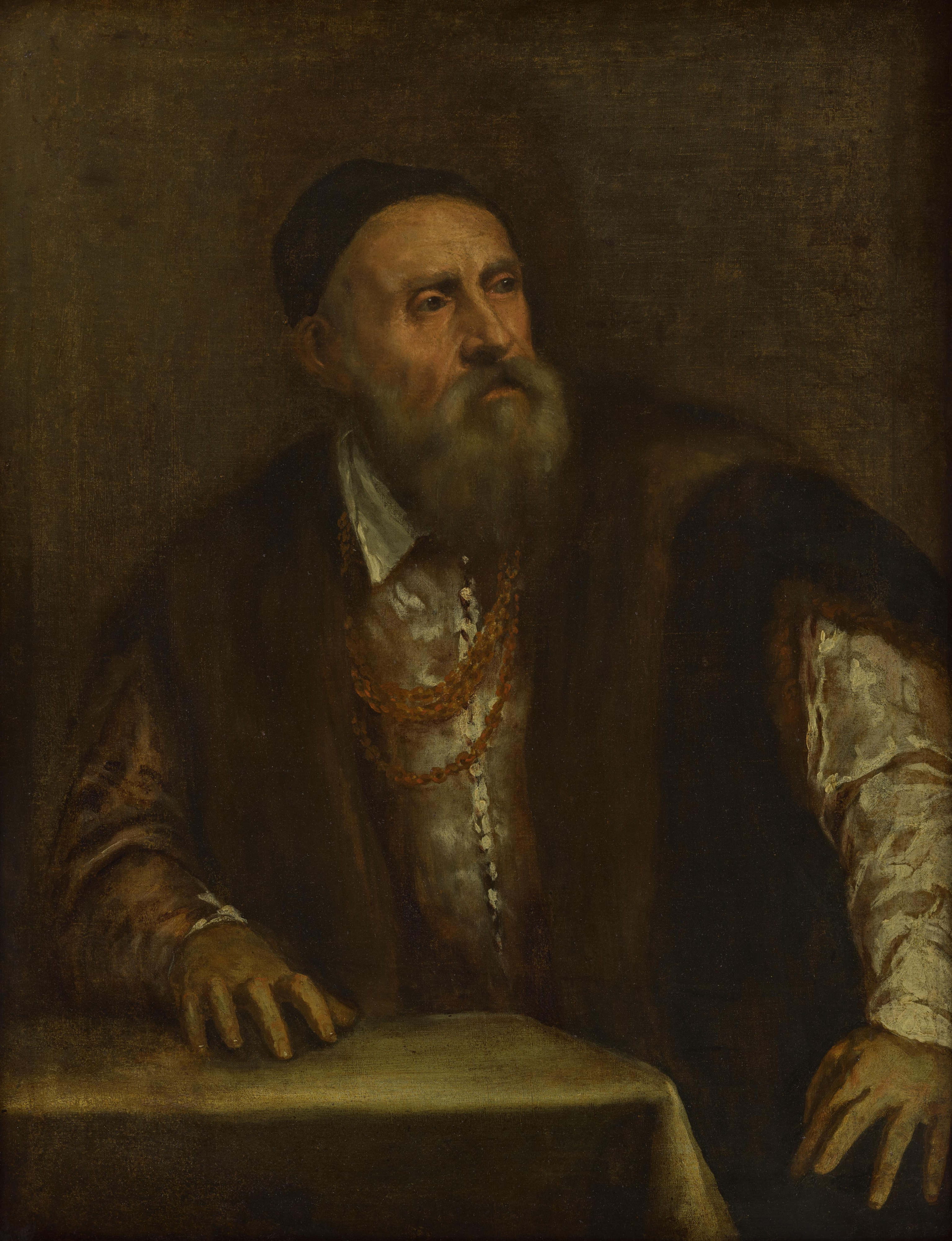
Titien (1490- 1576), Autoretrat
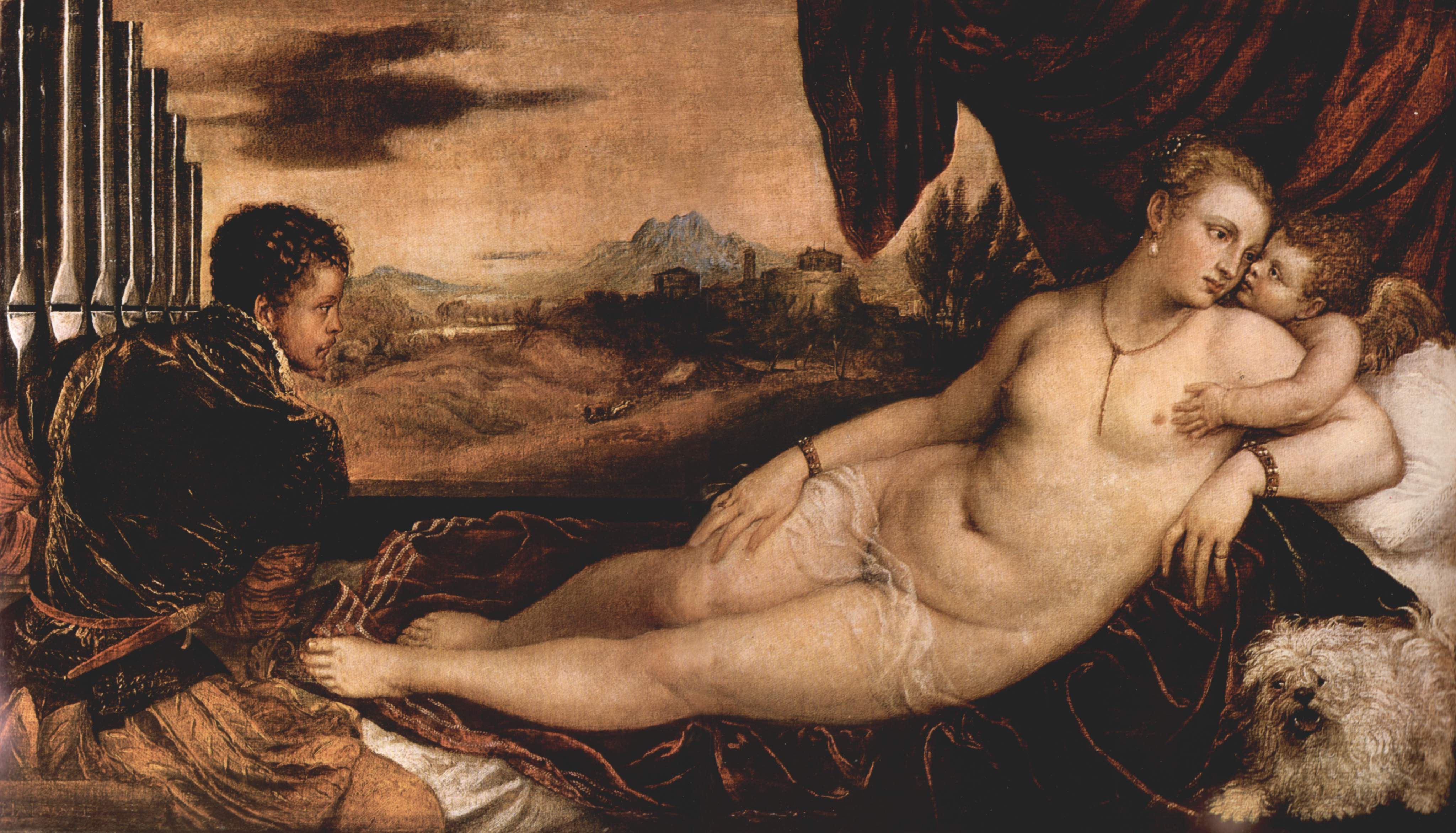
Titien (1490- 1576), Venus a l'organista

#### Itàlia del Nord

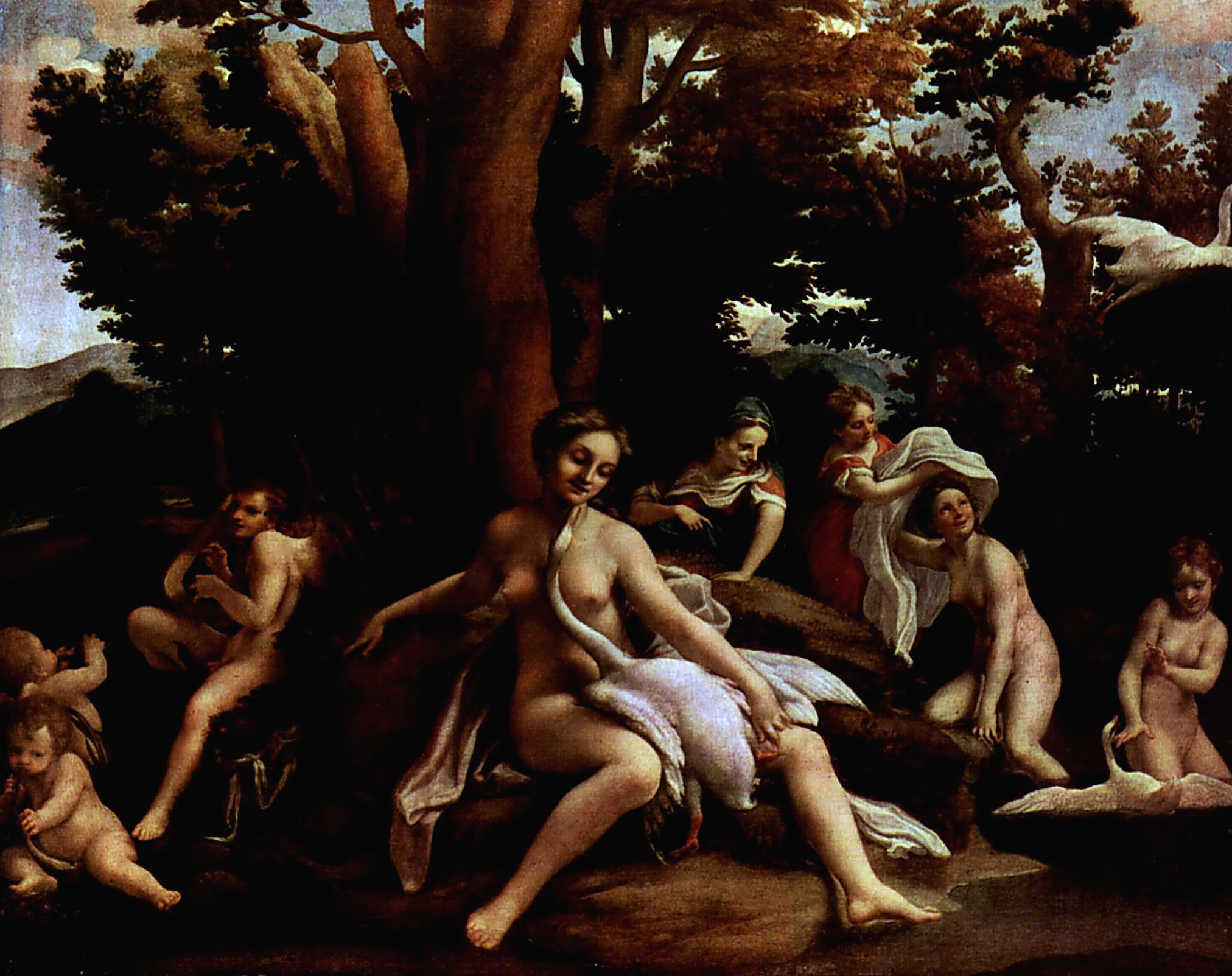
El Corrège (1490- 1534), Leda i el cigne
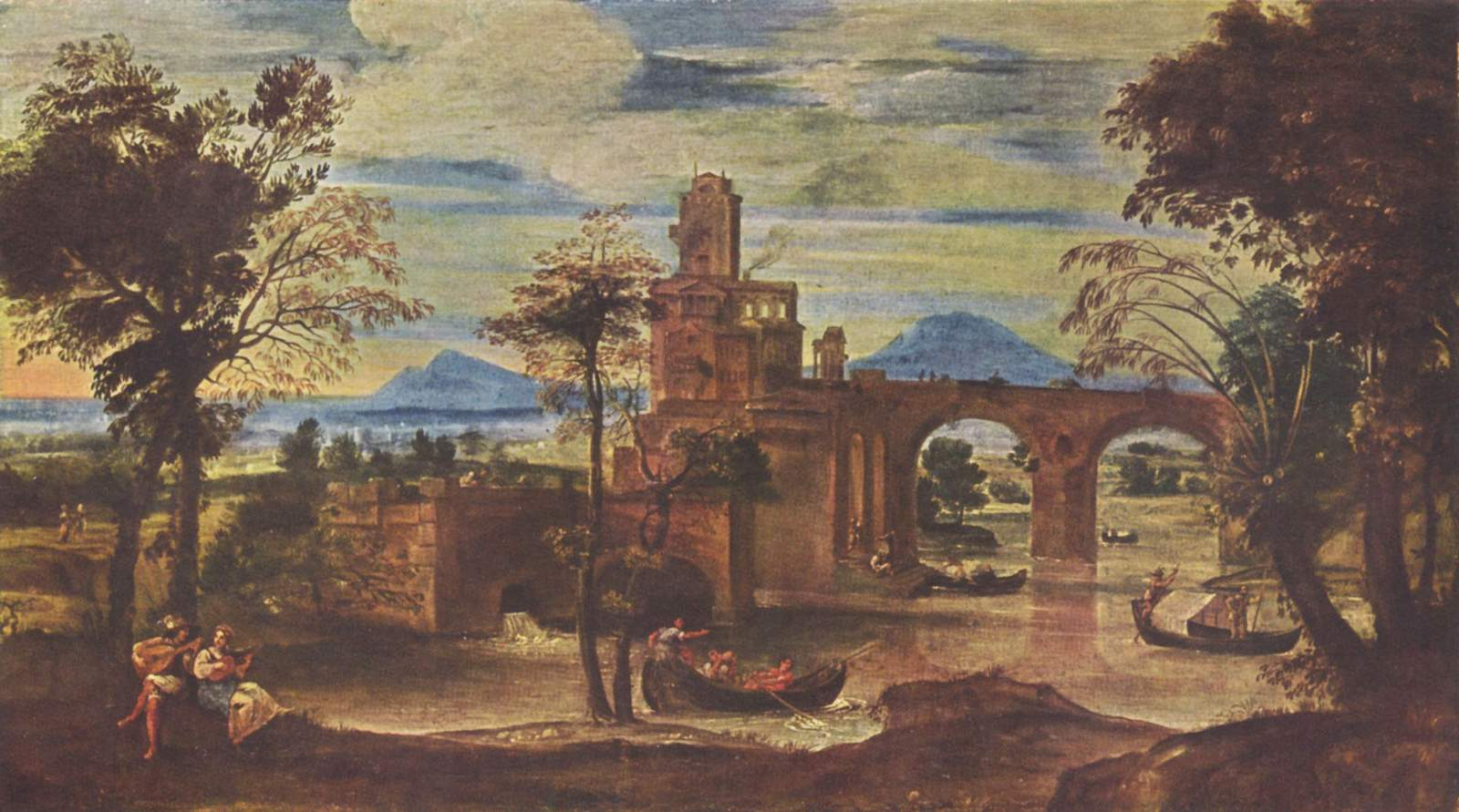
Annibale Carracci (1560- 1609), Riu en el camp romà

#### Itàlia del Sud

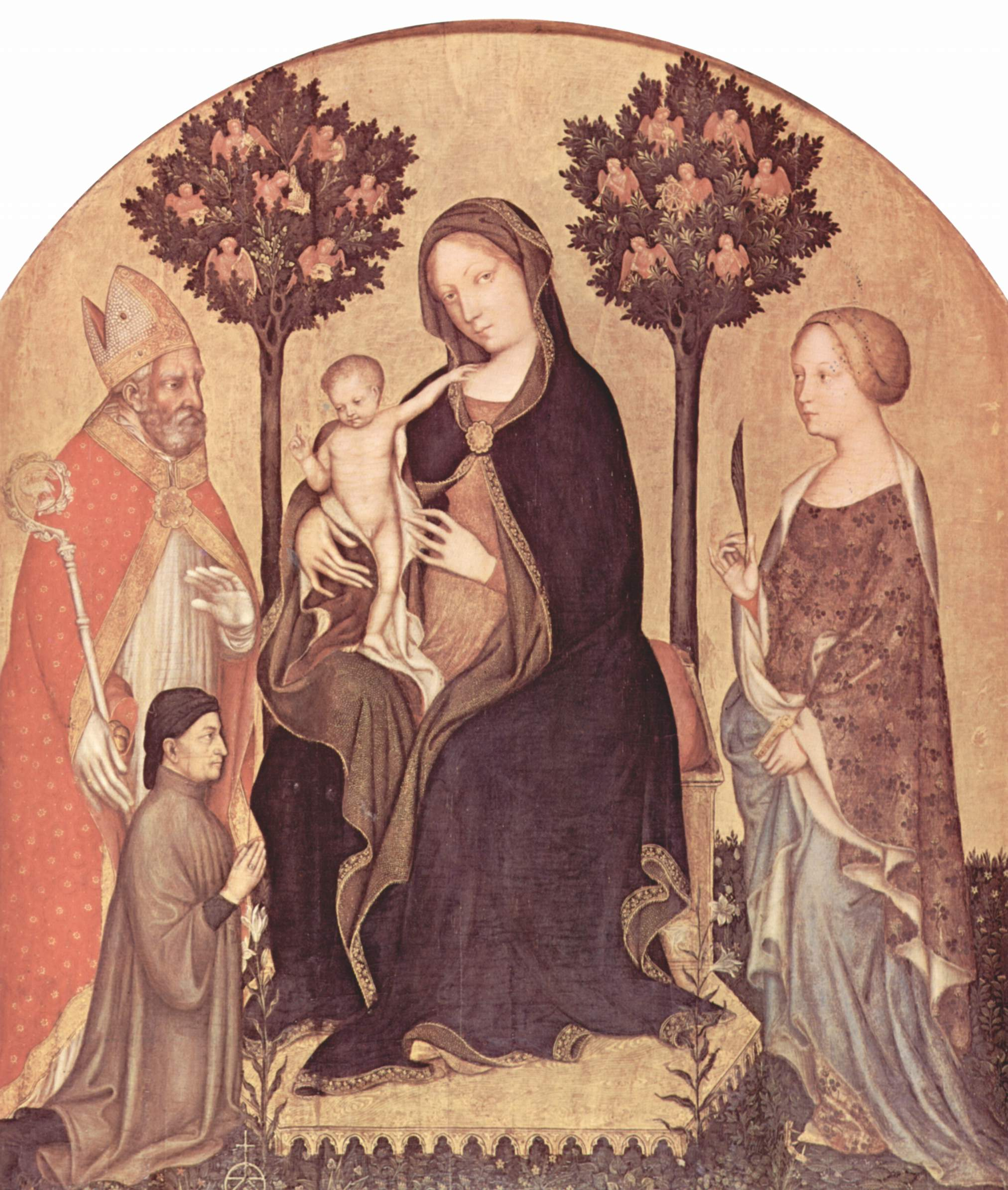
Gentile Da Fabriano (1370- 1427), Verge regnant envoltada de dos sants.
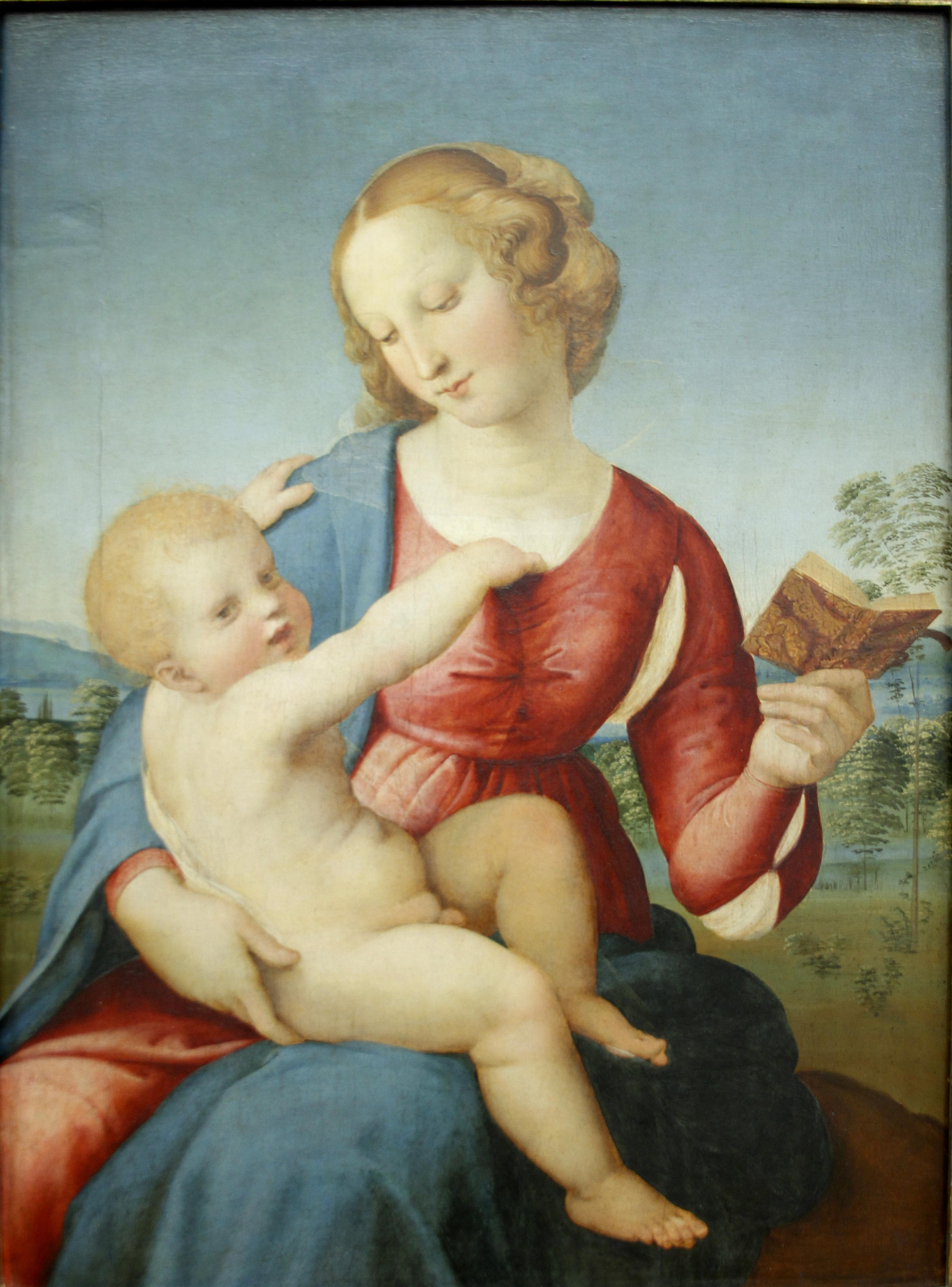
Raphaël (1483- 1520), Madonna de Casa Colonna
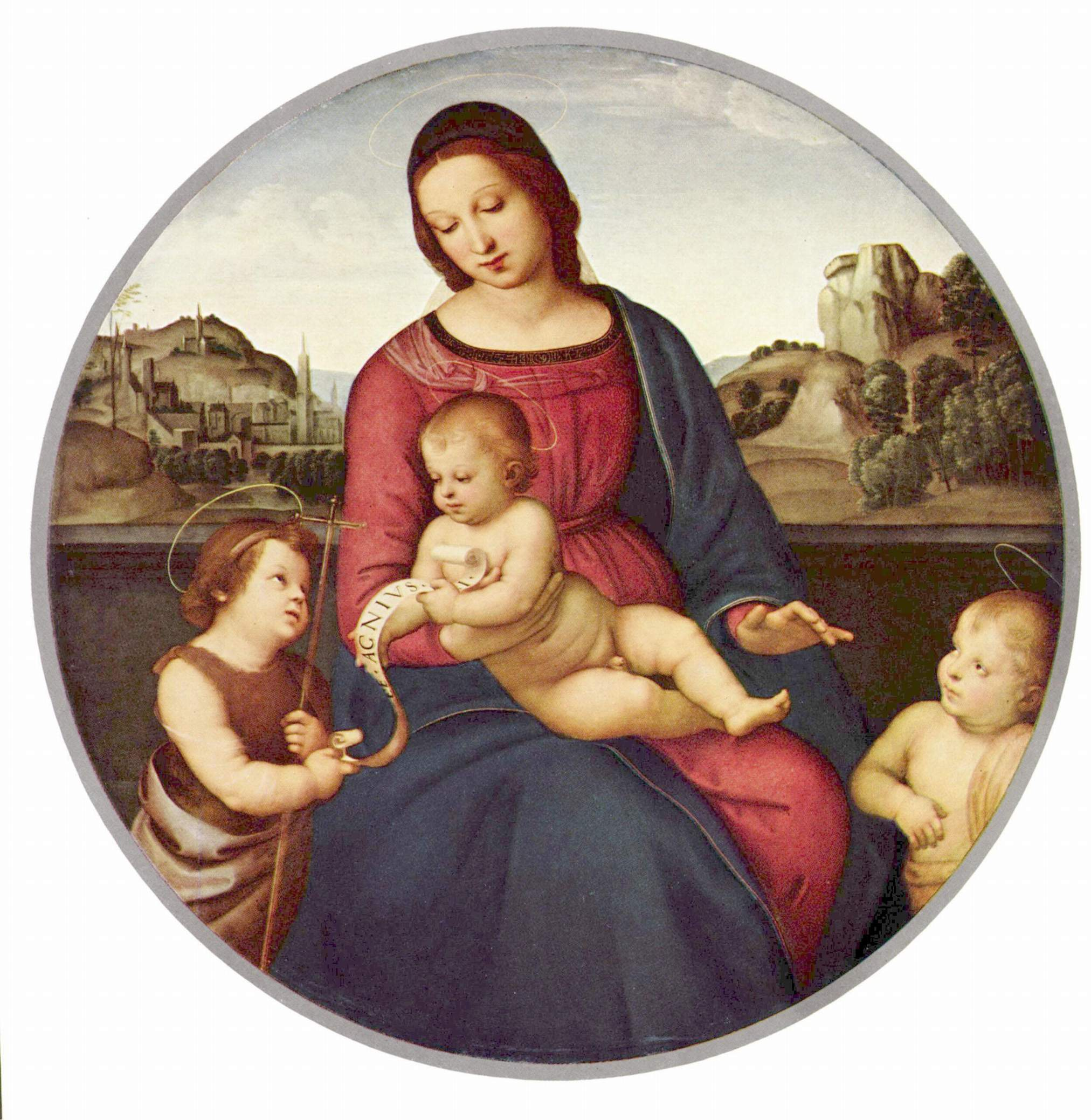
Raphaël (1483- 1520), Verge amb Nen amb Sant Joan Baptista

### Elseglexvii

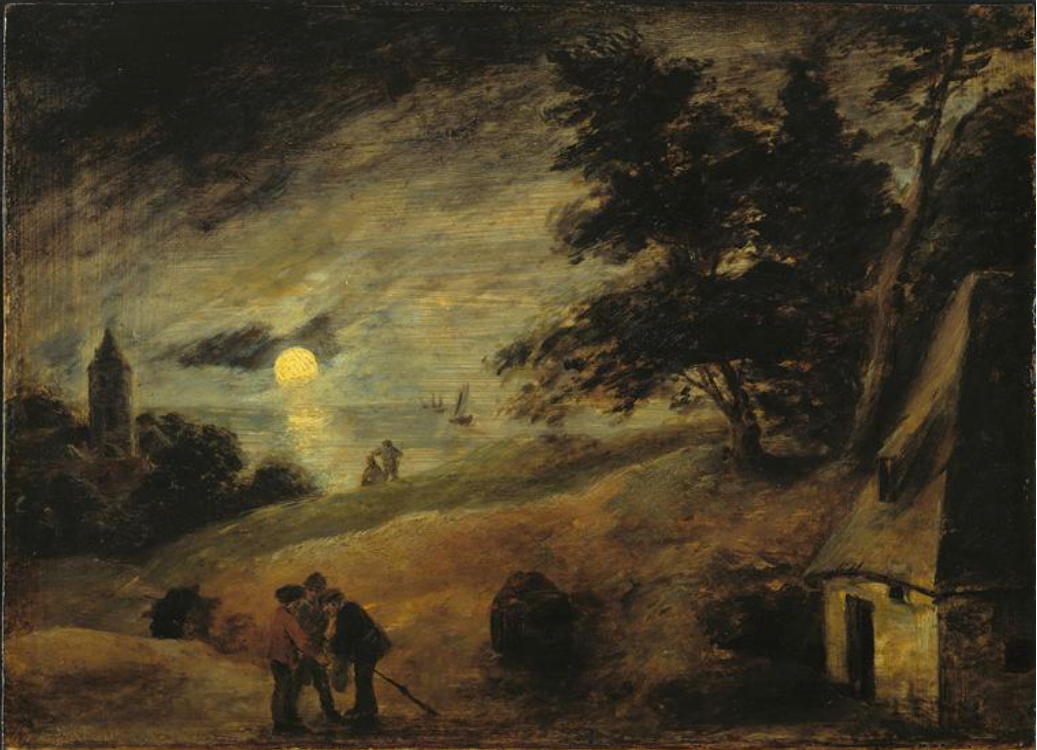
Adriaen Brouwer (1605- 1638), Dunes sota la lluna
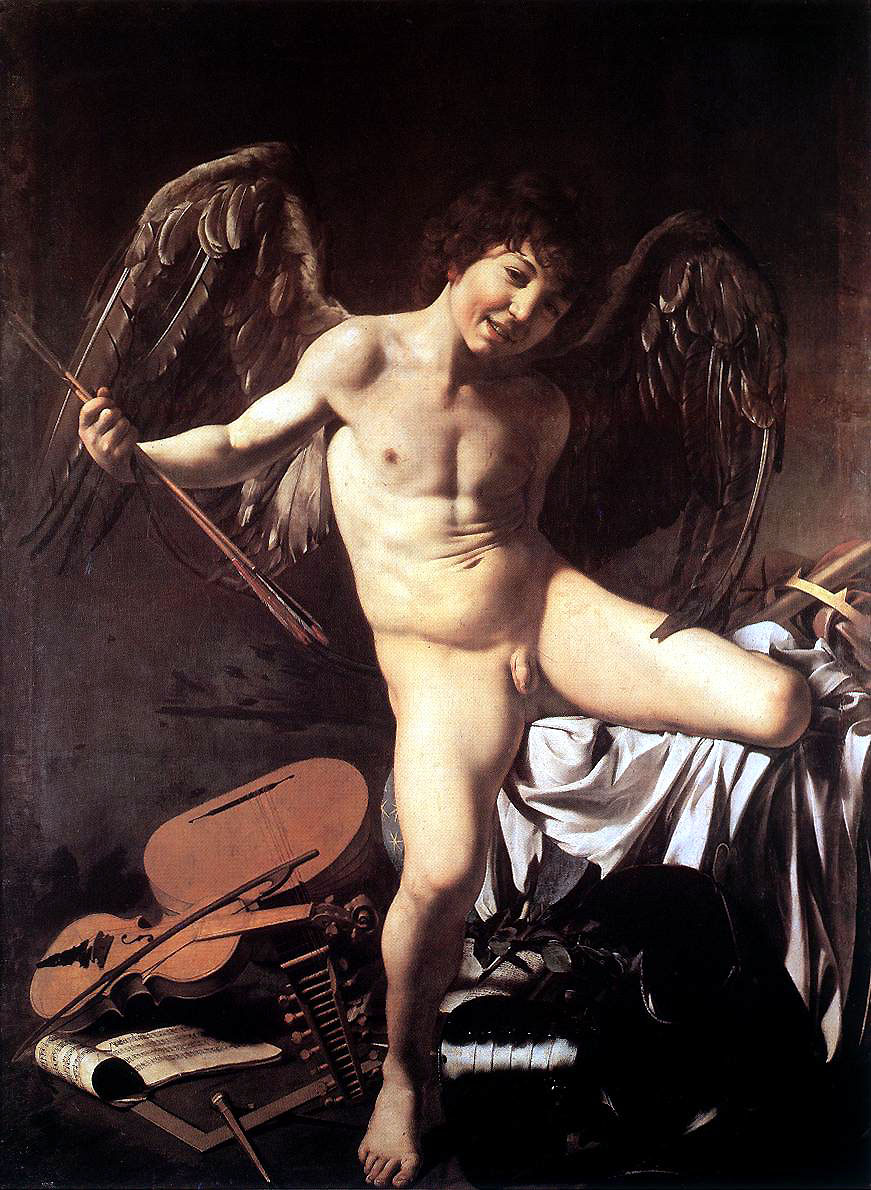
Caravaggio (1573- 1610), L'amor victoriós
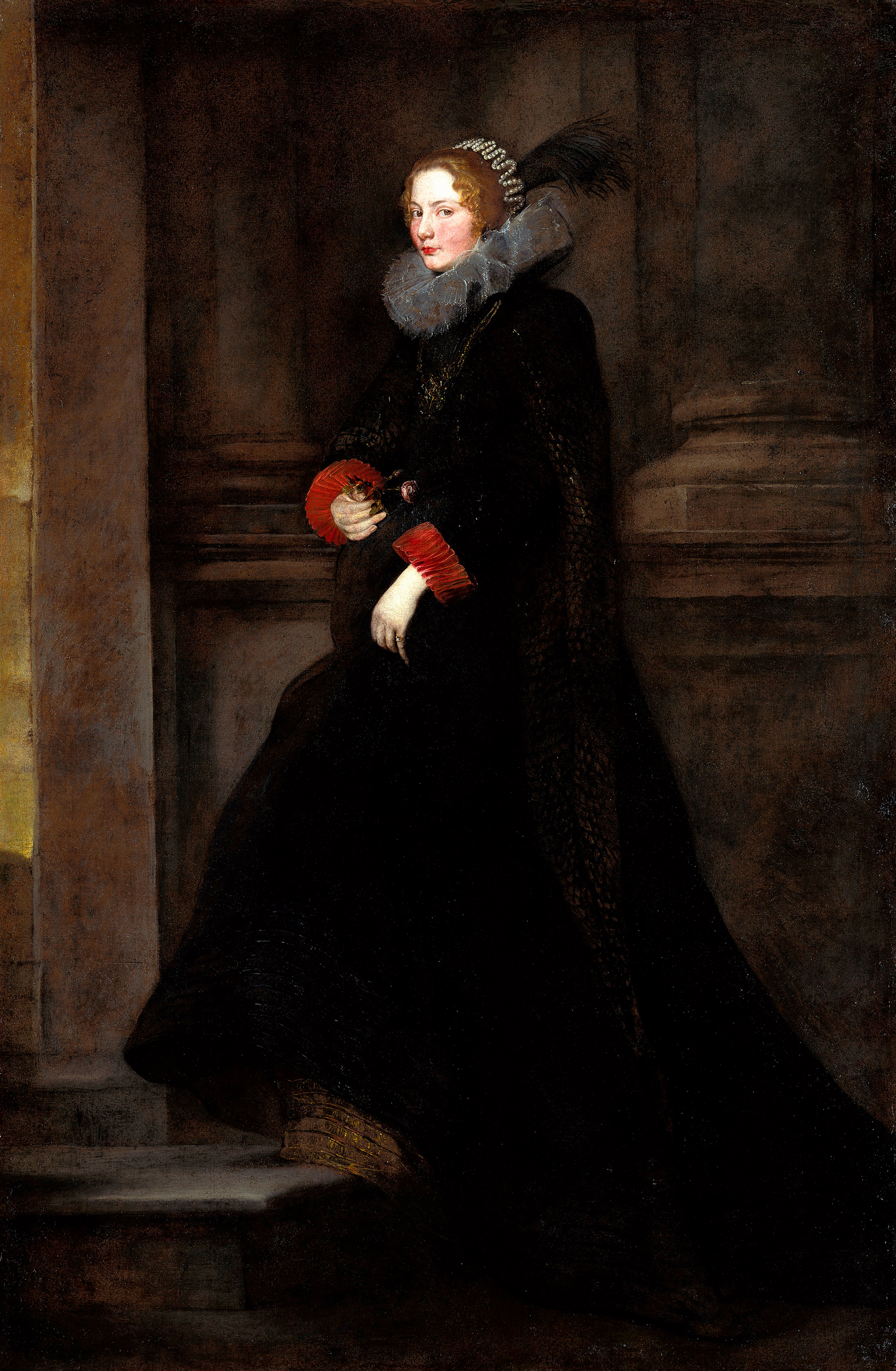
Anton van Dyck (1599- 1641), Retrat de la Marquesa Geronima Spinola
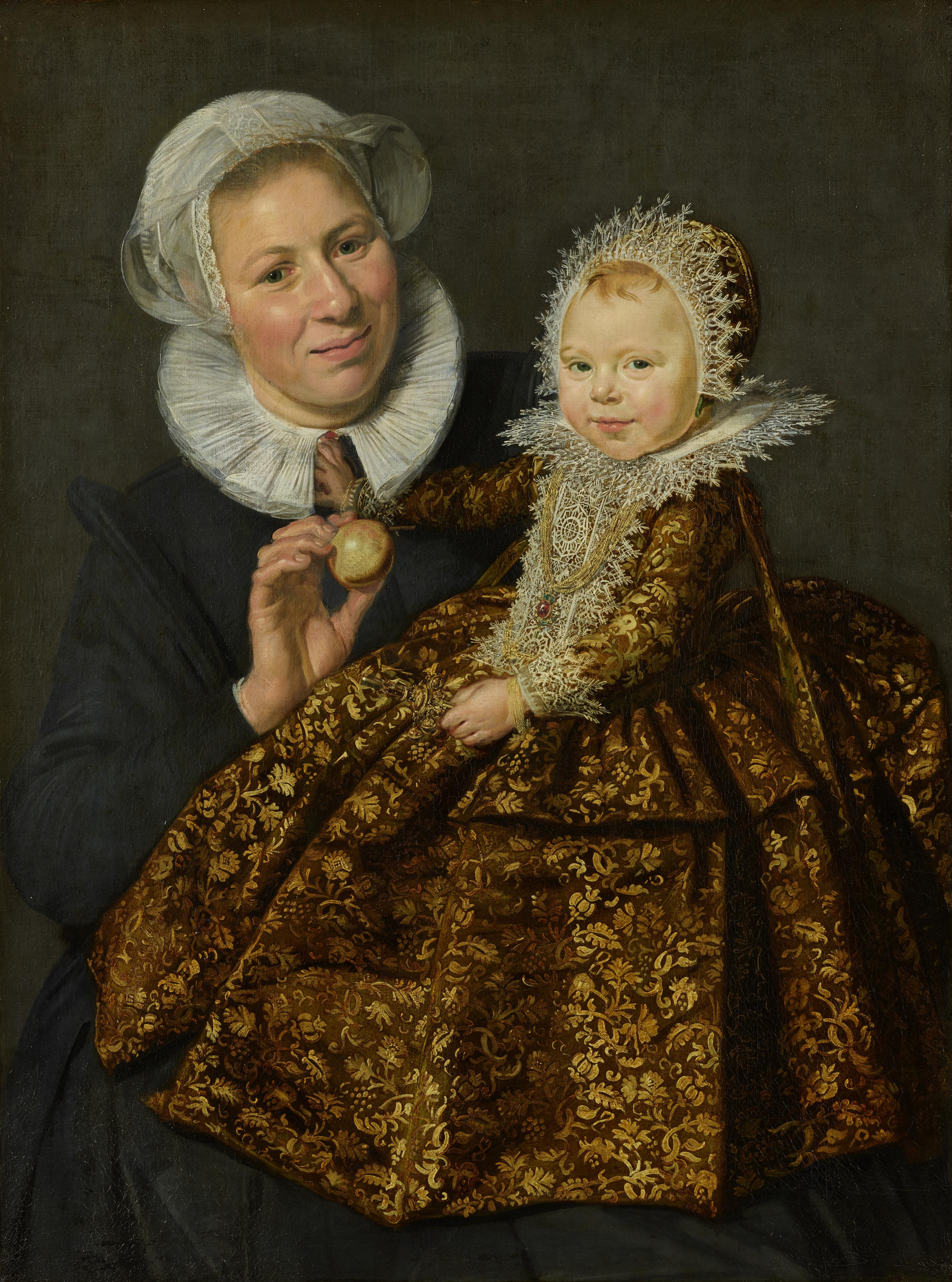
Frans Hals (1580- 1666), Catharina Hooft i la seva dida
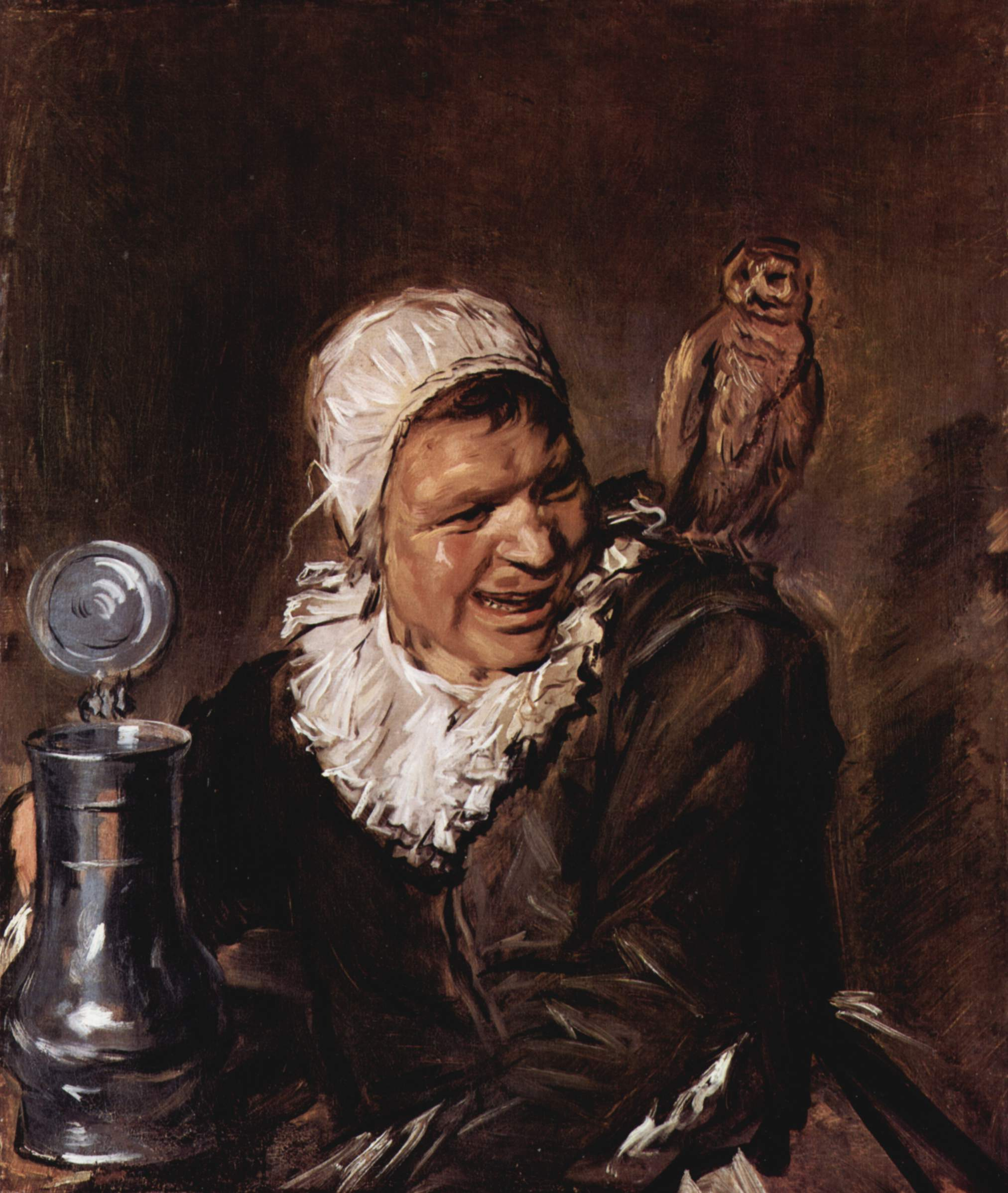
Frans Hals (1580- 1666), Malle Babbe
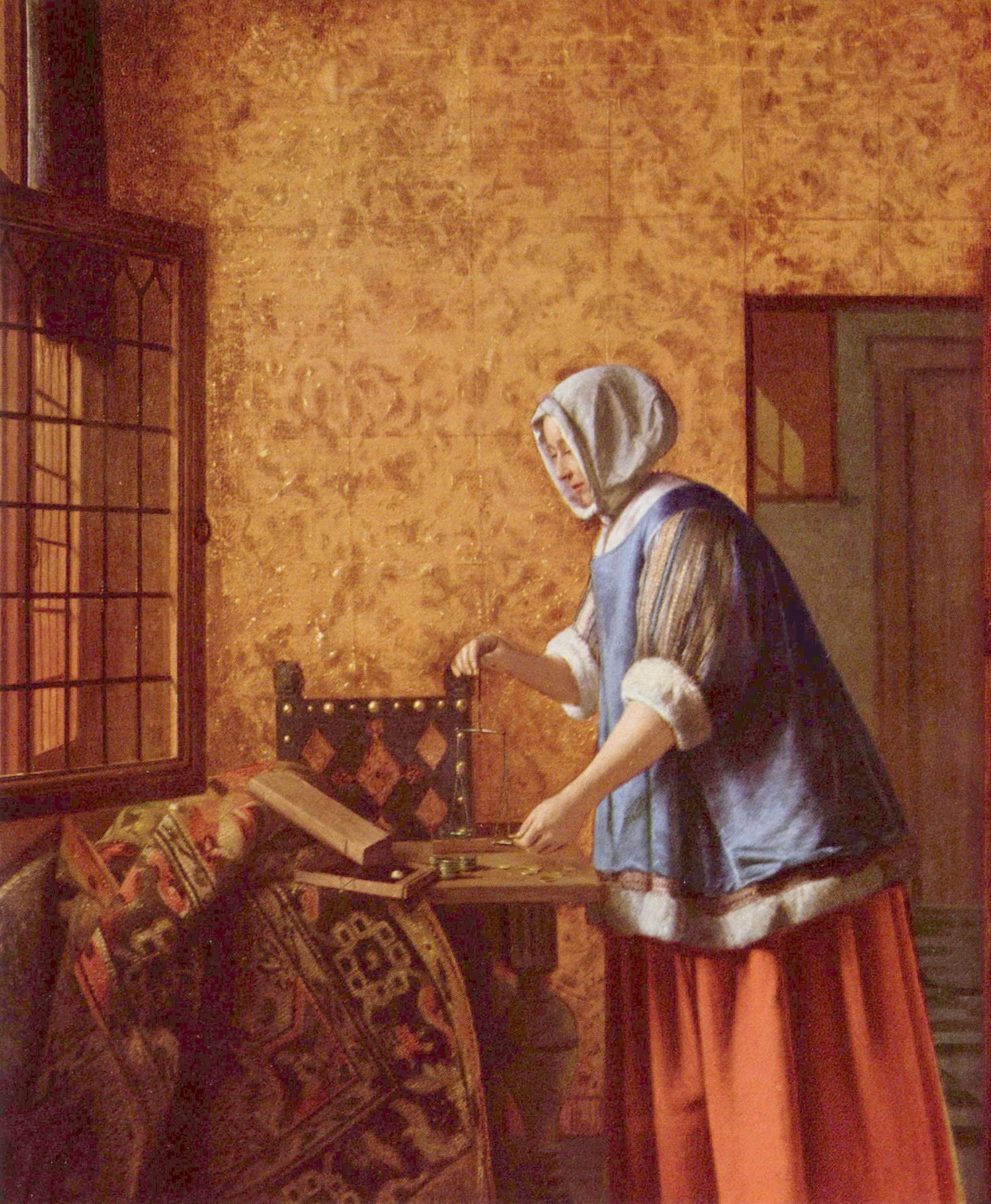
Pieter de Hooch (1629- 1684), Dona pesant or
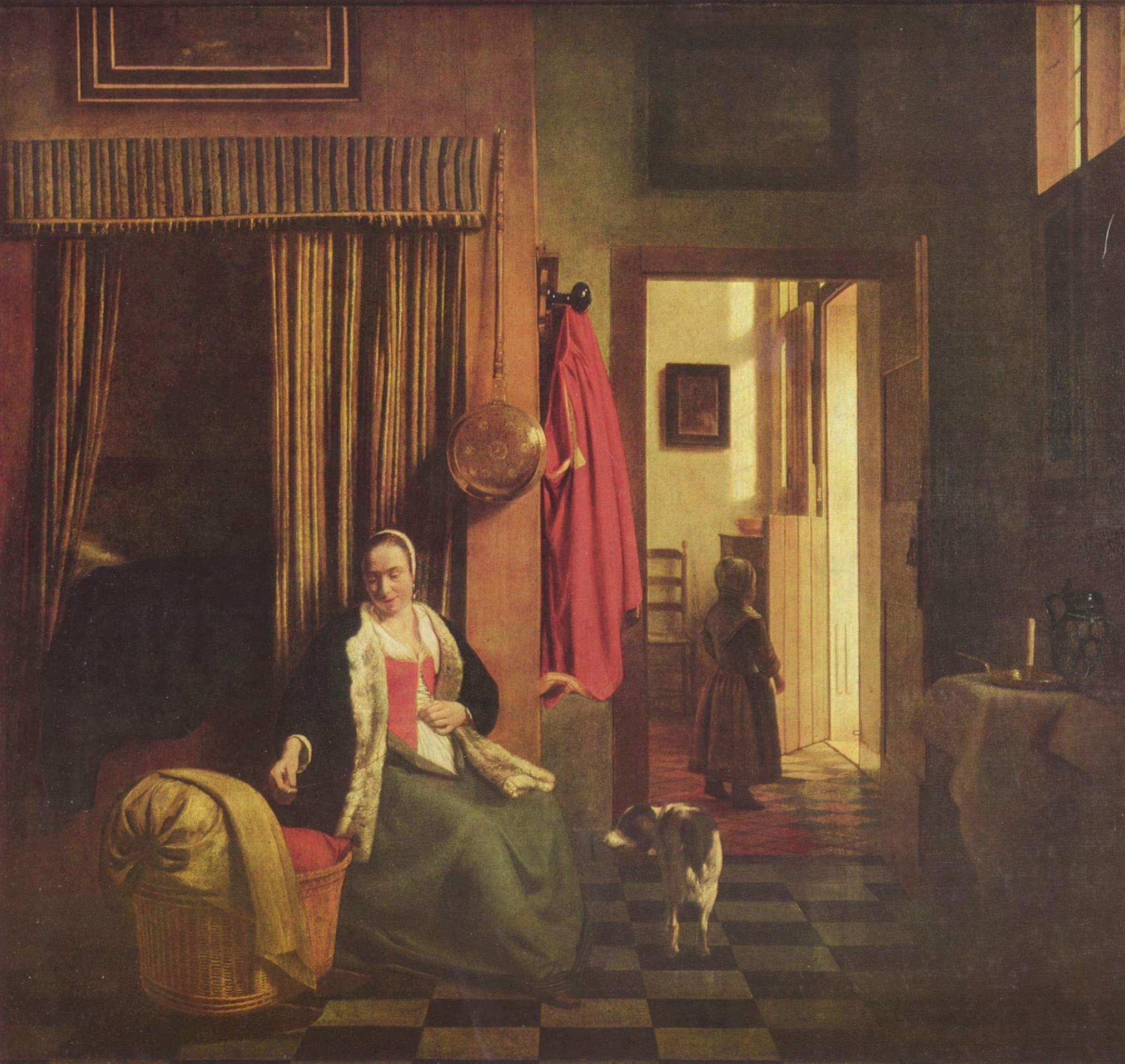
Pieter de Hooch (1629- 1684), La Mare
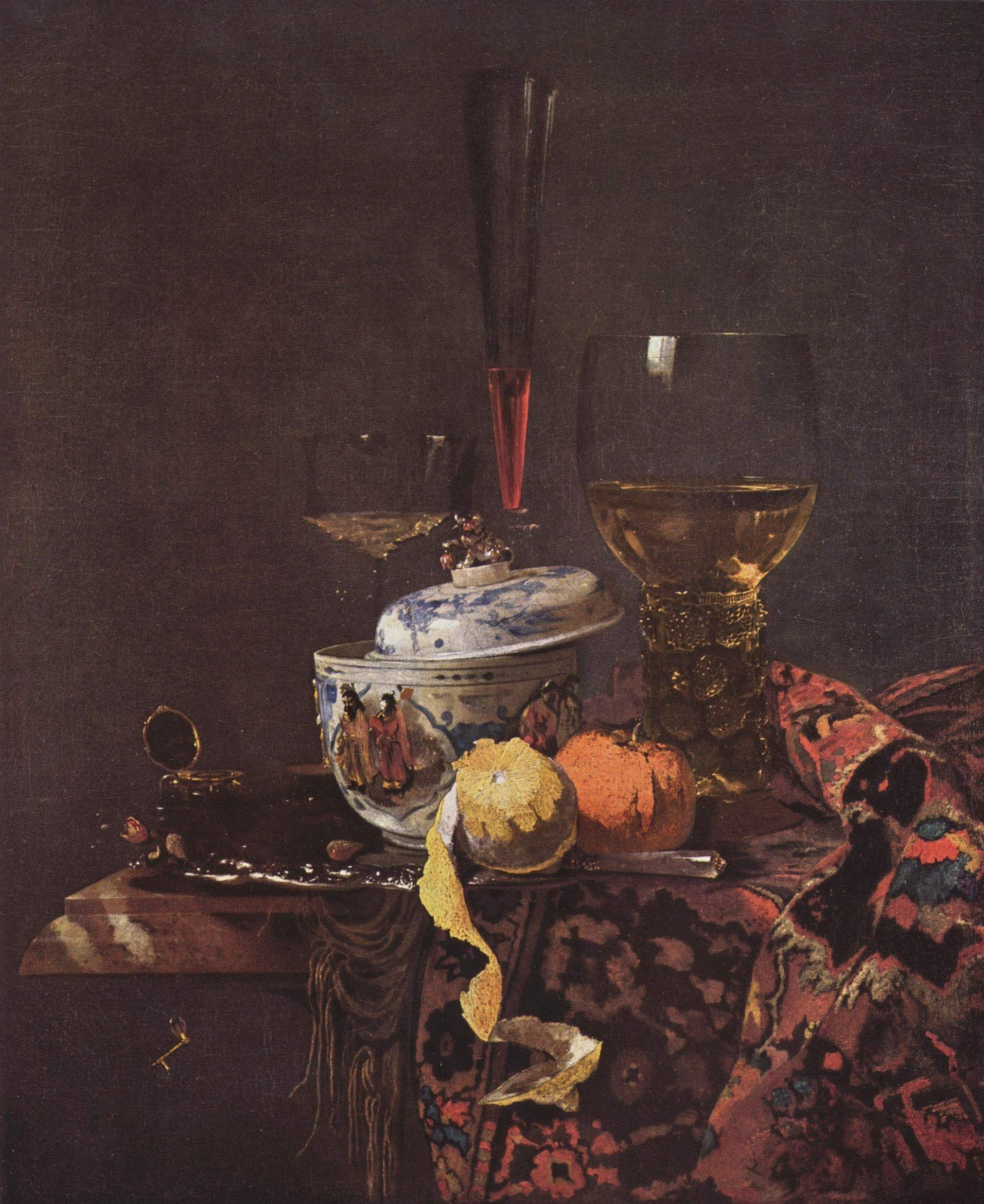
Willem Kalf (1622- 1693), Naturala morta amb una terrina xinesa
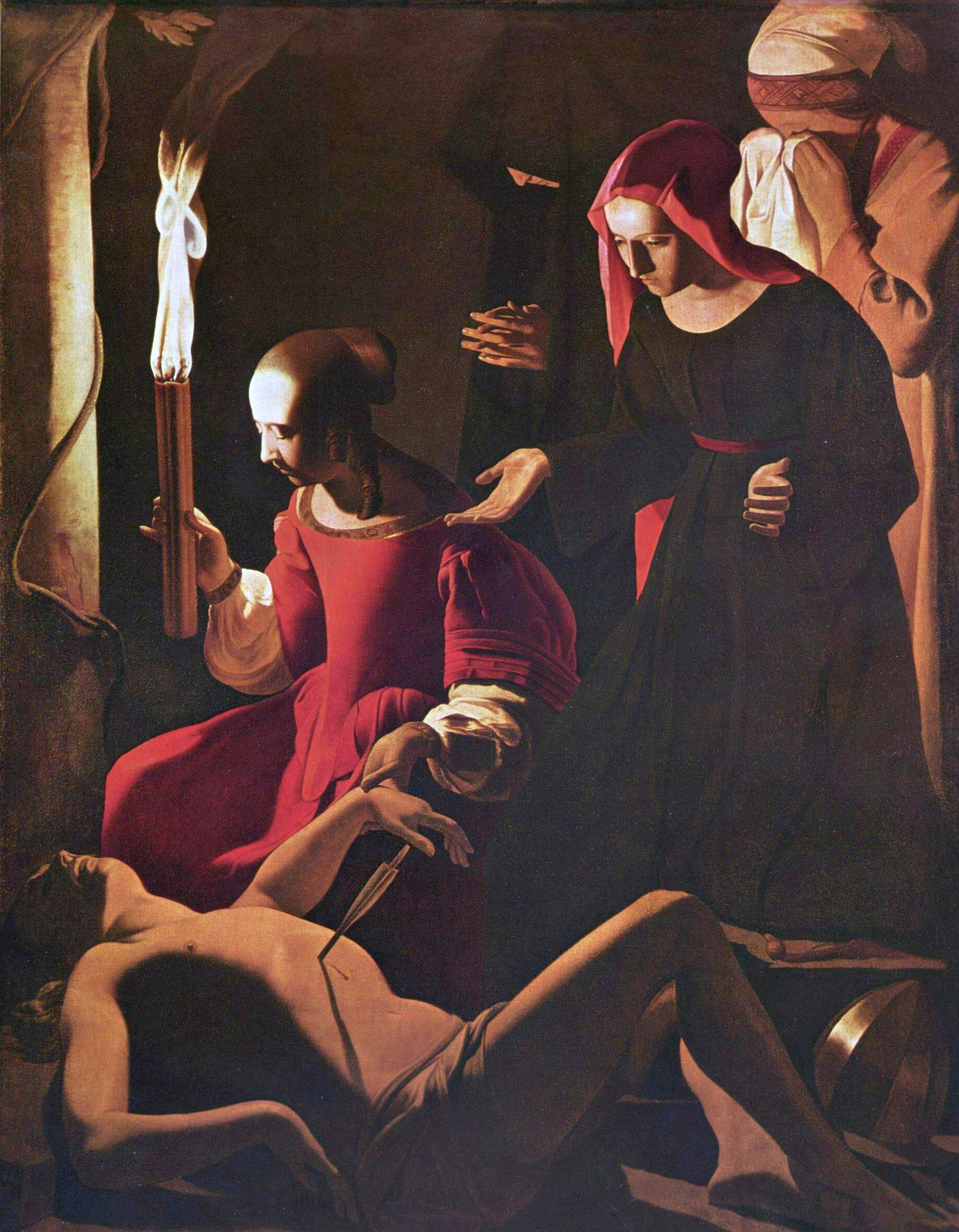
Georges De La Torre (1593- 1652), El Descobriment de sant Sebastià
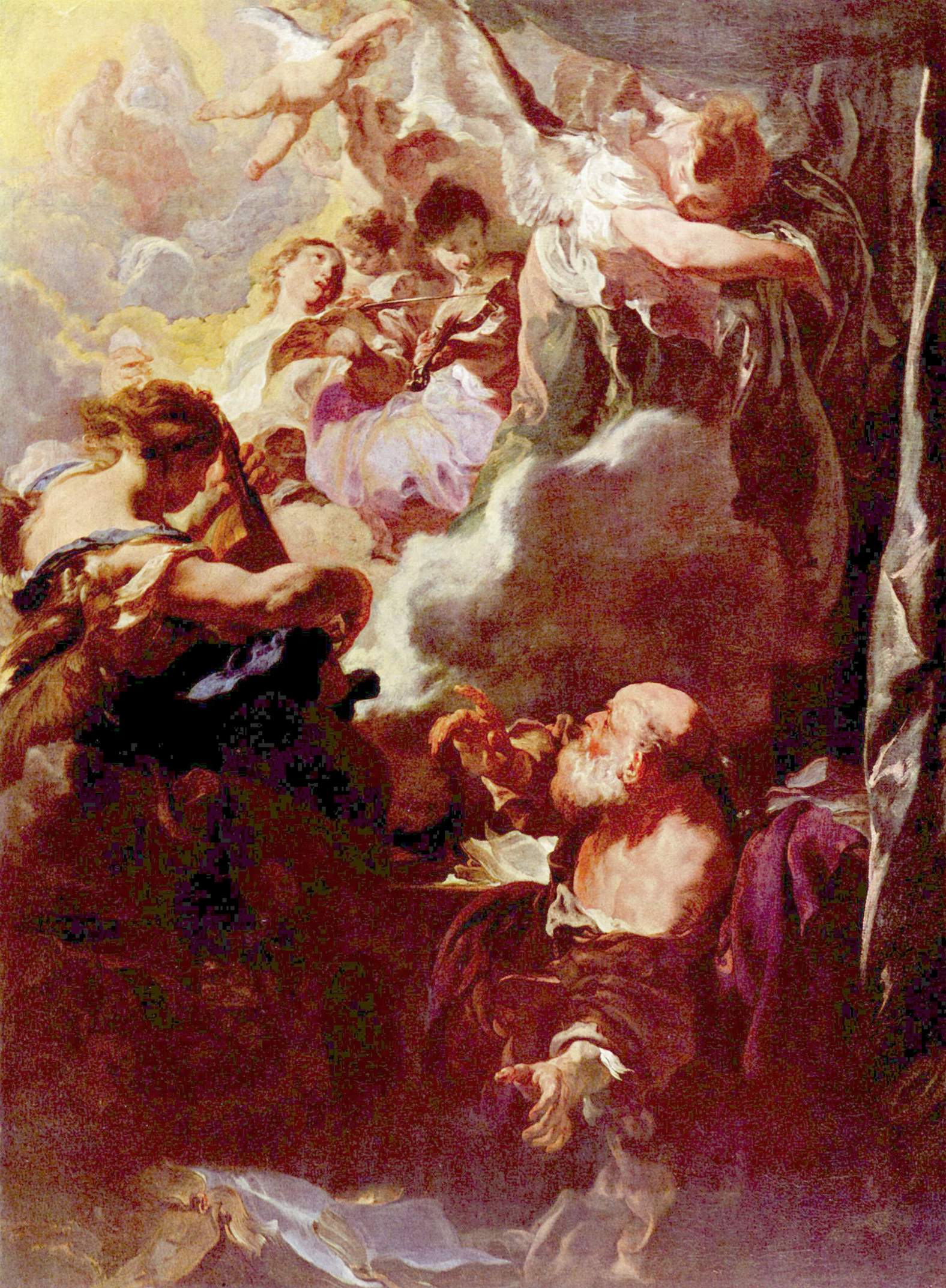
Johann Liss L'Èxtasi de sant Pau
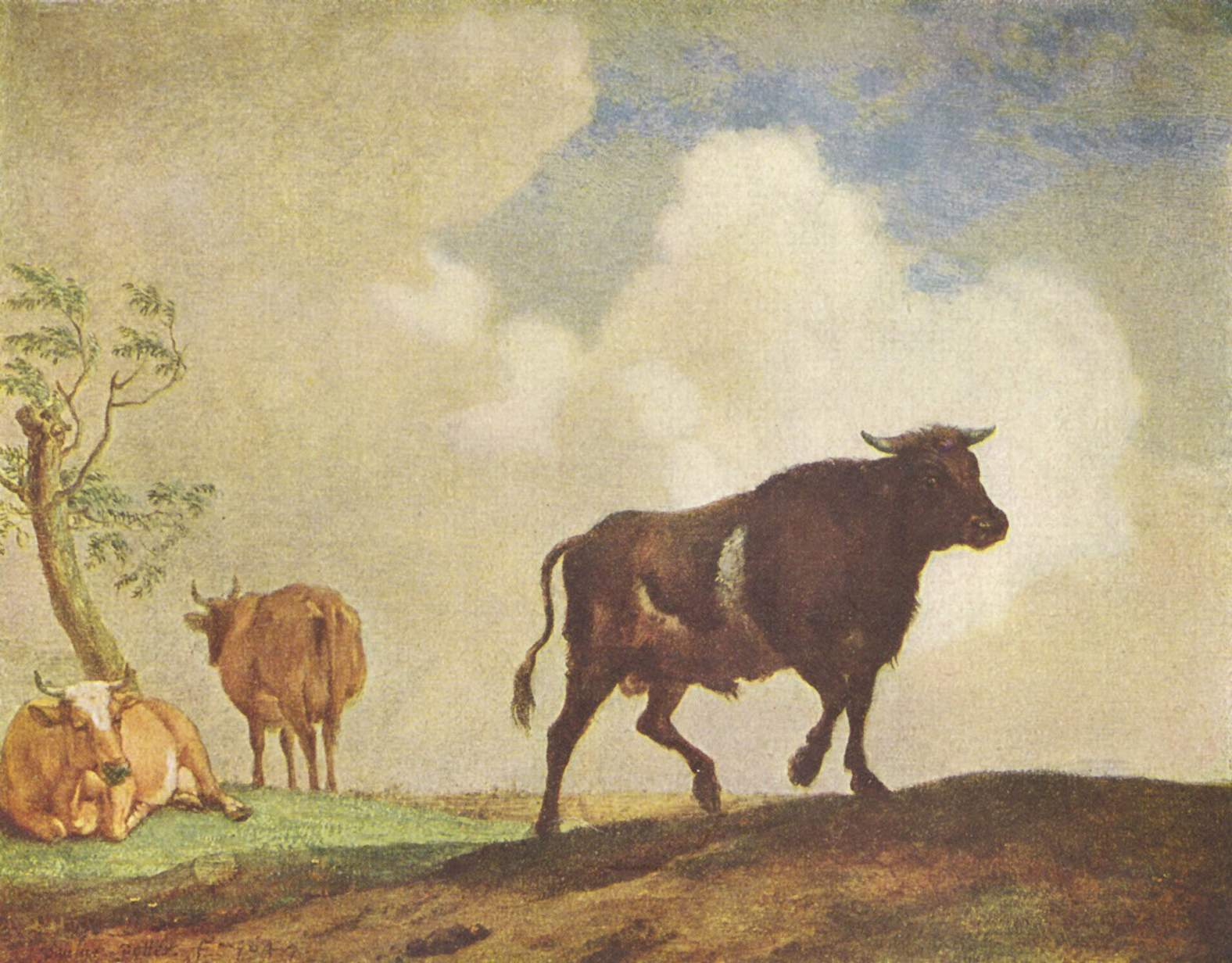
Paulus Potter Vaca i Toro
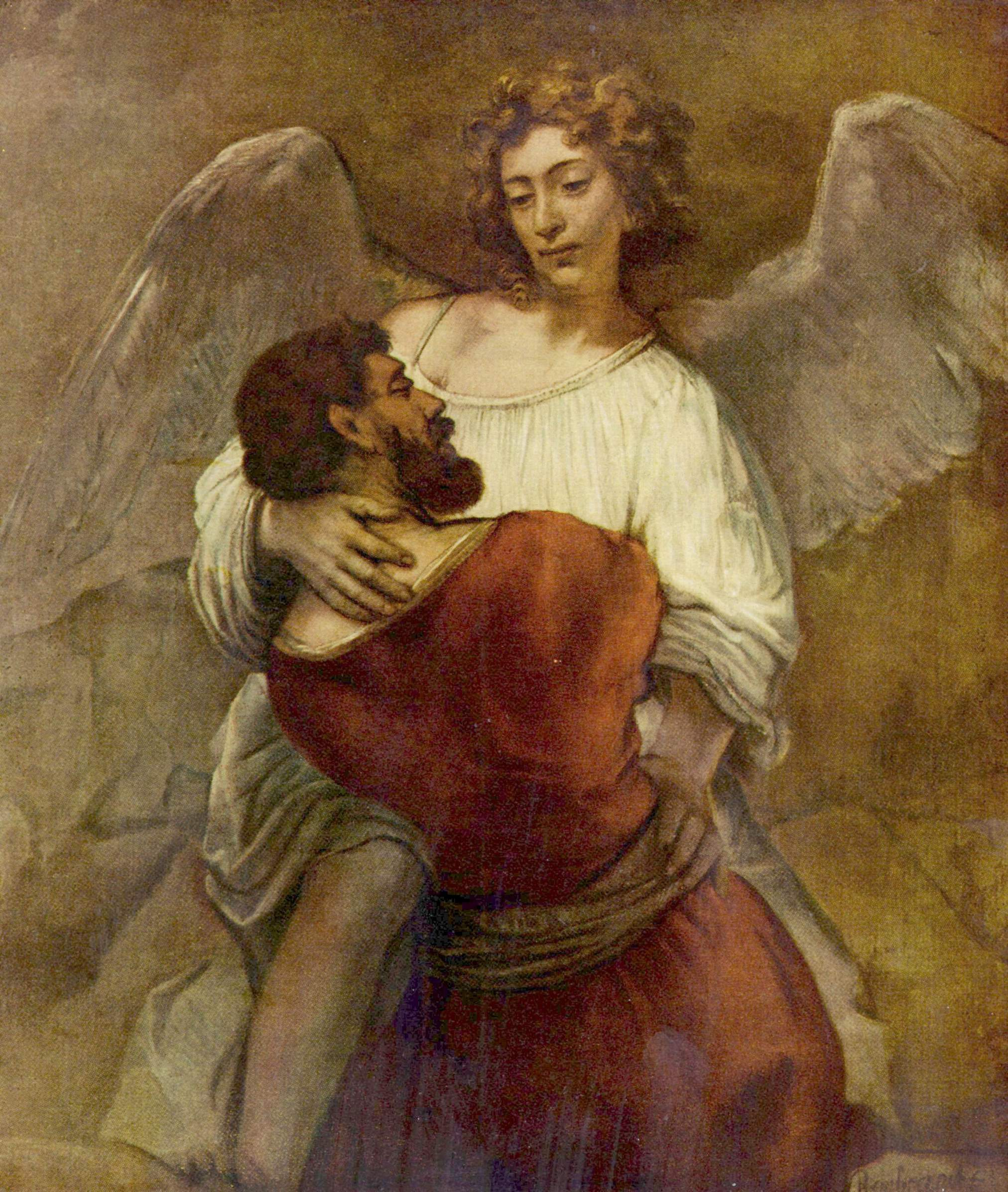
Rembrandt van Rijn (1606- 1669), Lluita de Jacob amb l'àngel
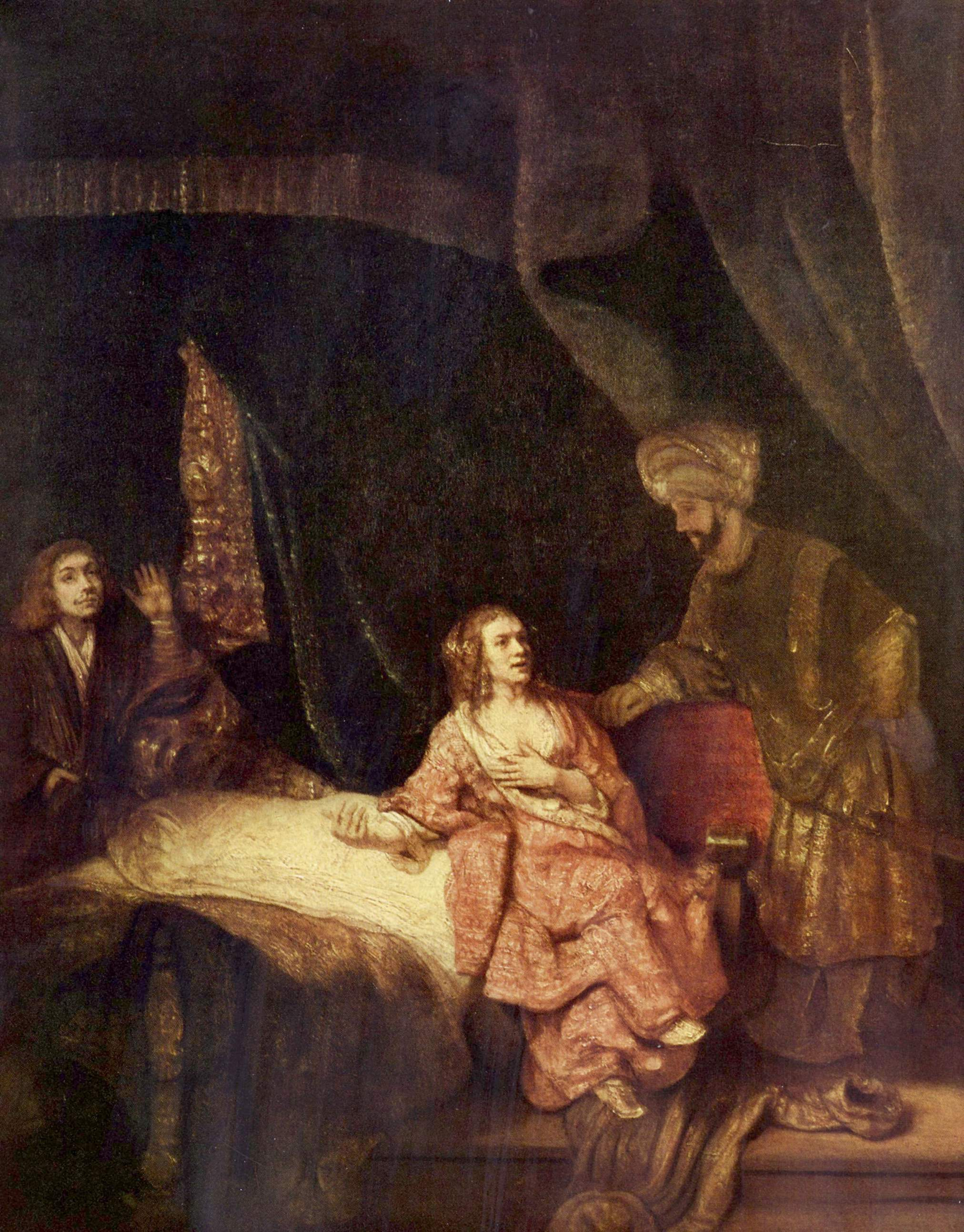
Rembrandt van Rijn (1606- 1669), Josep i la dona de Putifar
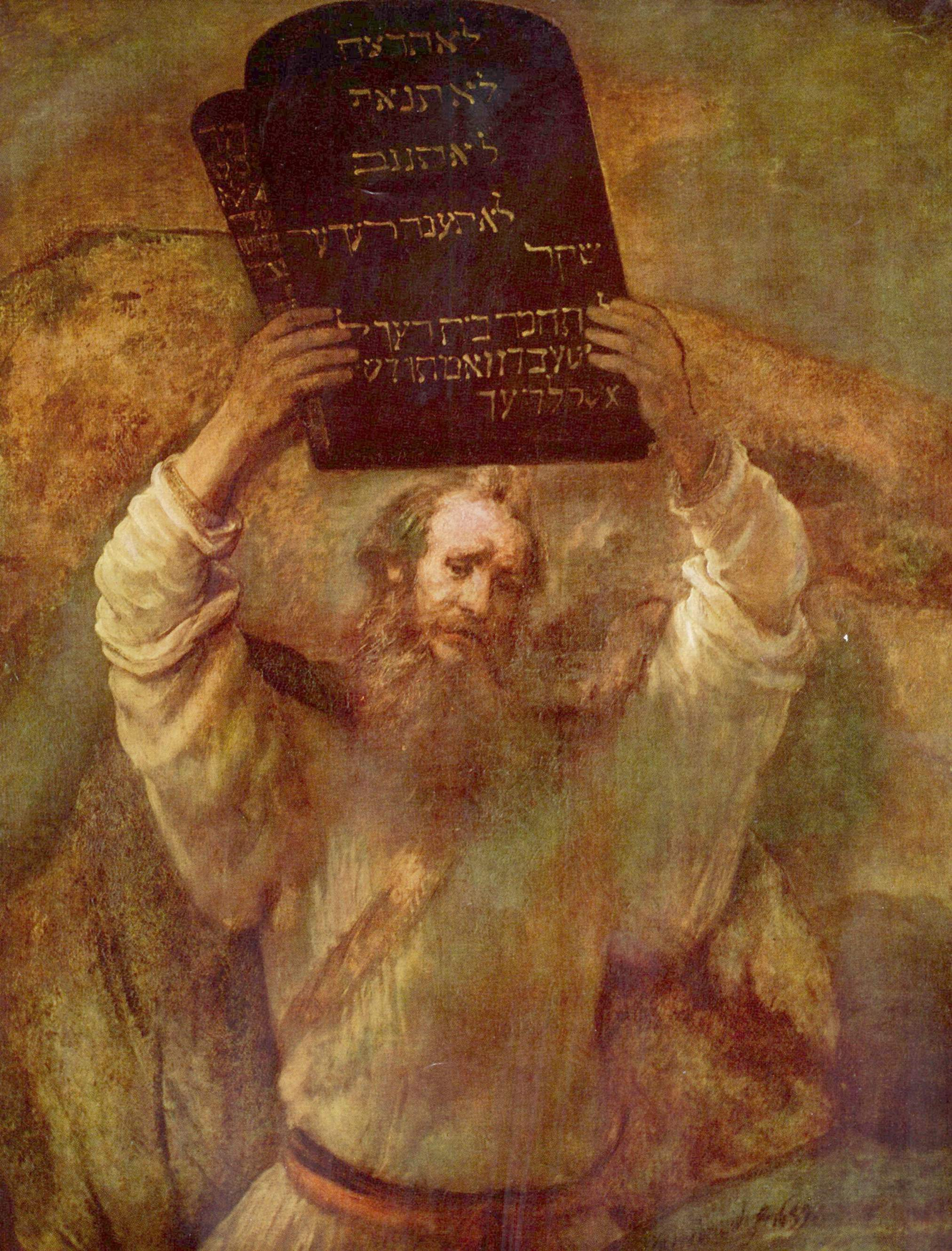
Rembrandt van Rijn (1606- 1669), Moisés ensenya al seu poble les Taules de la Llei
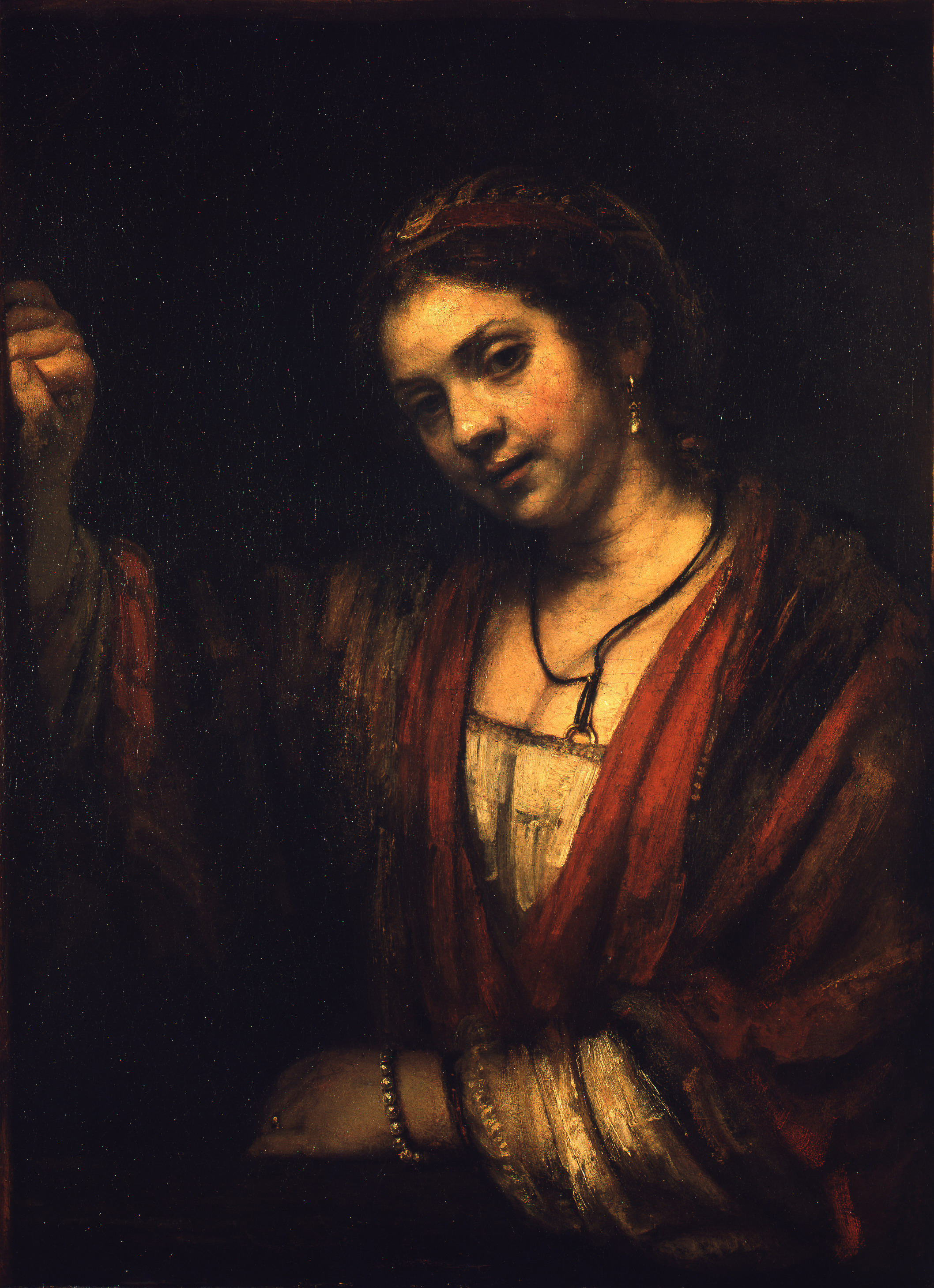
Rembrandt van Rijn (1606- 1669), Hendrickje Stoffels a la seva finestra
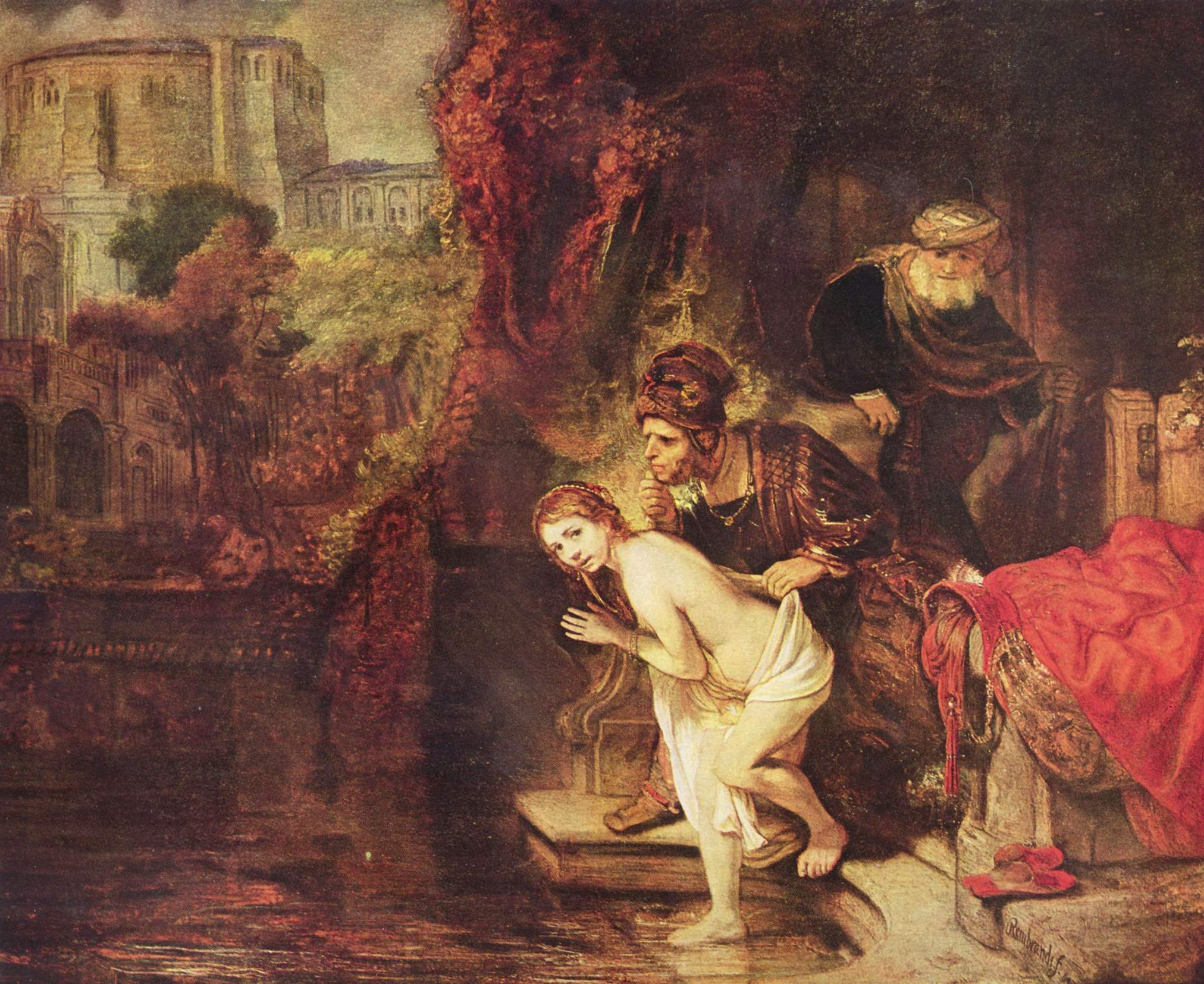
Rembrandt van Rijn (1606- 1669), Susanna i els vells
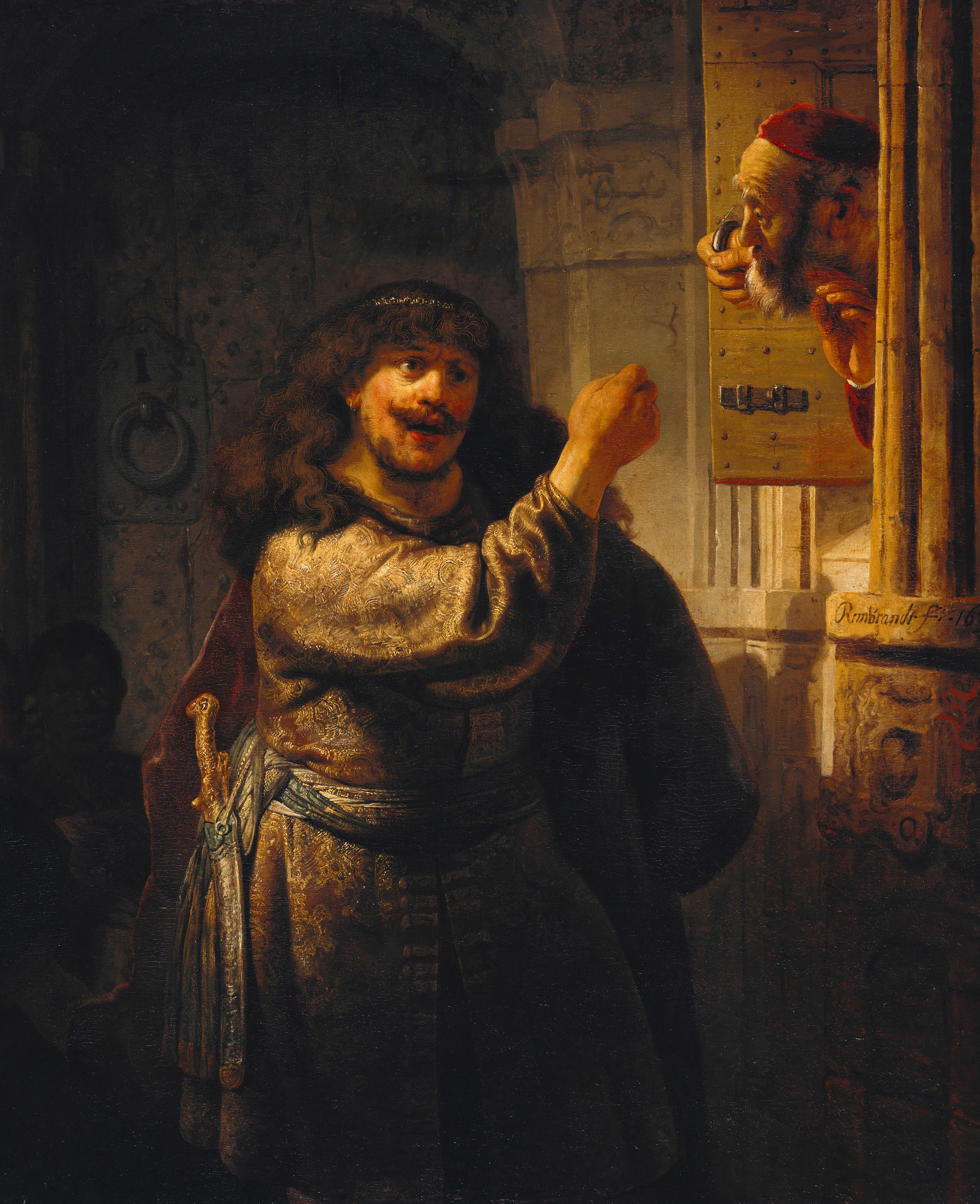
Rembrandt van Rijn (1606- 1669), Samson amenaça el seu sogre
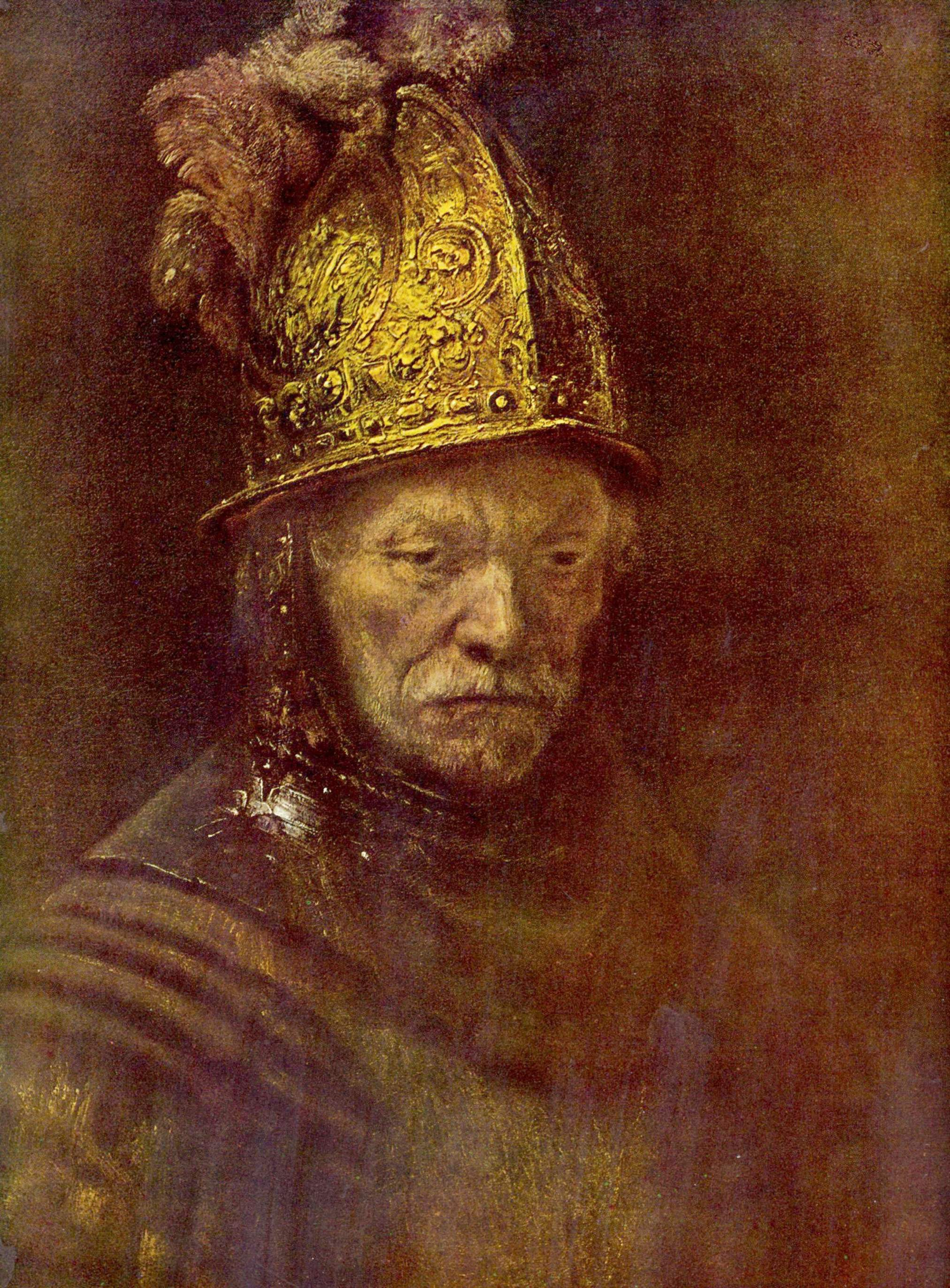
Rembrandt van Rijn (Escola), L'Home amb casc d'or
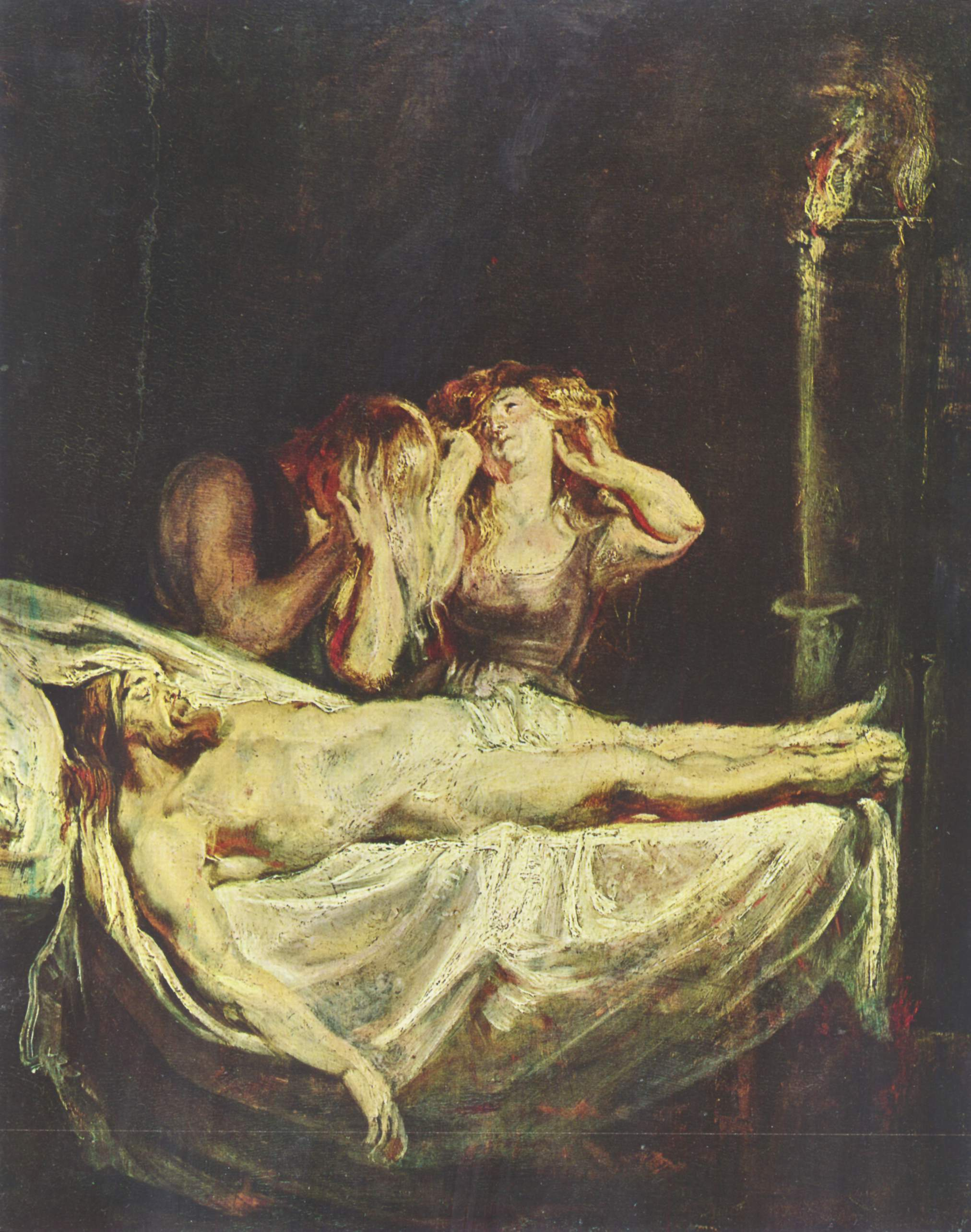
Peter Paul Rubens (1577- 1640), La lamentació per Crist
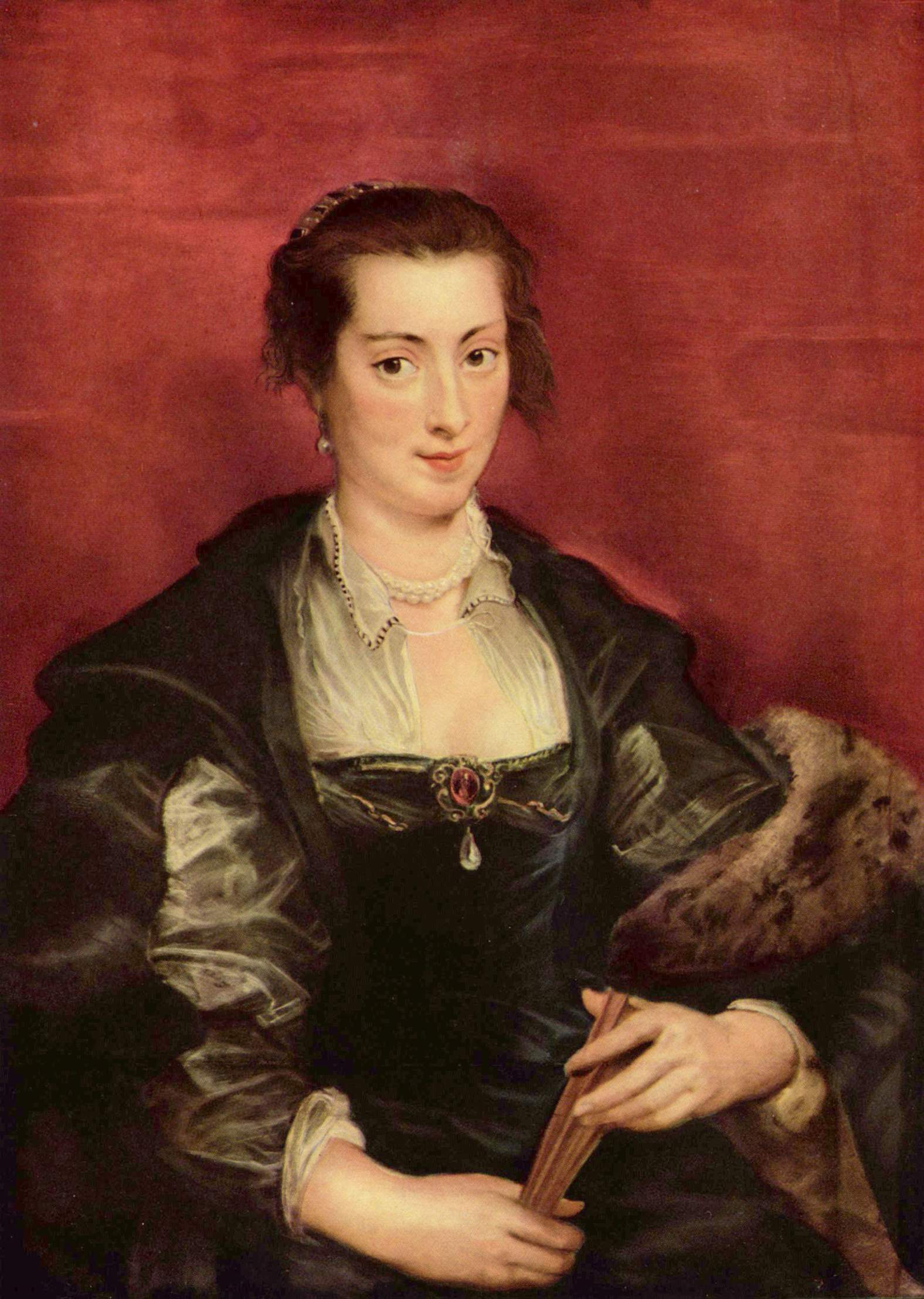
Peter Paul Rubens (1577- 1640), Retrat d'Isabella Brant
Anton van Dyck (1599- 1641), El nen de l'ocell
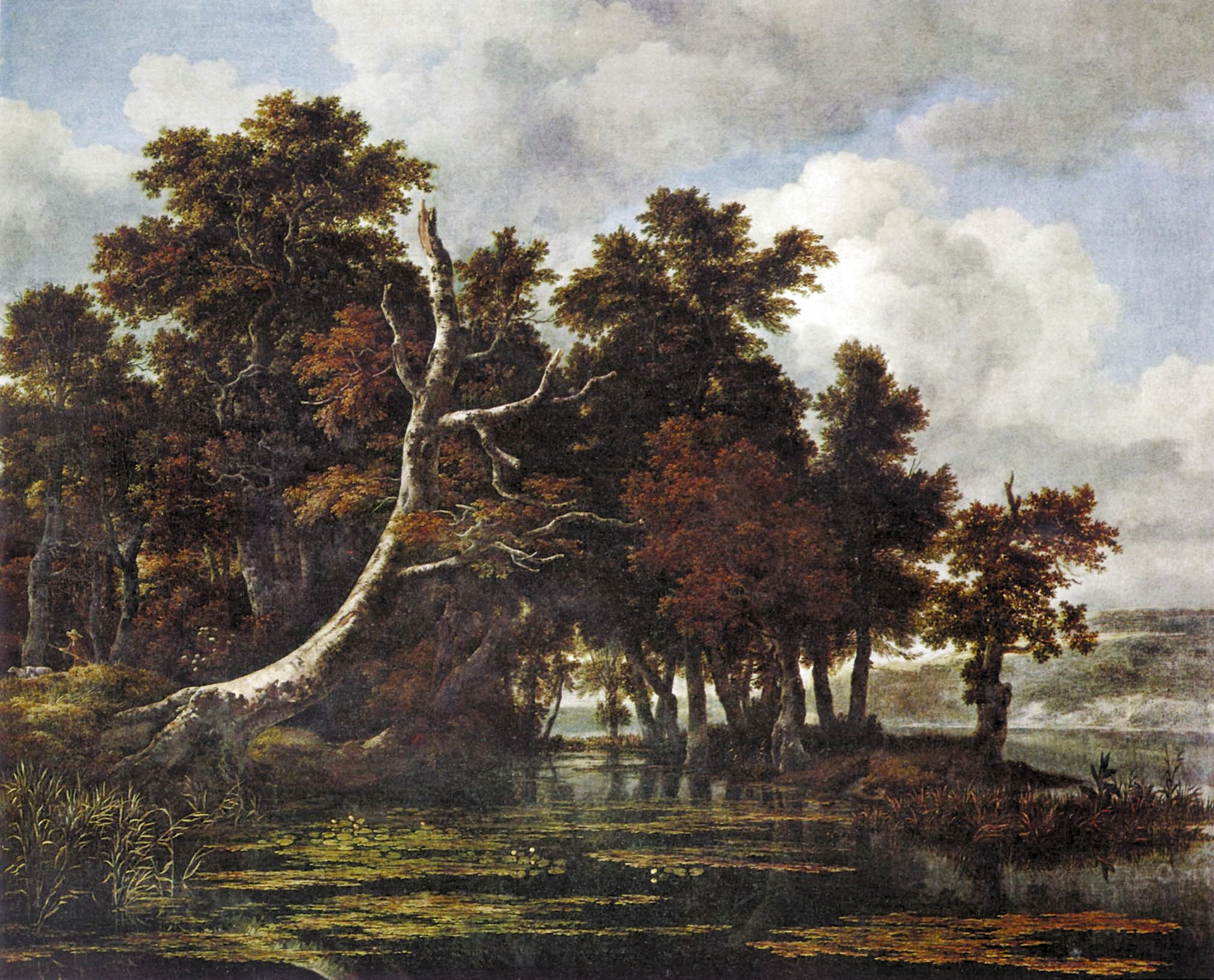
Jacob van Ruisdael, Bosc de roures sobre un llac
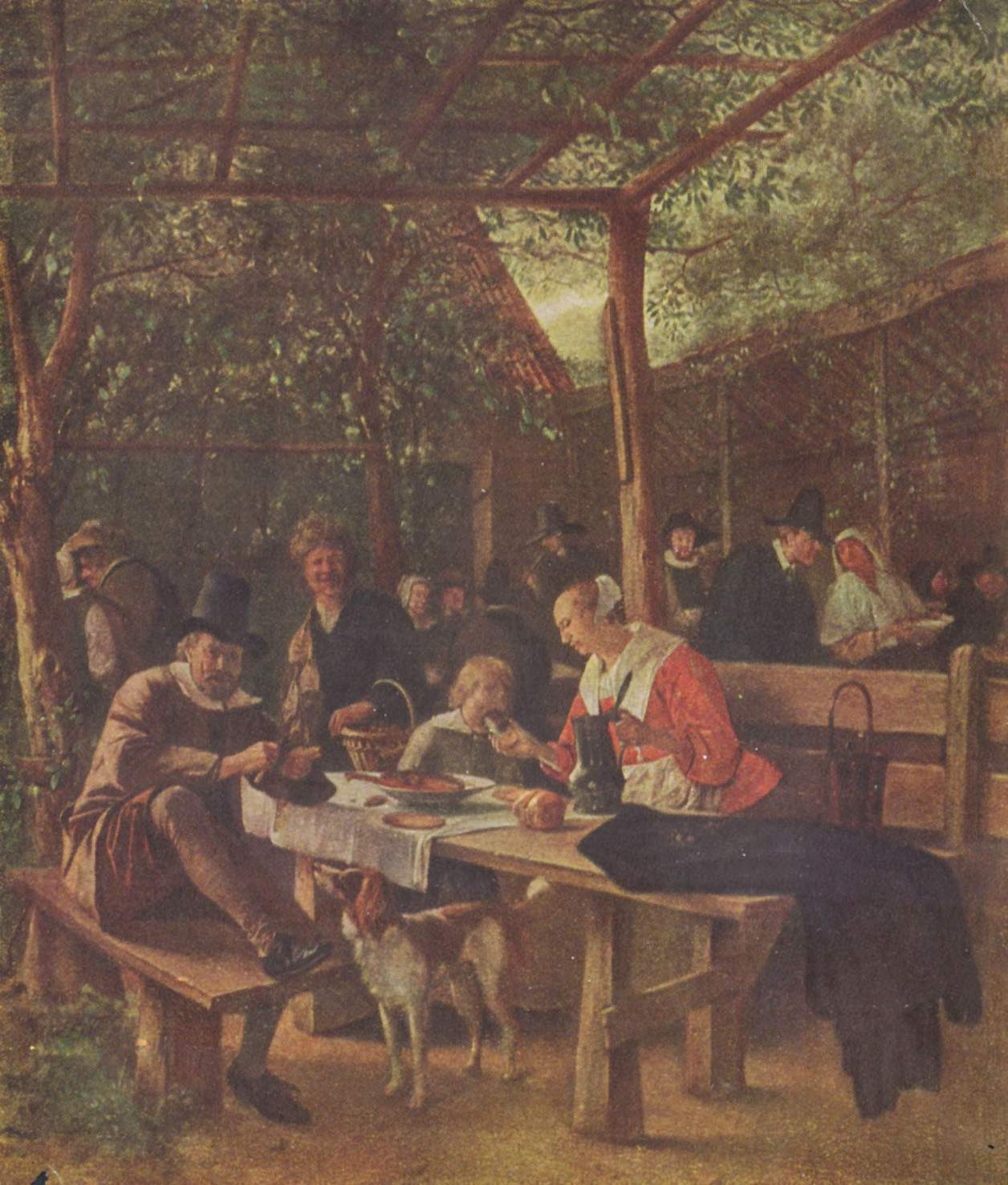
Jan Steen, El Jardí de la taverna
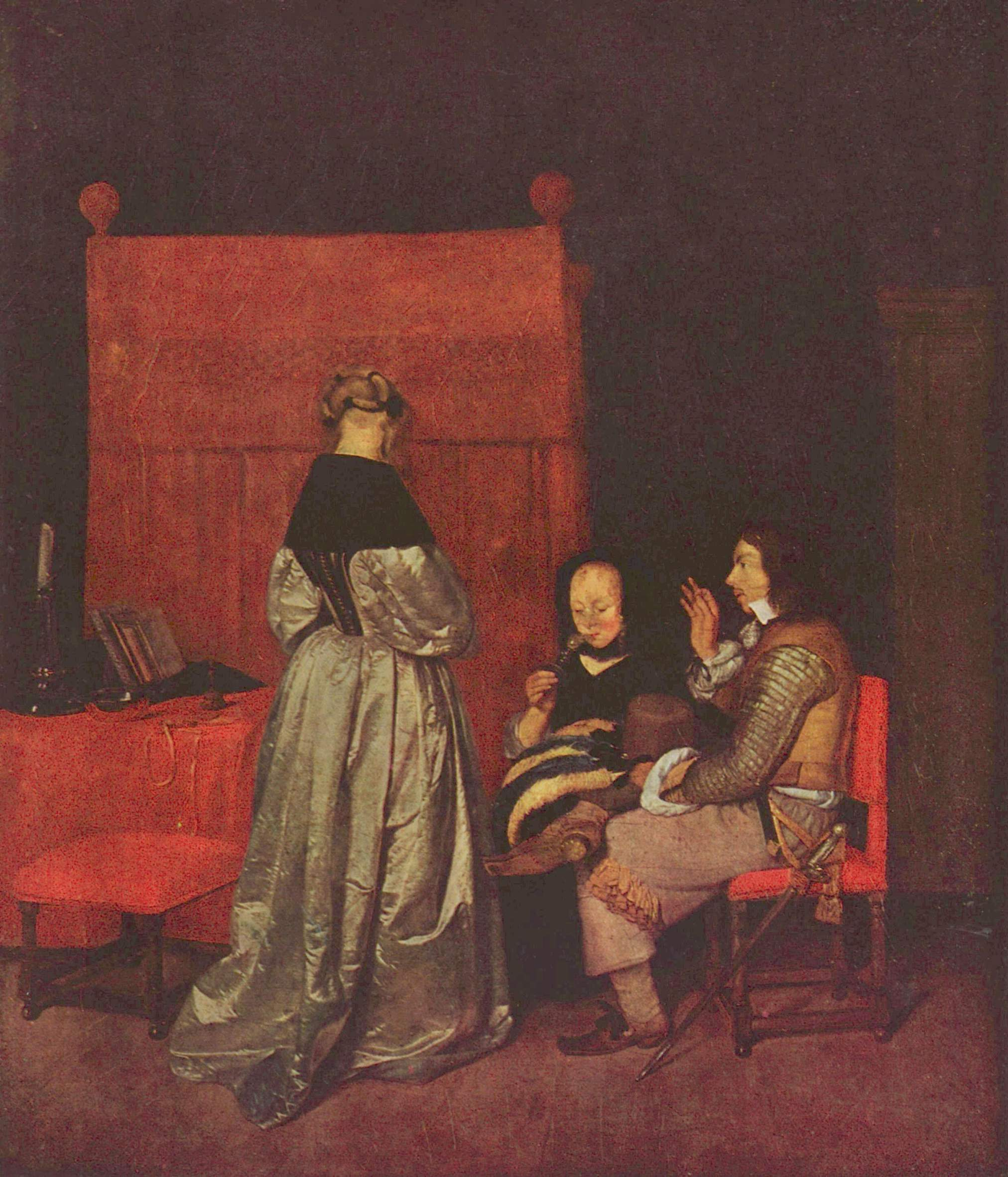
Gerard Ter Borch El Sermó patern
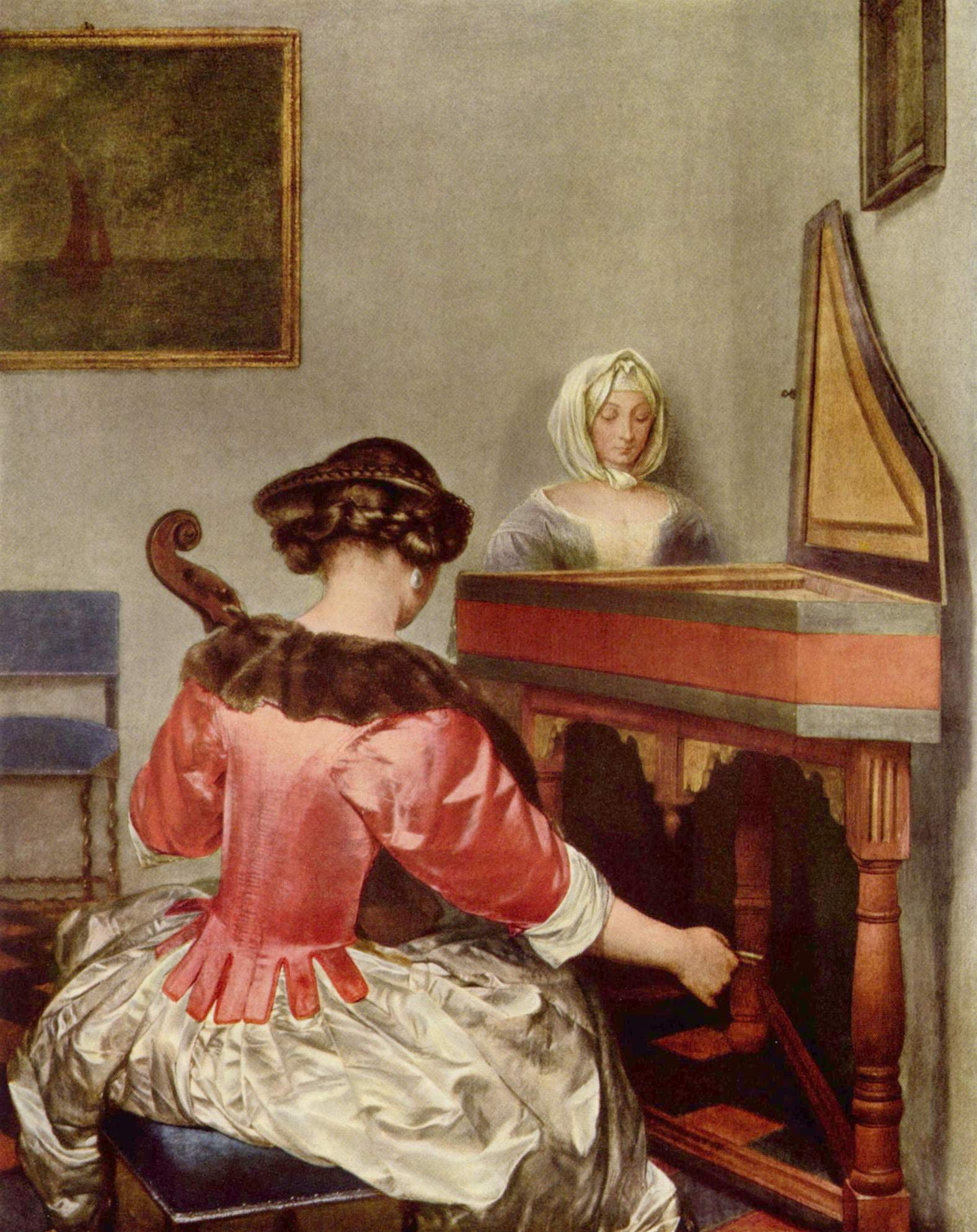
Gerard Ter Borch El Concert
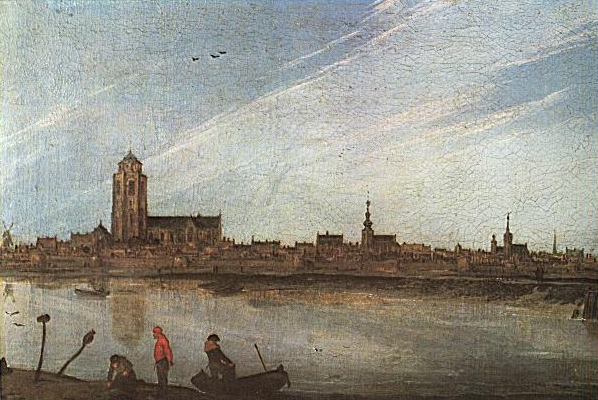
Esajas van de Velde, Vista de Zierikzee
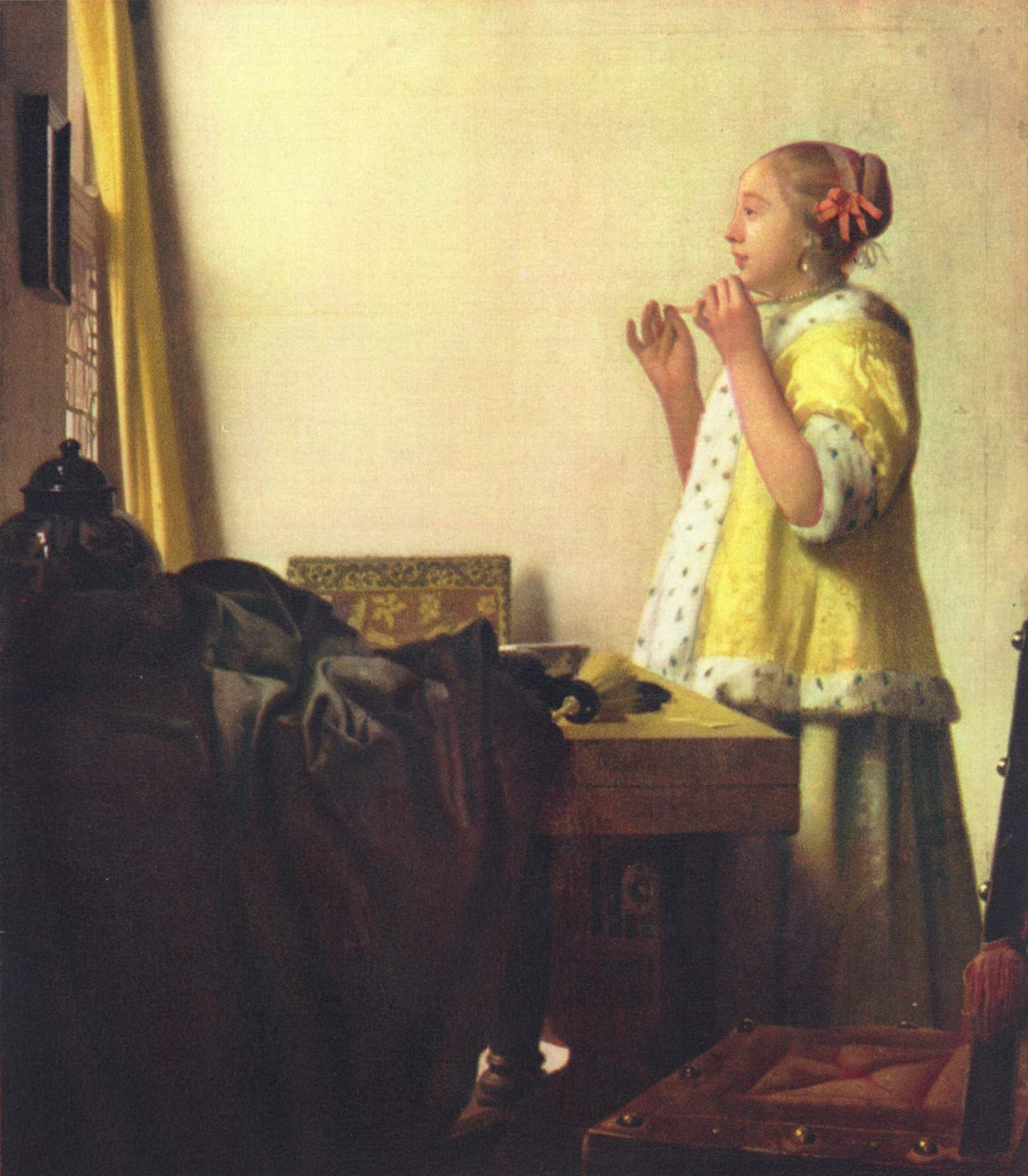
Johannes Vermeer La Dona del collaret de perles
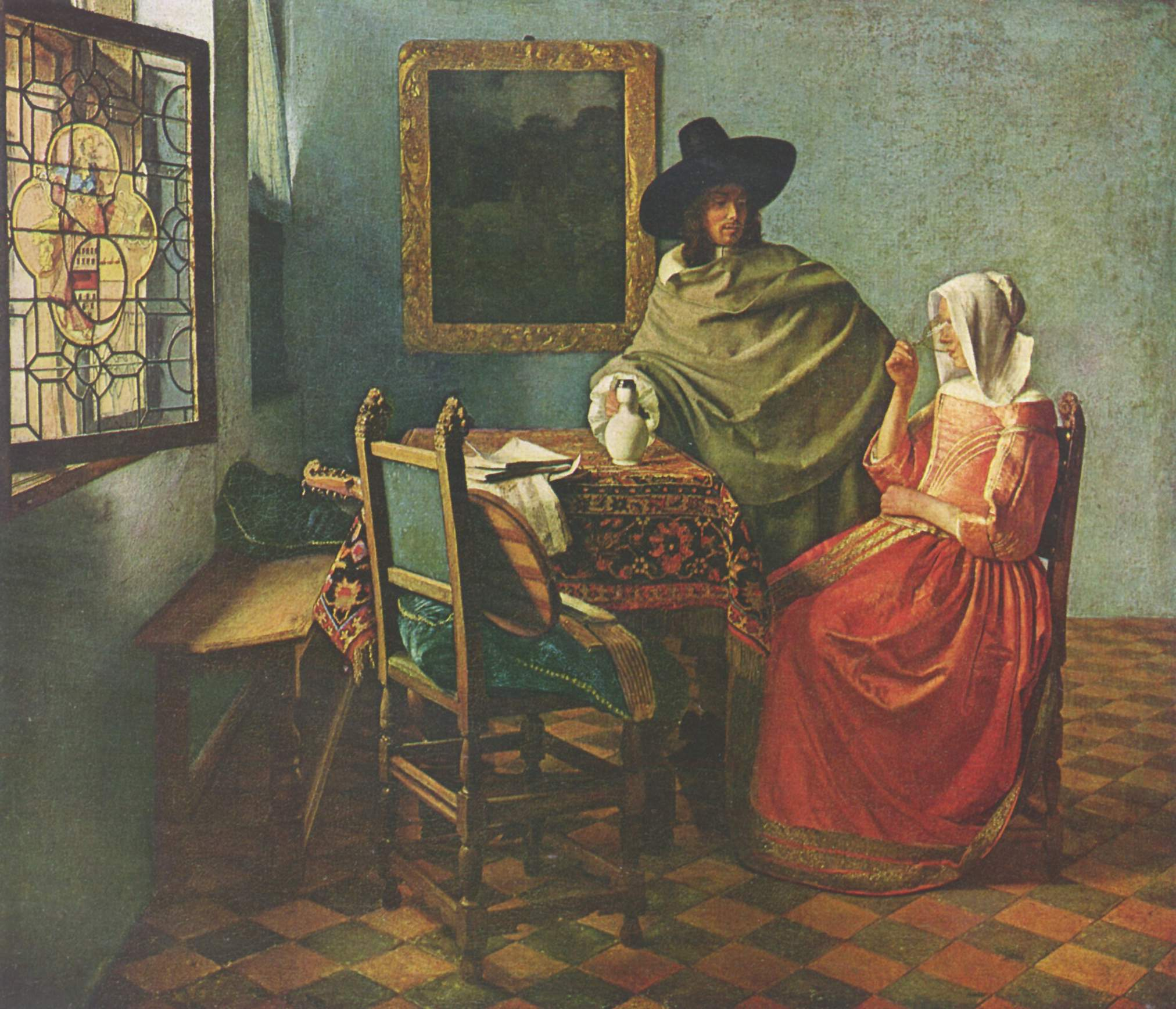
Johannes Vermeer Home i dona bevent
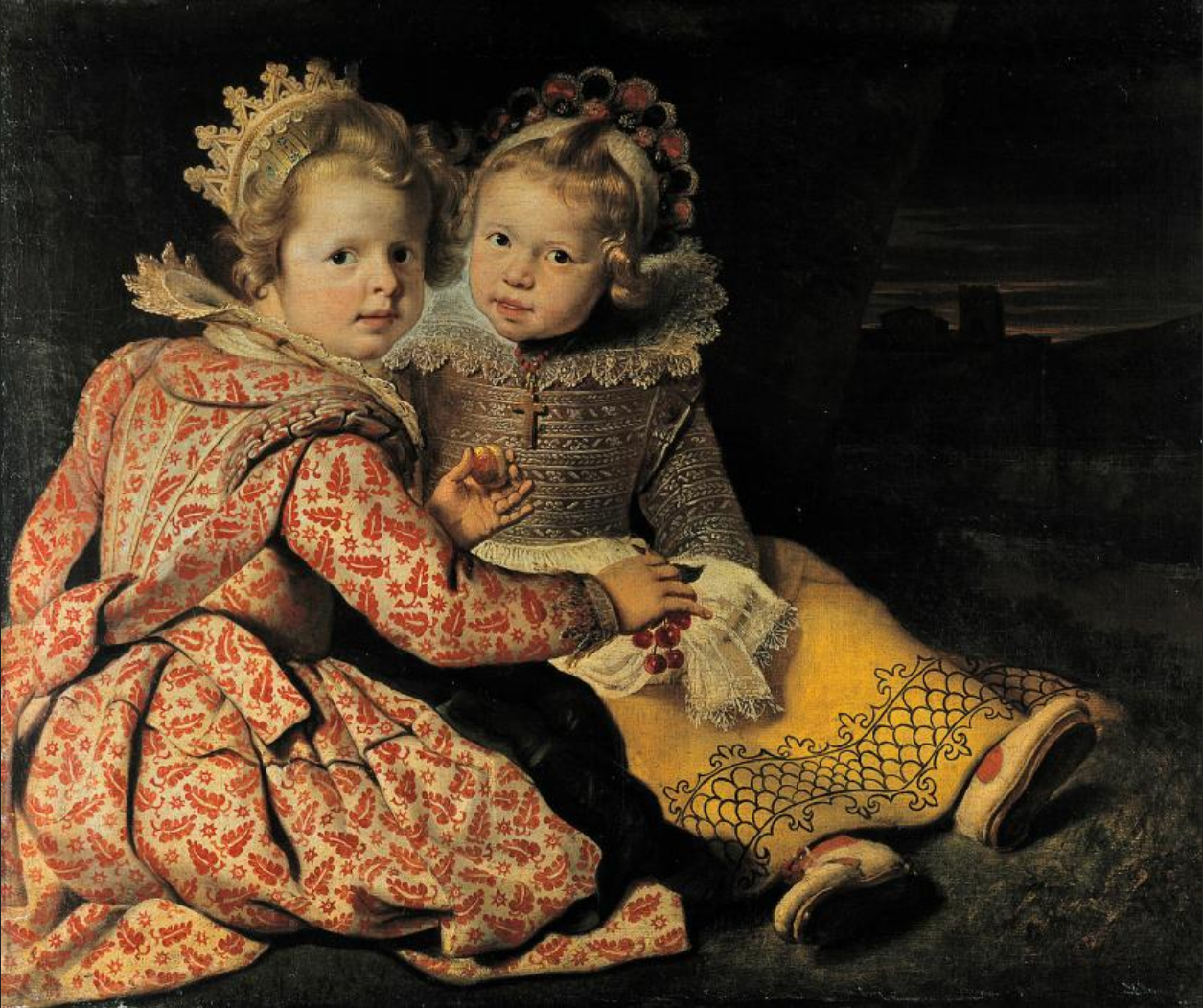
Cornelis de Vos (1584- 1661), Els Nens del pintor

### Elseglexviii

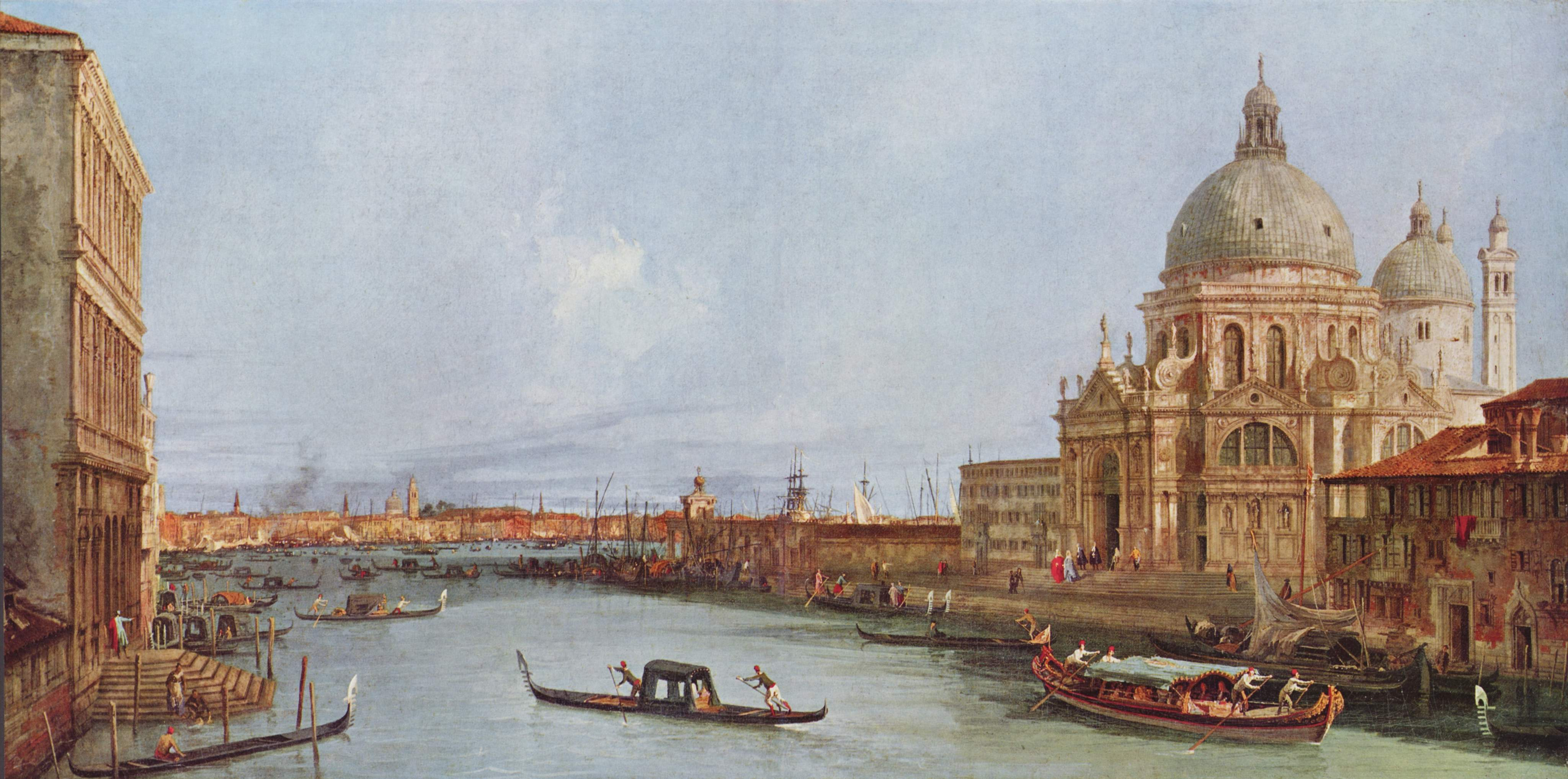
Canaletto, L'església S. Maria de la Salut a Venècia
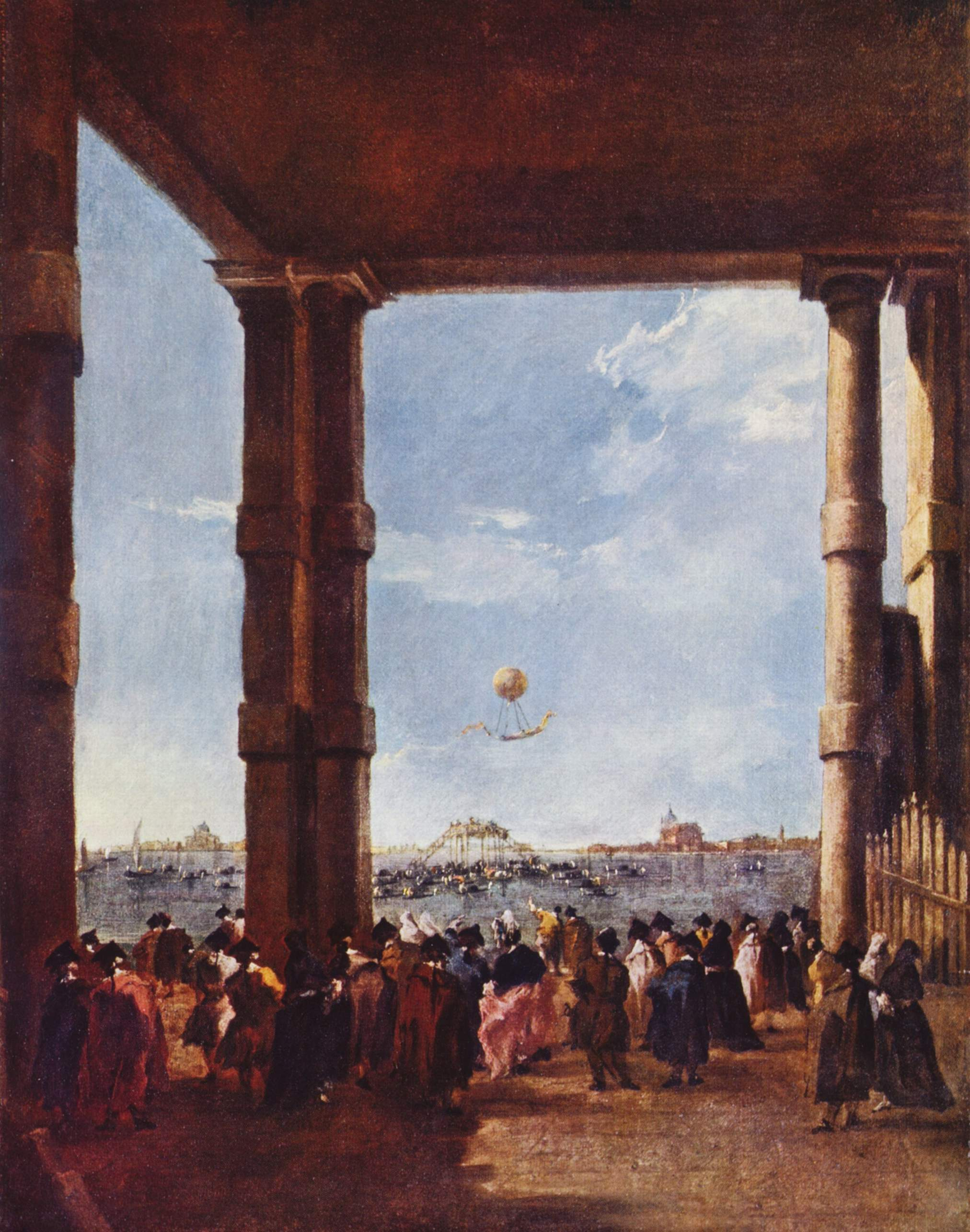
Francesco Guardi, Vol de montgolfière
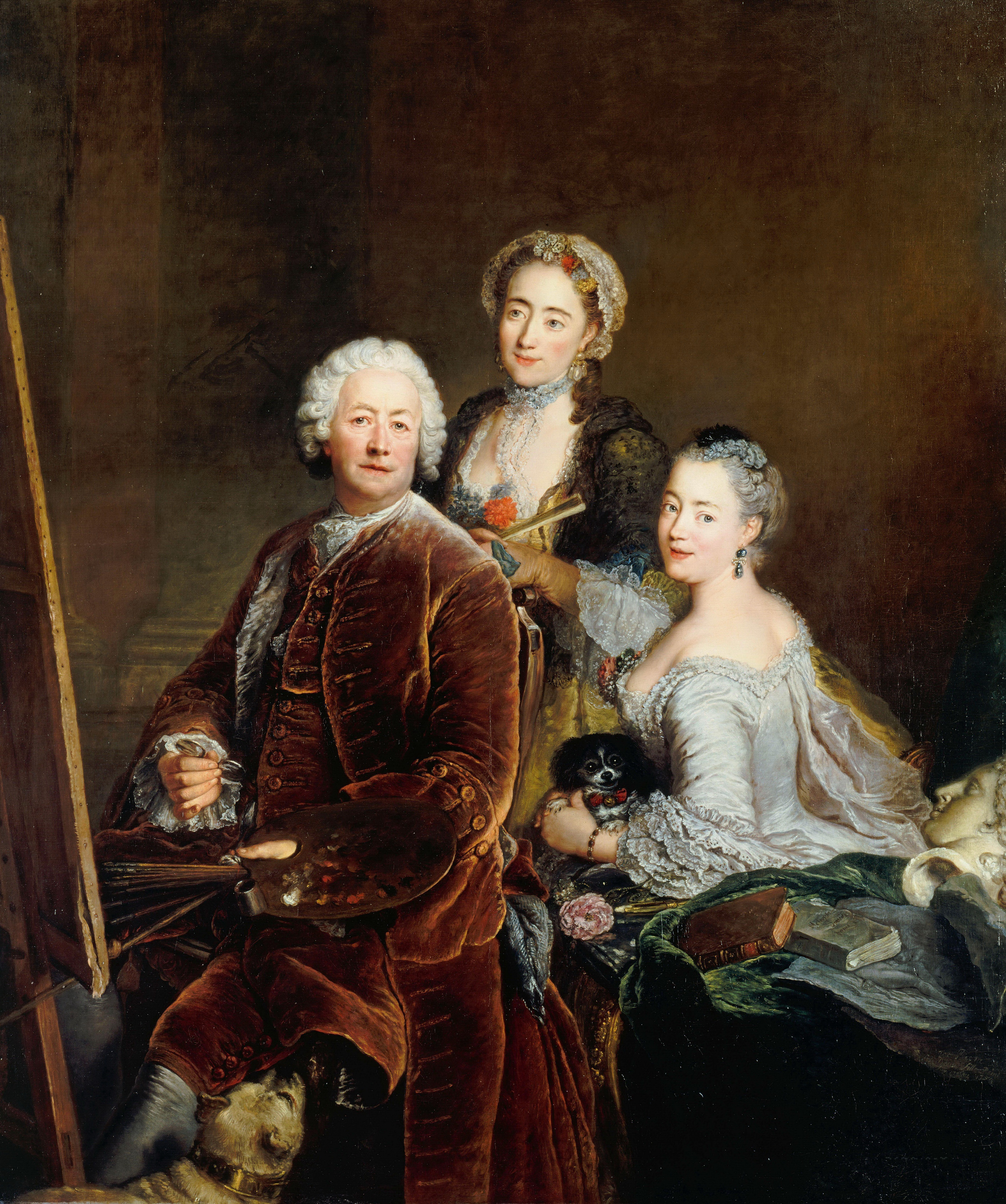
Antoine Pesne, Retrat del pintor i de les seves filles
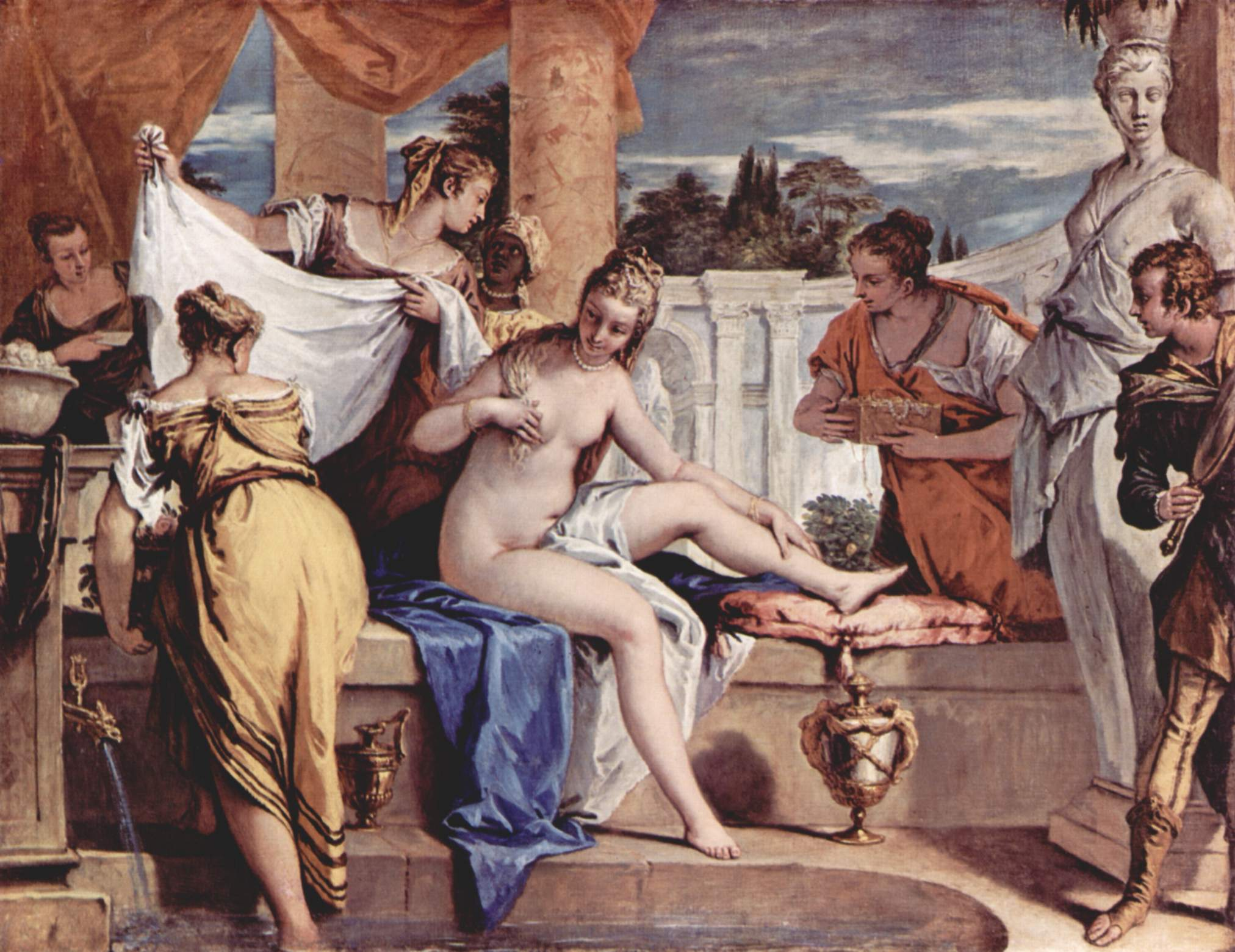
Sebastiano Ricci, Bethsabée al bany